# Église Sainte-Anne de Gassicourt
Pour les articles homonymes, voir Église Sainte-Anne.
L'église Sainte-Anne de Gassicourt est une église catholique paroissiale de style roman située à Mantes-la-Jolie, en France. Ce n'est pas la première église en ce lieu. En 1074, un prieuré est fondé auprès de l'église primitive. En 1075, ce prieuré est donné à l'ordre de Cluny, et dédié à saint Sulpice.
À partir du début du début du XIIe siècle, les moines construisent une nouvelle église dans le style roman normand. Elle est de plan basilical, et se caractérise par un style austère. La nef de cinq travées reste très authentique, et se caractérise par ses deux rangées de quatre colonnes isolées aux chapiteaux d'une facture archaïque.
Vers la fin du règne de saint Louis, les religieux font reconstruire les croisillons du transept et le chœur dans le style gothique rayonnant, avec de nouvelles voûtes et de vastes fenêtres munies de délicats réseaux. Ils sont prédestinés à recevoir des vitraux, et ceux-ci se sont en grande partie conservées. Les trois verrières narratives avec leurs nombreux médaillons, et les deux verrières hagiographiques avec leurs huit effigies de saints font aujourd'hui l'une des principales richesses de l'église. Une autre richesse représente l'ensemble de trente-deux stalles gothiques flamboyantes de la fin du XVe siècle, avec des clôtures liturgiques assorties. Si les parties hautes des jouées manquent, les bas-reliefs sur leurs parties basses, les miséricordes et les appuie-mains sont globalement bien conservés, et sont d'un grand intérêt tant pour leur iconographie que pour la qualité de la sculpture.
Le prieuré a été dissout bien avant la Révolution française, en 1738.
L'église Sainte-Anne a été intégralement restaurée entre 1855 et 1876, et classée aux monuments historiques par liste de 1862. Restaurée une nouvelle fois à la suite des bombardements de 1944, elle se trouve aujourd'hui en bon état, et reste au centre de la vie spirituelle de l'une des paroisses sur la ville de Mantes-la-Jolie. Des messes dominicales y sont célébrées chaque samedi soir.

## Localisation
L'église Sainte-Anne se situe en France, en région Île-de-France et dans le département des Yvelines, sur la commune de Mantes-la-Jolie, dans l'ancien village de Gassicourt, rue du Val-de-Seine / place Sainte-Anne. La façade occidentale, précédée d'un parvis, est tournée vers la rue du Val-de-Seine, et fait directement face au portail principal du cimetière de Gassicourt. L'élévation méridionale, bordée d'une pelouse, est alignée sur la place Sainte-Anne, qui est en fait une rue, et se nomme rue Maurice-Braunstein quelques mètres plus loin à l'est. Perpendiculairement à l'axe de l'église, une large esplanade plantée d'arbres s'étend en direction du sud, et est délimitée par la rue du Val-de-Seine d'un côté, et la rue Sainte-Anne de l'autre côté. Cette dernière croise la place Sainte-Anne / rue Maurice-Braunstein au sud-est du chœur de l'église, passe derrière le chevet, et se termine en impasse. Elle dessert notamment la maison paroissiale et le parking de l'église. Tant à l'ouest, qu'au sud et à l'est, l'édifice est ainsi dégagé de toute autre construction, et bien mis en valeur, mais son contexte urbain s'est en revanche perdu. Au nord, le jardin du presbytère jouxte l'église. Il occupe en partie l'emplacement du cloître du prieuré associé à l'église jusqu'à la Révolution française.

## Histoire

### L'histoire de la paroisse
Sous l'Ancien Régime, Gassicourt est une paroisse du diocèse de Chartres. L'on ignore sa date de fondation. L'église primitive existe déjà vers le milieu du XIe siècle. Peu avant sa mort en 1074, Raoul IV, comte de Vexin, installe quelques moines à Gassicourt, et leur offre l'église. Ensuite, son fils Simon, comte de Mantes, donne le monastère à l'ordre de Cluny, et le transforme ainsi en prieuré bénédictin. Au début du XIIe siècle, les moines lancent la reconstruction de l'église dans le style roman. Le prieuré est dédié à saint Sulpice le Pieux, tandis que l'église est placée sous le vocable de sainte Anne. À l'époque de construction, le prieuré se situe dans les bois. Les moines sont au nombre de dix environ. Ils défrichent les terres environnantes. Grâce à d'importantes donations et restitutions de biens ecclésiastiques spoliés, il réunit rapidement un important domaine qui s'étend sur les rives de la Seine entre La Roche-Guyon et Aubergenville[réf. souhaitée]. Les cultures dominantes sont le blé et la vigne. Une charte signée par le roi Louis le Gros en 1119 mentionne le prieuré de Gassicourt parmi les possessions de l'abbaye de Cluny placées sous protection royale. En 1295, treize prieurés clunisiens, dont Gassicourt, sont érigés en prieuré-doyennés par une bulle pontificale de Boniface VIII. Après le concordat de Bologne en 1516, le prieuré est mis en commende, et l'on obtient ainsi la situation particulière que la charge du doyen est exercé par le prieur commendataire. En octobre 1660, le jeune abbé Jacques-Bénigne Bossuet (non encore consacré évêque) est installé prieur-doyen commendataire, mais après la mort du cardinal Jules Mazarin, abbé commendataire de Cluny, survenu le 9 mars de l'année suivante, cinq ou six compétiteurs surgissent et lui contestent sa nomination. Les conflits qui en surgissent durent au moins trois ans. Un bail signé avec un laboureur en 1669 permet de savoir que l'effectif du prieuré se compose alors du prieur claustral et de quatre autres moines. Un an avant sa mort en 1704, Mgr Bossuet se résigne du prieuré à la faveur de son neveu éponyme, évêque de Troyes. En 1738, le prieuré, dont les revenus n'ont cessé de diminuer depuis le début du siècle, est vendu à François-Olivier de Senozan, marquis de Rosny-sur-Seine, et les moines partent l'année suivante[réf. souhaitée]. Les bâtiments conventuels sont démolis vers le début des années 1740. Ne reste que le titre de doyen commendataire, qui est désormais à la nomination du roi. Selon Mme Desmolins, « reconstituer avec continuité le passé du prieuré est bien difficile car presque tous les documents officiels ont disparu ».

### L'histoire de l'église

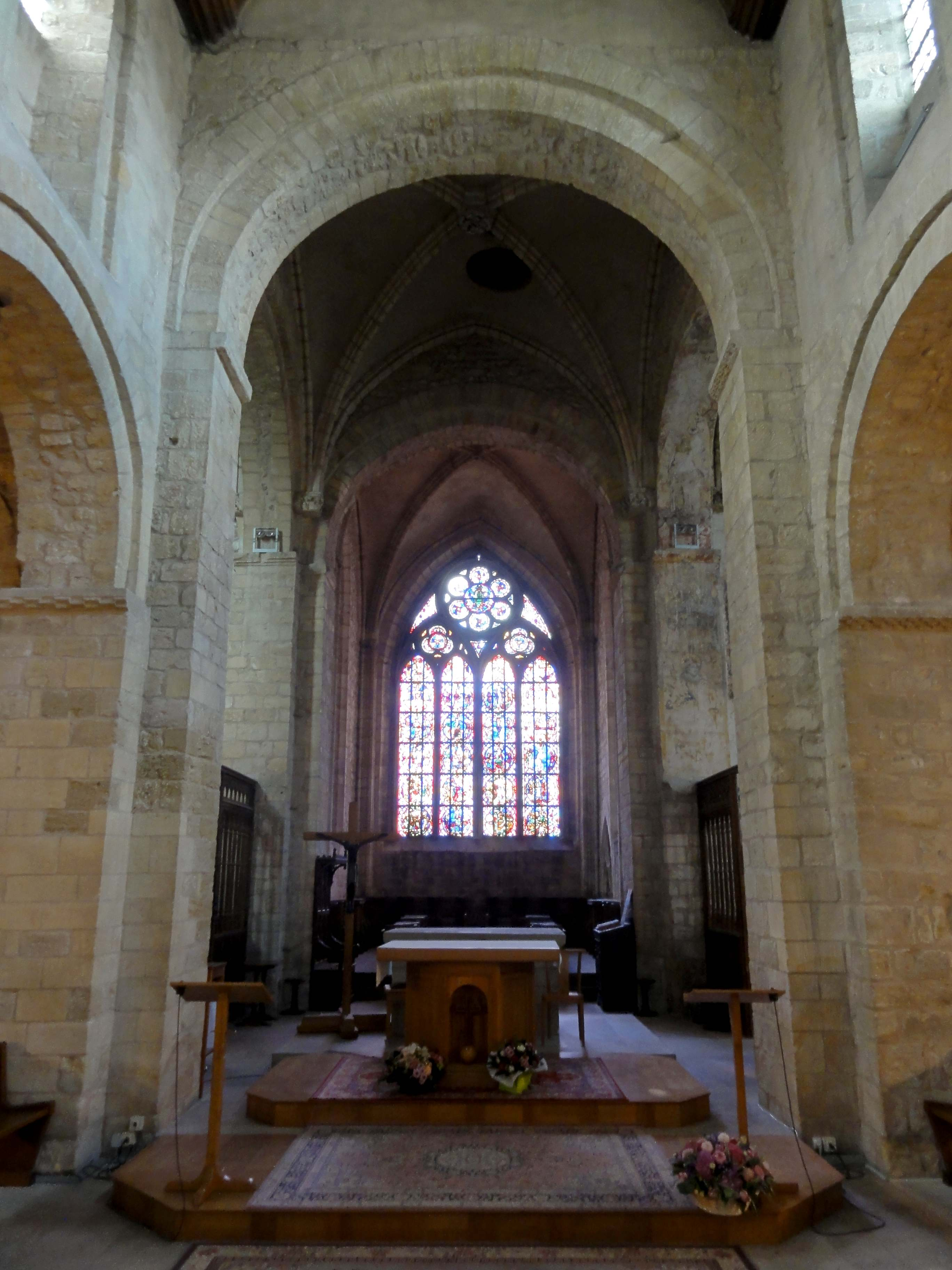
Nef, vue dans le chœur.

La nef est datée du début du XIIe siècle par Eugène Lefèvre-Pontalis (1919) et Anne Prache (1983). Elle est initialement recouverte d'une charpente lambrissée. La sculpture archaïque des chapiteaux pourrait suggérer une date antérieure, mais Lefèvre-Pontalis insiste sur le point que le profil des tailloirs indique clairement le XIIe siècle,.
Vers la fin du règne de saint Louis, soit au troisième quart du XIIIe siècle, le transept et le chœur sont voûtées d'ogives, et leurs fenêtres sont agrandies et munies de délicats réseaux gothique rayonnants. Les contreforts aux angles du chœur sont refaits dans le même contexte. Vers la fin du XVIe siècle, la nef est à son tour voûtée d'ogives, avec des nervures piriformes d'inspiration gothique flamboyante.
En 1740-1741, les bâtiments conventuels sont démolis, sauf une partie du réfectoire, qui est transformée en sacristie.
Entre 1855 et 1876, l'église est restaurée sous la direction de l'architecte en chef des monuments historiques Alphonse Durand (1799-1888). Cette restauration est assez radicale pour les murs de la nef, et les bas-côtés sont presque entièrement bâtis à neuf. Le bas-côté nord est même élargi, et recouverte d'une charpente qu'Eugène Lefèvre-Pontalis qualifie de mal conçue. L'auteur signale aussi les huit petites fenêtres modernes. Elles semblent en revanche correspondre à la configuration d'origine, comme le montrent les traces de telles fenêtres bouchées dans le mur du sud. Le bas-côté sud est voûté d'ogives par Durand, et doté d'un portail latéral qui n'existait pas sous cette forme auparavant. L'intérêt archéologique des bas-côtés est donc réduit, hormis les arcades vers la nef et les croisillons, qui sont toujours celles d'origine, et les vestiges des ouvertures anciennes dans le mur du sud. Entre-temps, l'église est classée monument historique par liste de 1862.
En 1944, sous la Seconde Guerre mondiale, elle est fortement endommagée par les bombardements. La restauration qui s'ensuit dure jusqu'en 1963. Les voûtes de la nef et du bas-côté sud sont supprimées, et remplacées par des charpentes lambrissées qui permettent à ces parties de retrouver leur état primitif.

## Description

### Aperçu général

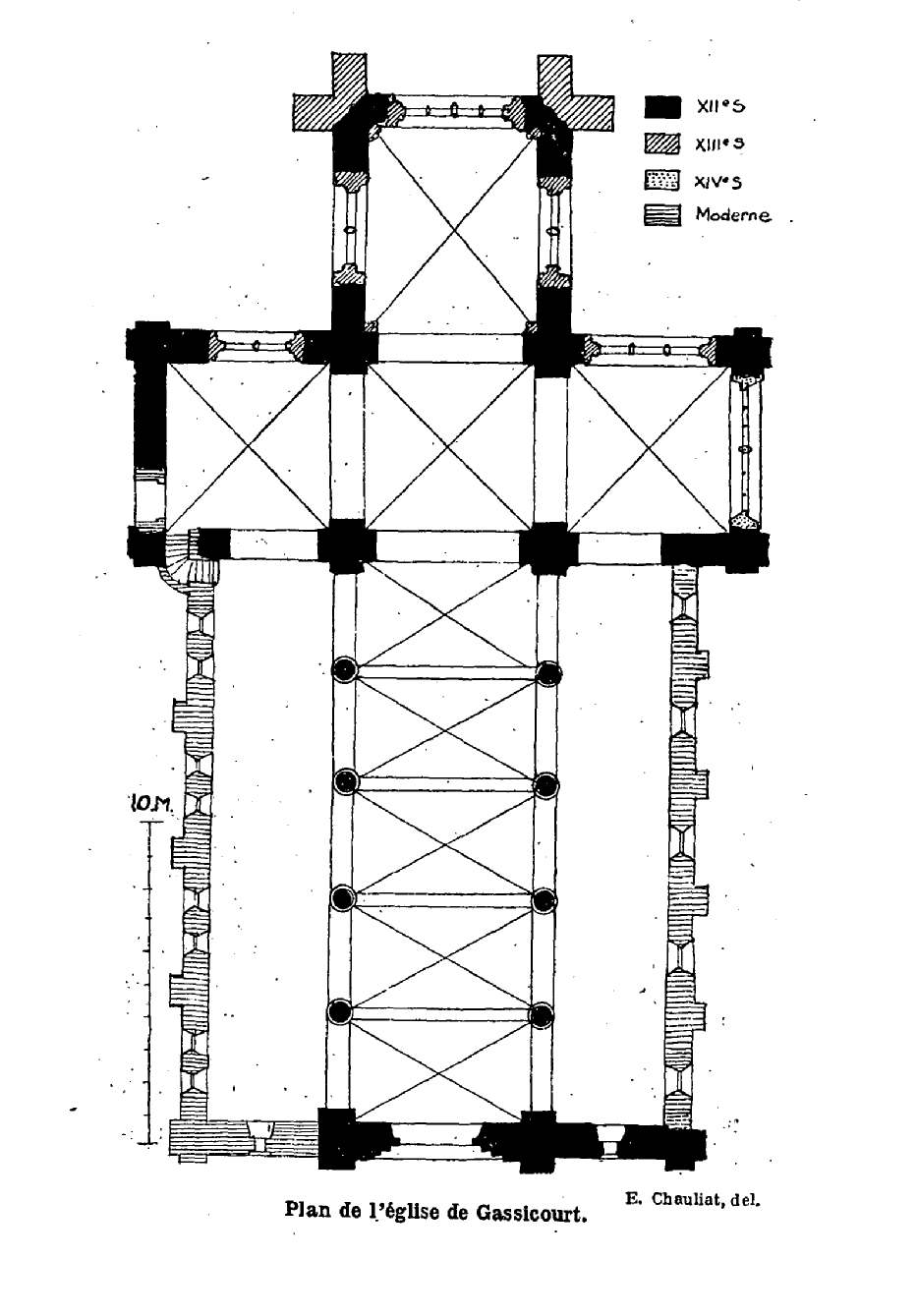
Plan de l'église.

Orientée à peu près régulièrement, avec une légère déviation de l'axe vers le sud-est du côté du chevet, l'église répond à un plan cruciforme, et se compose d'une nef de cinq travées accompagnée de deux bas-côtés ; d'un transept débordant ; et d'un chœur rectangulaire au chevet plat. Le clocher en bâtière central s'élève au-dessus de la croisée du transept. La sacristie se situe au nord du croisillon nord. correspond à une partie de l'ancien réfectoire des moines. La longueur est de 34,90 m dans l'œuvre, et la largeur est de 14,00 m entre les murs gouttereaux des bas-côtés. La longueur du transept (nord-sud) est de 19,80 m dans l'œuvre. La nef, qui est à deux niveaux d'élévation, avec l'étage des grandes arcades et un étage de fenêtres hautes, est recouverte d'une charpente lambrissée en carène renversée. Les plafonds des bas-côtés sont les revers lambrissés des toits en appentis. Seul le transept et le chœur sont voûtés d'ogives, ainsi que la sacristue. L'on accède à l'église par le portail occidental de la nef, par le portail latéral au milieu du bas-côté sud, ou par une petite porte dans la dernière travée du bas-côté nord, dans l'angle avec la sacristie. La structure des toitures fait apparaître l'organisation intérieure de l'édifice, et chacun des quatre vaisseaux perpendiculaires au clocher possède un pignon à son extrémité.

### Intérieur

#### Nef

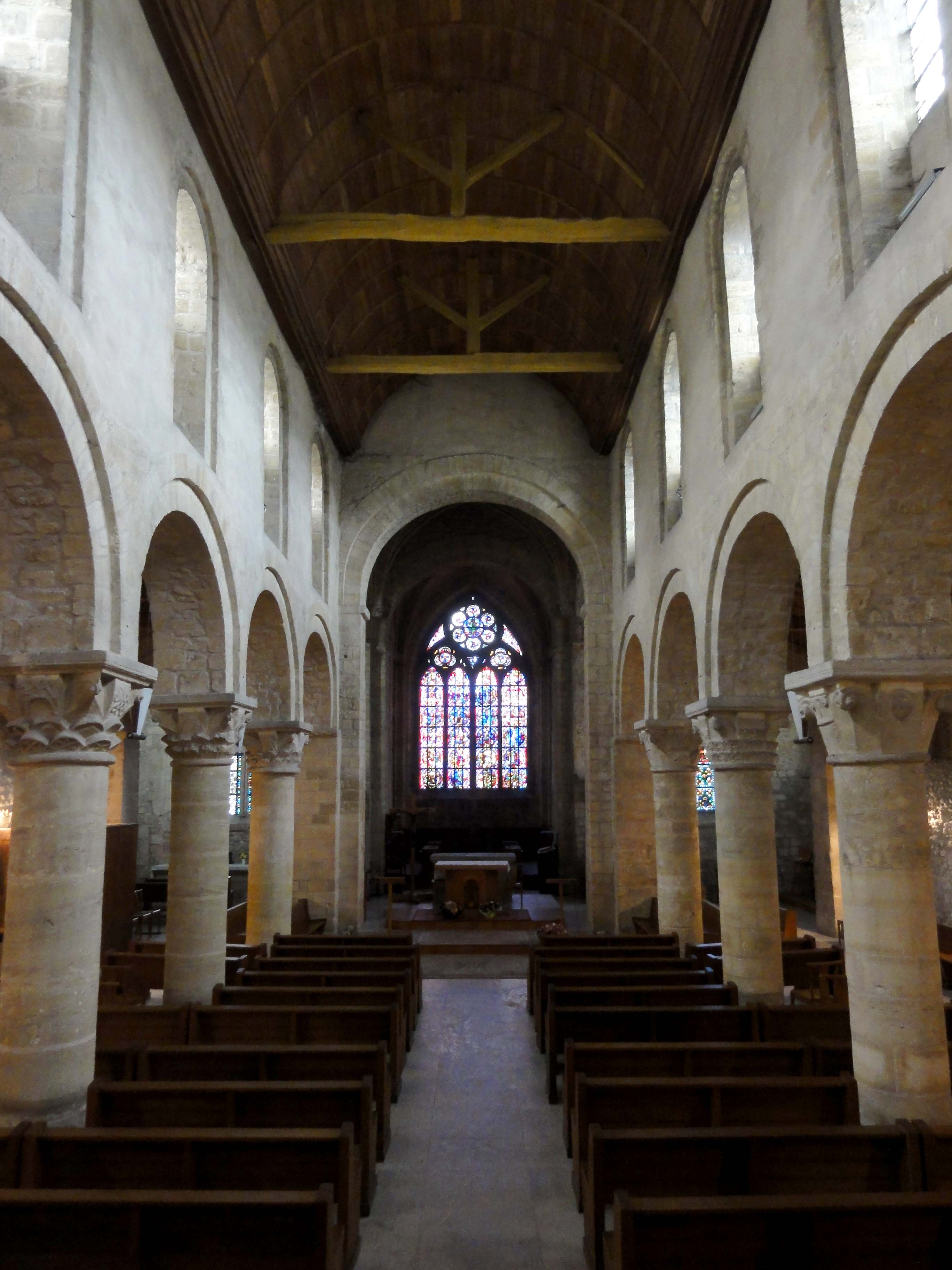
Nef, vue vers l'est.

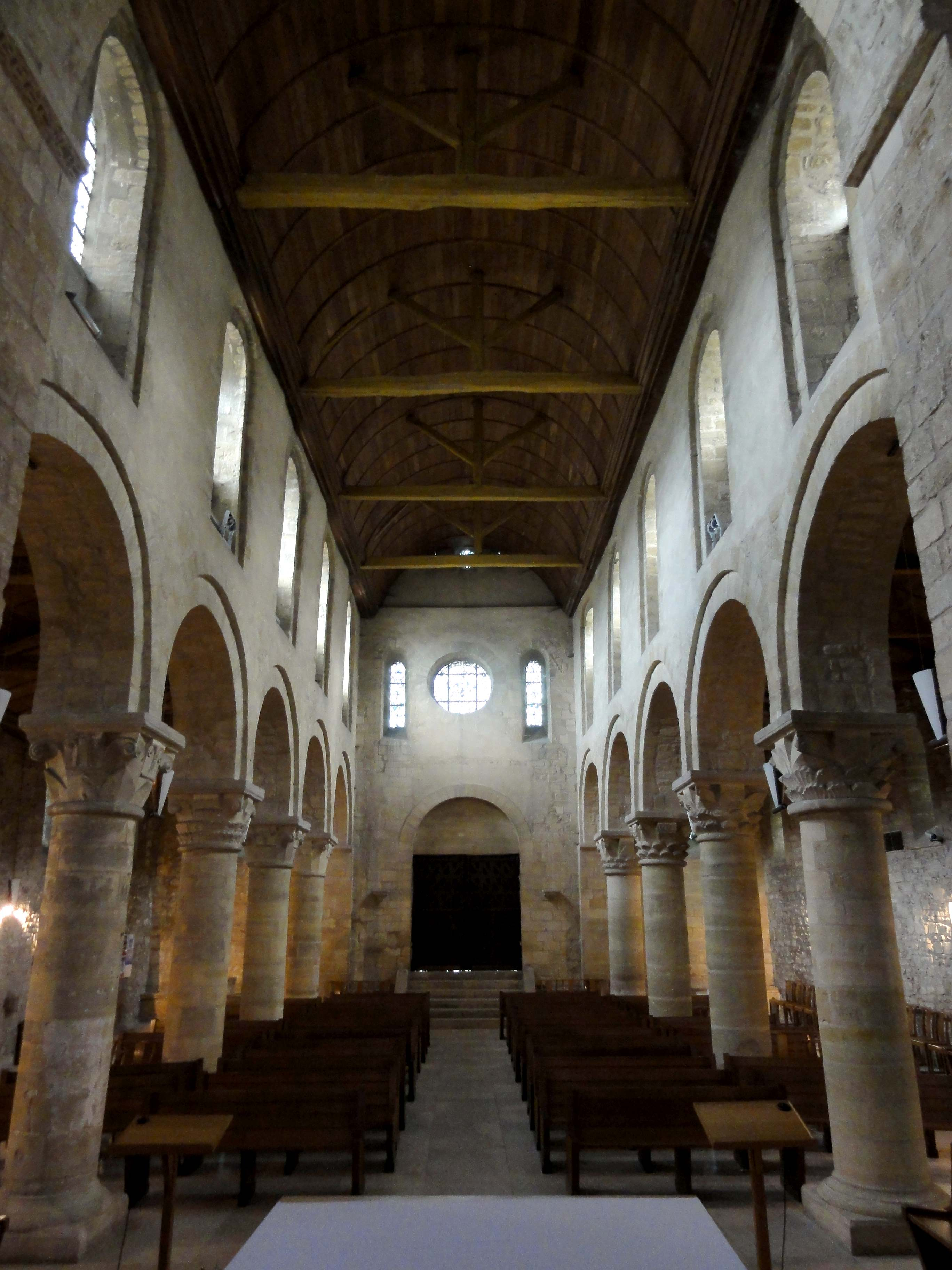
Nef, vue vers l'ouest.

En entrant par le portail occidental, l'on descend six marches dans la nef. Elle mesure environ 5,80 m de largeur entre les piliers des grandes arcades, et 17,30 m de longueur, soit deux fois et demi la largeur. Ses travées sont donc nettement barlongues. La hauteur des murs gouttereaux atteint presque deux fois la largeur, ce qui confère au vaisseau un certain élancement. Les élévations sont dominées par les grandes arcades, qui représentent les deux tiers de la hauteur des élévations latérales. Le nombre de cinq travées, en lieu et place des quatre travées coutumières, placent l'église Sainte-Anne parmi les édifices d'une certaine importance. L'architecture est d'une relative légèreté grâce à la réduction de la place accordée aux piliers : au revers de la façade et près du transept, les grandes arcades retombent sur des impostes et non sur des piliers engagés, et l'arc triomphal ouvrant sur la croisée du transept est presque aussi large que la nef. Les quatre piliers intermédiaires des grandes arcades sont monocylindriques et appareillés en tambour, et les fenêtres hautes sont de dimensions généreuses, et leurs pourtours se rapprochent d'une assise du rang de claveaux supérieur des grandes arcades, ainsi que du sommet des murs. La partie inférieure des fenêtres est néanmoins bouché, afin d'assurer une pente suffisante aux toits en appentis des bas-côtés, et ne pas faire descendre leurs murs gouttereaux trop bas. Les grandes arcades et les fenêtres hautes harmonisent parfaitement par leurs arcs en plein cintre et leurs deux rangs de claveaux non moulurés, ni même chanfreinés, ce qui leur confère en même temps un aspect archaïque. À l'ouest, le large portail en plein cintre est surmonté d'un oculus entre deux étroites baies en plein cintre près des angles. Sur toutes ces fenêtres, l'on remarque l'absence d'ébrasement. À la naissance du pignon, le mur se retraite, et est percé d'un minuscule oculus entre deux meurtrières tout en haut, mais comme le montre l'examen extérieur, l'authenticité de ces ouvertures n'est pas assurée,.
Les tailloirs se composent, du haut vers le bas, d'une tablette, puis, d'une baguette, d'un listel et d'un étroit cavet ; ou à titre d'exception, d'une baguette et d'un étroit cavet, ou d'un listel et d'une baguette. Tous les chapiteaux ont quatre volutes d'angle. Au nord, elles sont très schématisées, et issues d'un simple épannelage, la sculpture proprement dite se limitant aux extrémités. Au sud, elles sont d'une facture plus organique, et ne nient pas leur inspiration végétale. Elles sont associées à des feuilles plates. Sur les deux premiers chapiteaux, ces feuilles sont seulement suggérés par les facettes de la corbeille. Sur le quatrième chapiteau du sud, elles sont sculptées en bas-relief. Les quatre chapiteaux du nord et la troisième du sud sont vaguement inspirés du corinthien. Ils se caractérisent par des corbeilles nettement divisées en deux parties. Les volutes ne concernent ici que la partie supérieure, et ne sont donc pas associées à des feuilles. La partie inférieure est sculptée de deux collerettes de petites feuilles, qui sur trois chapiteaux au nord évoquent clairement la feuille d'acanthe. Sur le deuxième chapiteau du nord, les feuilles sont sculptées d'un hémicycle en bas-relief ou d'étoiles à quatre ou cinq branches aux intervalles excavés, ce qui est un motif fréquemment employé pour les impostes, y inclus à Gassicourt. Sur le troisième chapiteau du sud, les feuilles sont plus larges, et chacune se présente comme une sorte de palmette. Sauf sur ce dernier chapiteau, ou des petites feuilles plates avec des volutes s'insèrent entre les volutes d'angle, des « dés de pierre centraux » (Eugène Lefèvre-Pontalis) occupent le milieu de la face de la partie supérieure de la corbeille. Dans certains cas, ces dés sont à peine sculptées ; dans d'autres, ils répètent les motifs de la partie inférieure de la corbeille, mais seulement sur deux faces de la corbeille. Sinon, ils arborent de différents motifs d'une complexité variée, dont des feuilles plates triangulaires, des feuilles en hémicycle superposées en un ou deux rangs, des entrelacs, une coquille Saint-Jacques, une étoile, un masque, ou une figurine renversée. Quant aux bases, elles s'inscrivent dans la tradition normande, et accusent un tore aplati relié au fût par une scotie étriquée. Trois fûts, et sans doute aussi leurs bases, ont été refaits par Durand. Dans leur ensemble, l'on peut rapprocher les grandes arcades de leurs homologues d'Étretat, Manéglise et Ryes. Plus globalement, des colonnes du même type sont assez fréquentes dans les églises normandes de moyenne importance,.

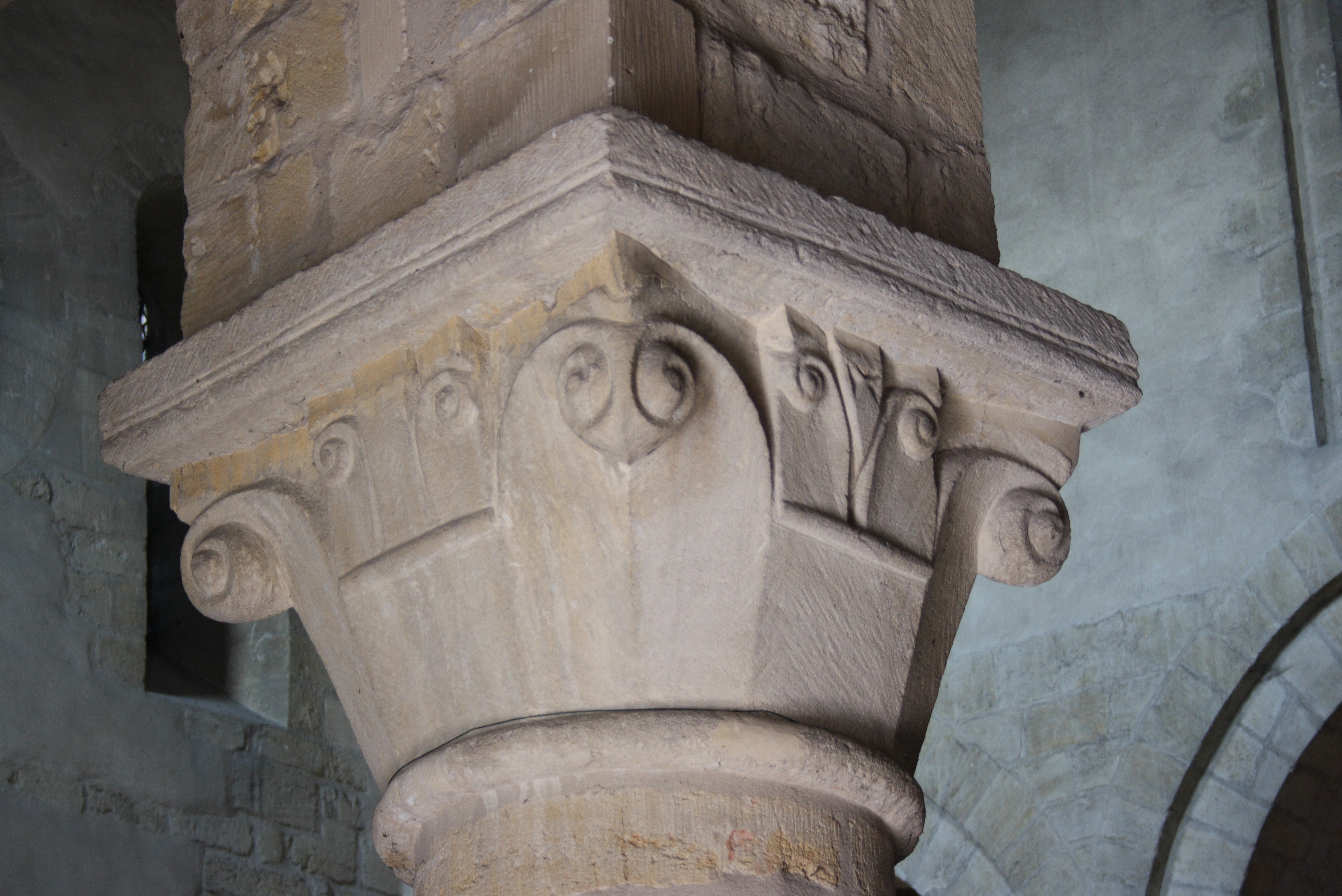
2e chapiteau du sud.
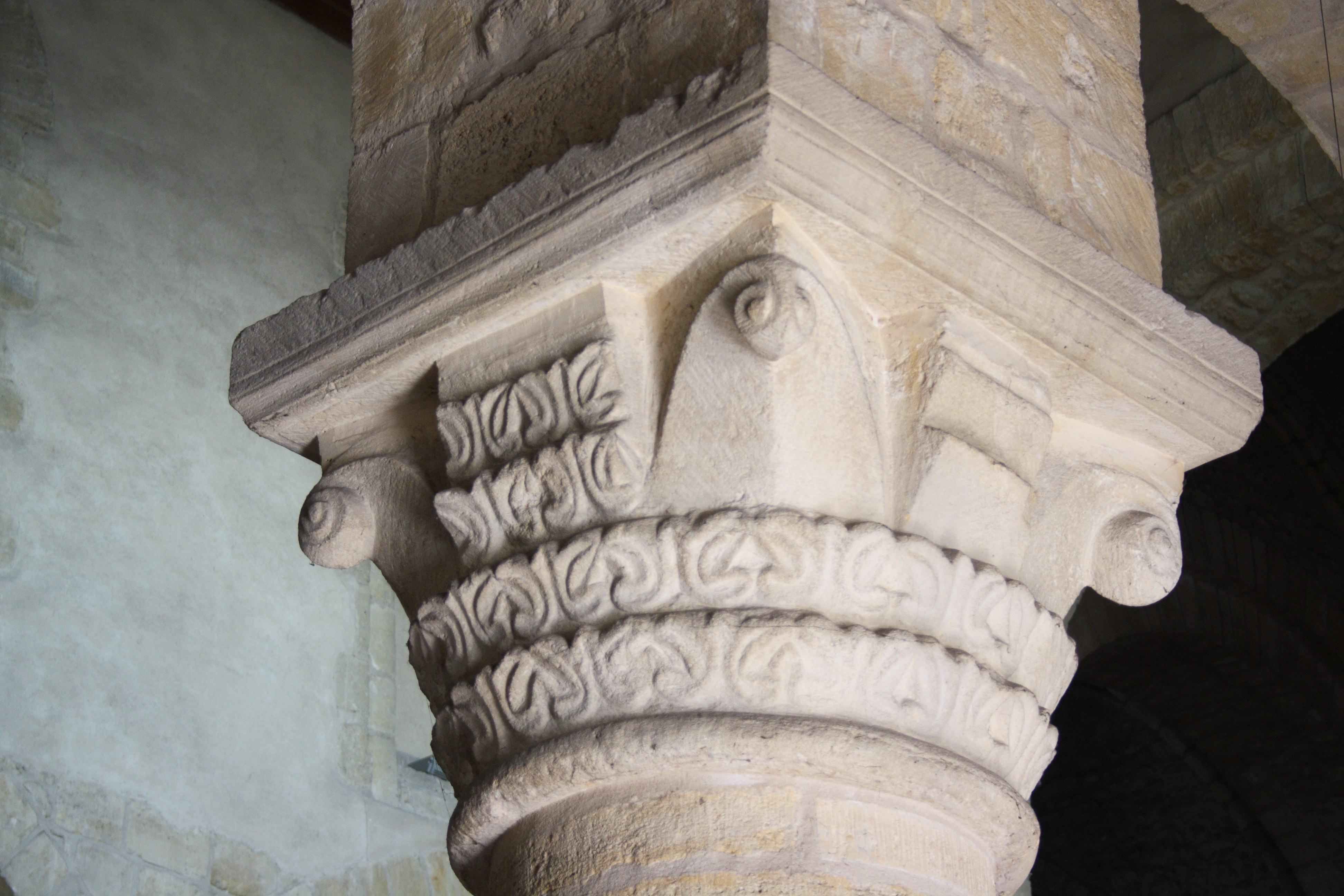
3e chapiteau du sud.
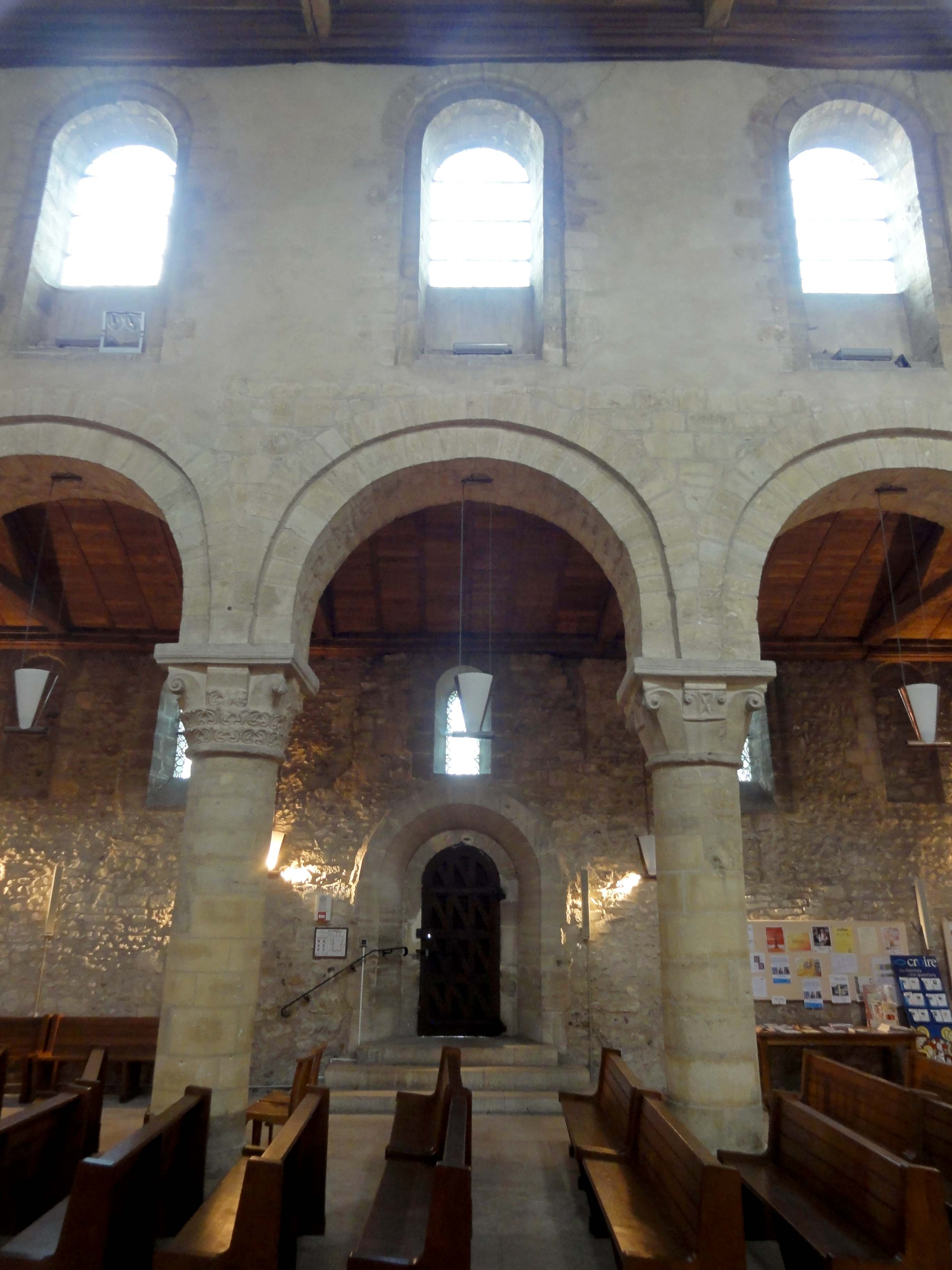
3e travée, élévation sud.
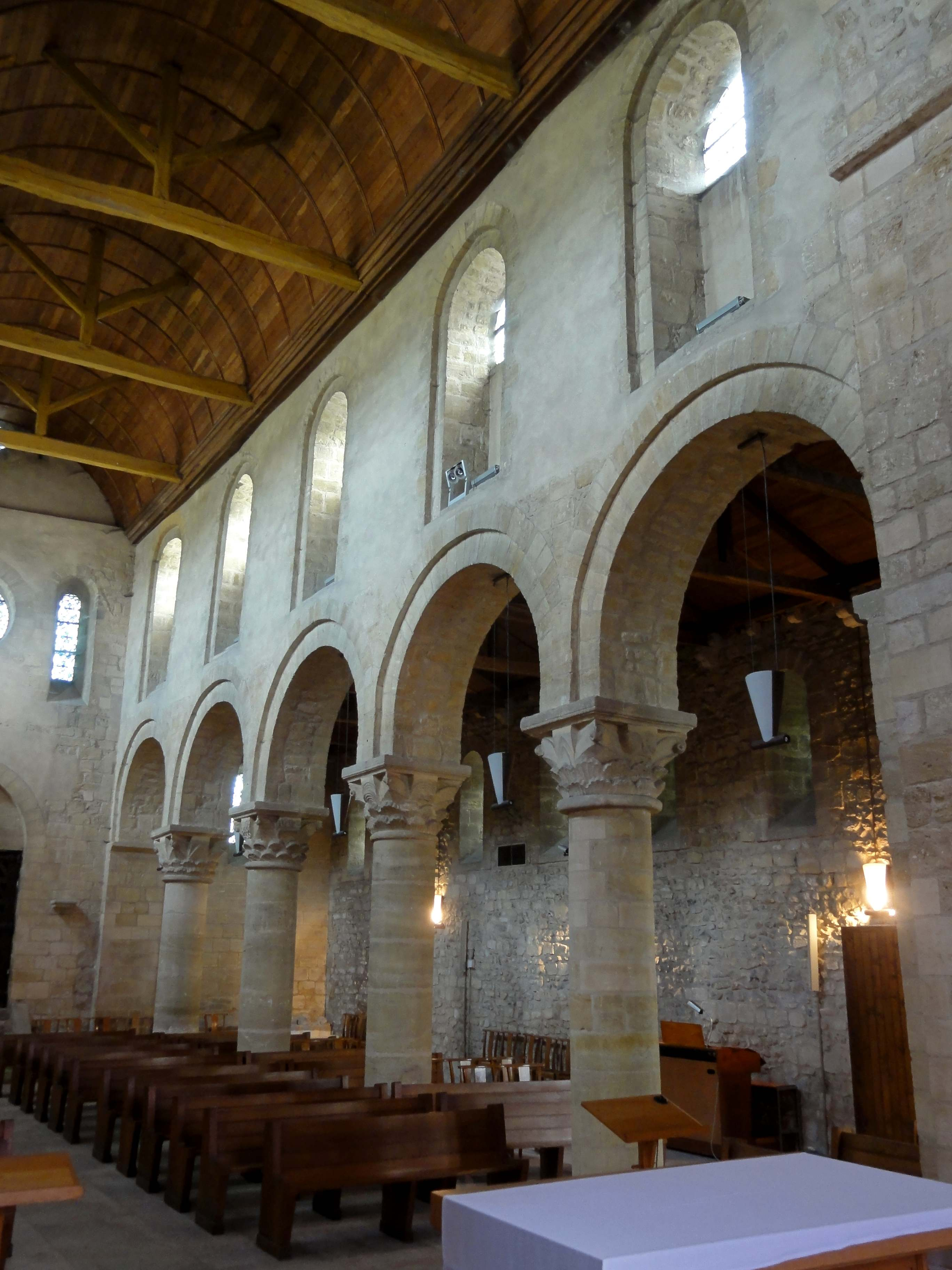
Élévation nord.
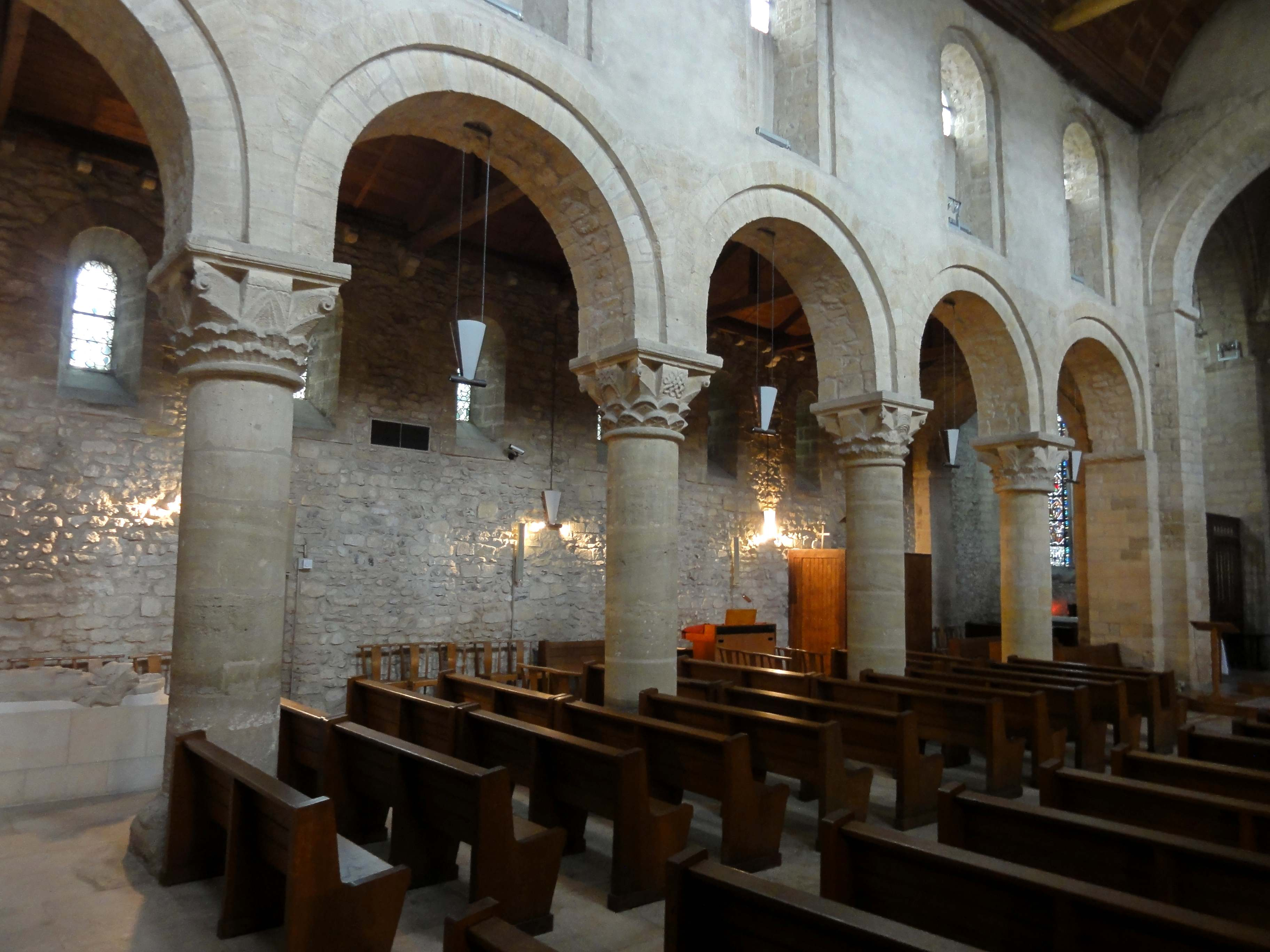
Grandes arcades du nord.
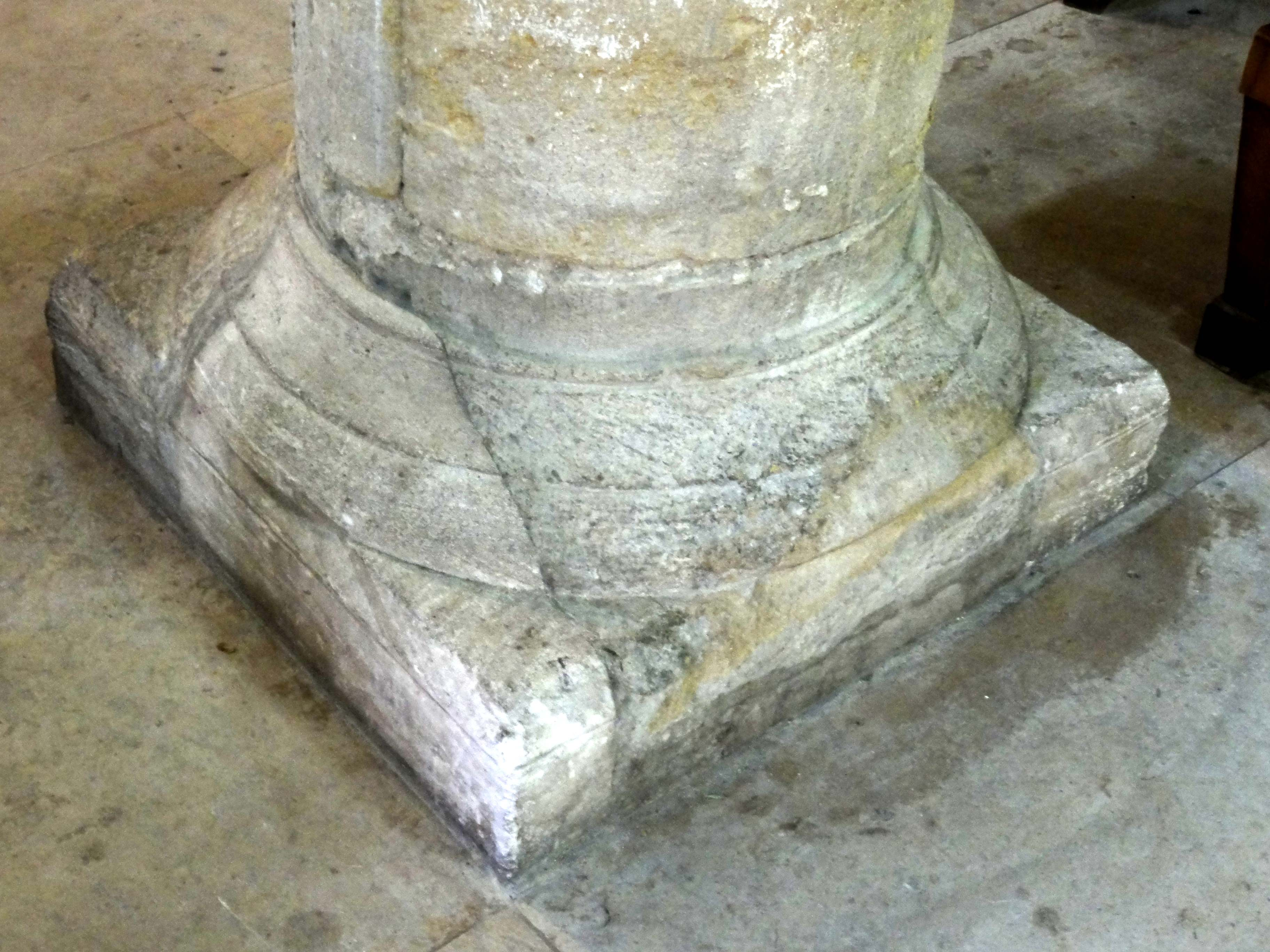
Base normande.

#### Bas-côtés

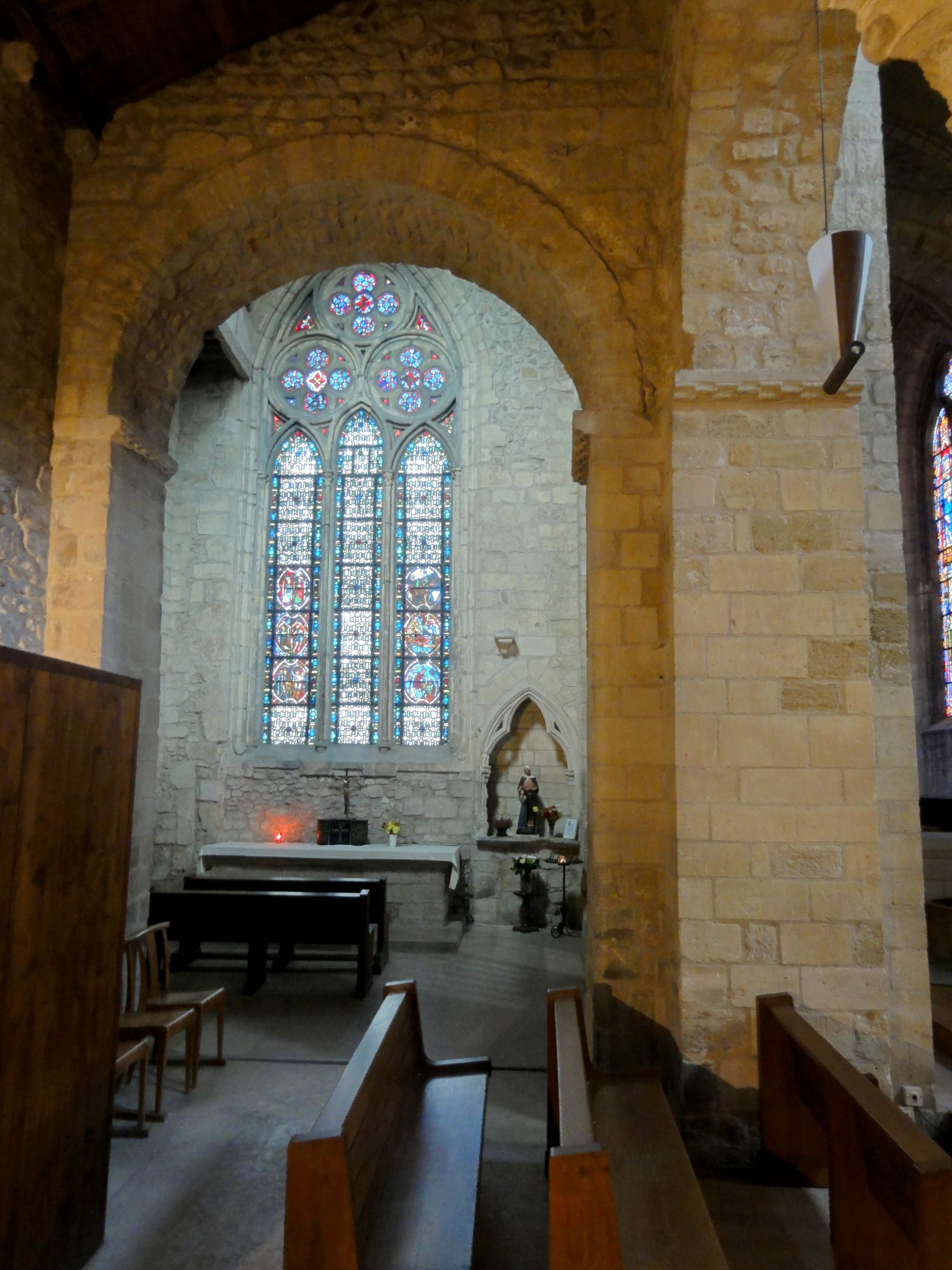
Bas-côté nord, arcade vers le croisillon.

Comme déjà évoqué, les bas-côtés sont presque entièrement modernes, mais leurs volumes correspondent à la disposition d'origine, et à travers les grandes arcades, d'intéressantes perspectives s'ouvrent sur la nef. Les chapiteaux ont déjà été décrits. Au revers de la façade, les arcades sont reçues sur des impostes frustes profilés d'une plate-bande et d'un biseau, probablement refaits par Durand. Devant les piles occidentales de la croisée du transept, l'échine sous la tablette est sculptée d'un damier, qui est constitué de segments d'un tore alternant avec des segments sculptés de deux tores reliés par une gorge. Ce même motif revient à droite (au sud) des arcades faisant communiquer les bas-côtés avec les croisillons. La tablette est en outre gravée de lignes brisées entrecroisées, découpées par une ligne horizontale. Un motif différent, assez rare pour cet emploi, figure à gauche de l'arcade séparant le bas-côté nord du croisillon voisin. Il s'agit d'une torsade formée par deux lignes ondulées superposées. Cette torsade anime le biseau sous la tablette, qui reste fruste. À l'emplacement équivalent au sud, le biseau est décoré d'étoiles à quatre branches aux intervalles excavées, comme déjà observés sur les feuilles de certains chapiteaux. Ce motif est parmi les plus fréquents pour les impostes et tailloirs à l'époque romane, jusqu'au début du XIIe siècle. — Dans le mur gouttereau sud, les vestiges des baies primitives bouchées ont vraisemblablement été mis au jour lors de la restauration d'après-guerre, allant de pair avec l'enlèvement des enduits dans les bas-côtés. En 1919 en effet, Eugène Lefèvre-Pontalis ne signale pas ces vestiges, et comme le suggère son plan, considère même que le mur gouttereau sud soit neuf. Les baies primitives sont plus nombreuses que les baies actuelles, et réparties sans tenir compte du rythme des piliers. Contrairement aux fenêtres hautes de la nef, elles sont pourvues d'un ébrasement. Alphonse Durand n'a conservé que la première baie, dont l'authenticité est mise en évidence par l'état de dégradation de la pierre à l'extérieur. Les autres baies se situaient face aux piliers, et ont été obturées par les contreforts ajoutés par Durand pour le besoin du voûtement d'ogives, ou étaient trop proches du nouveau portail.

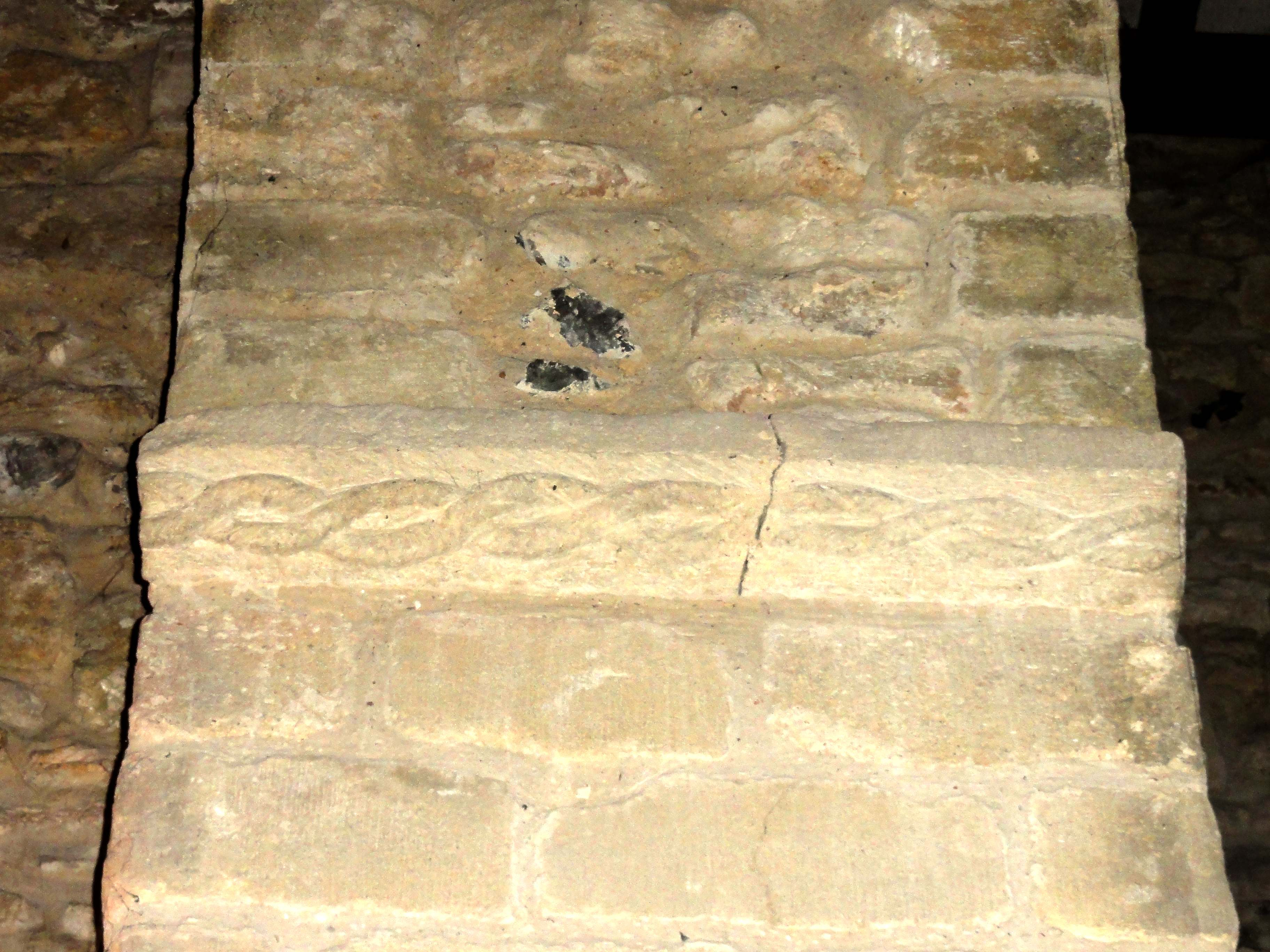
Bas-côté nord, arcade vers le croisillon, tailloir.
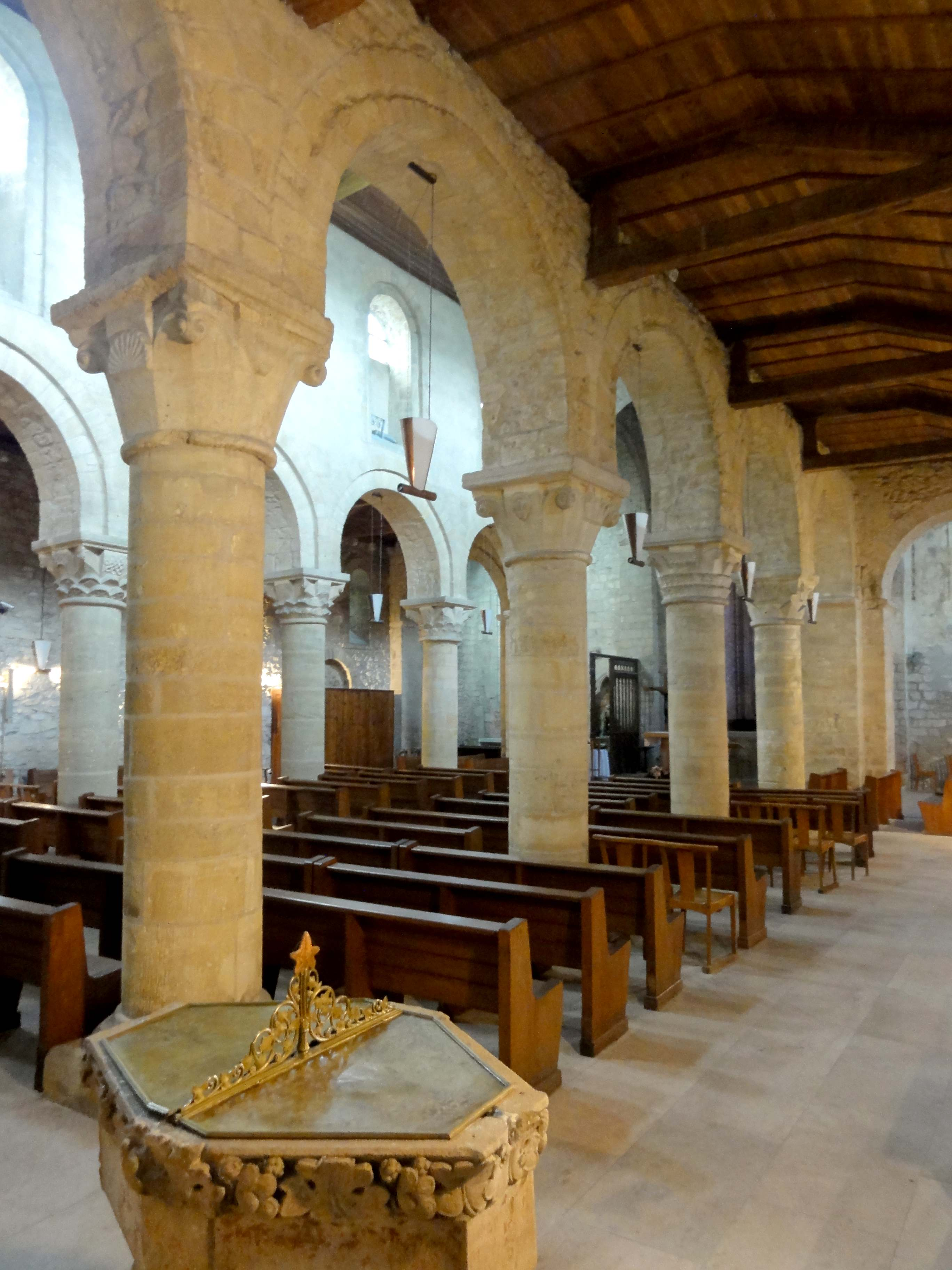
Bas-côté sud, grandes arcades.
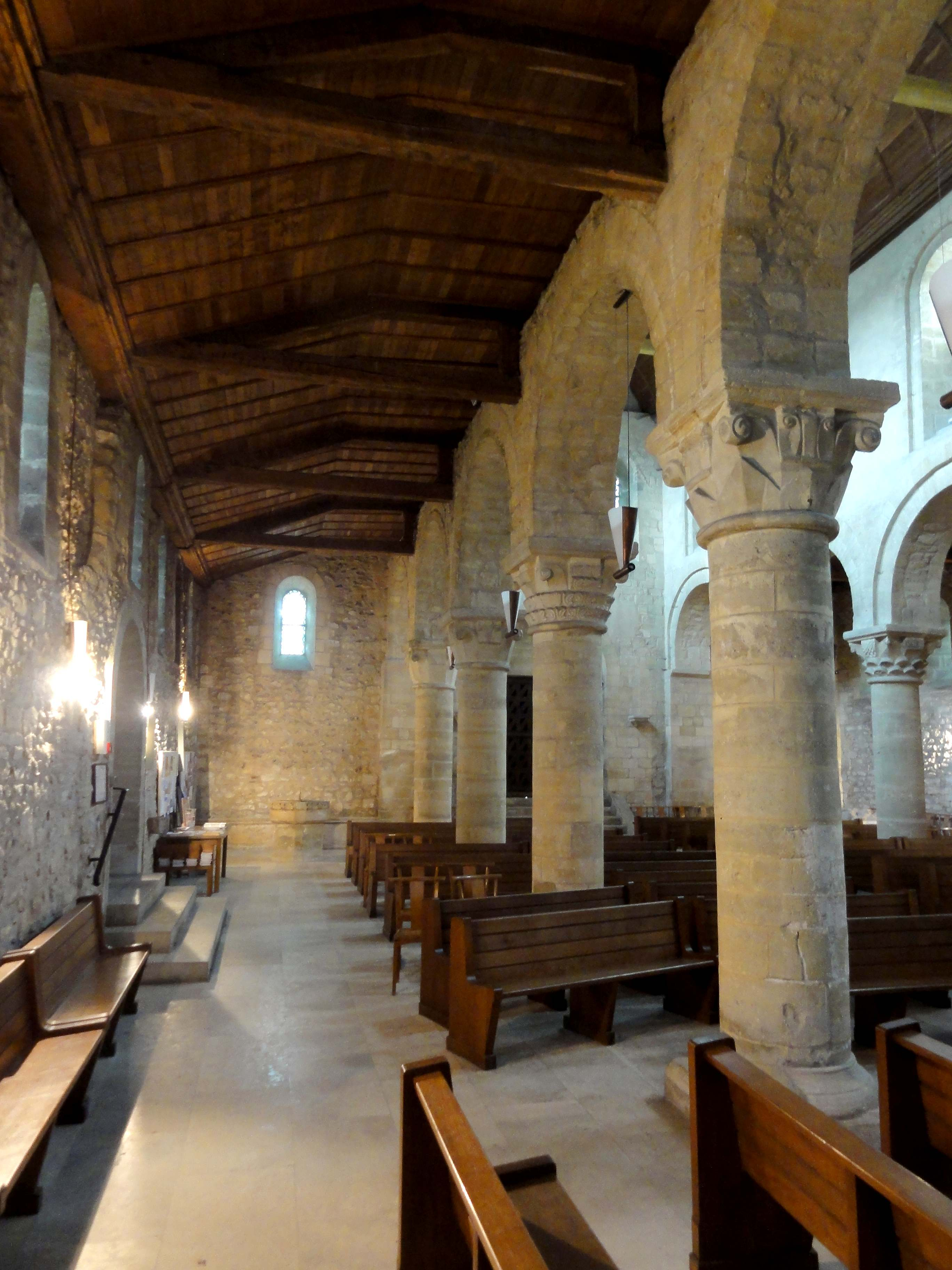
Bas-côté sud, vue vers l'ouest.
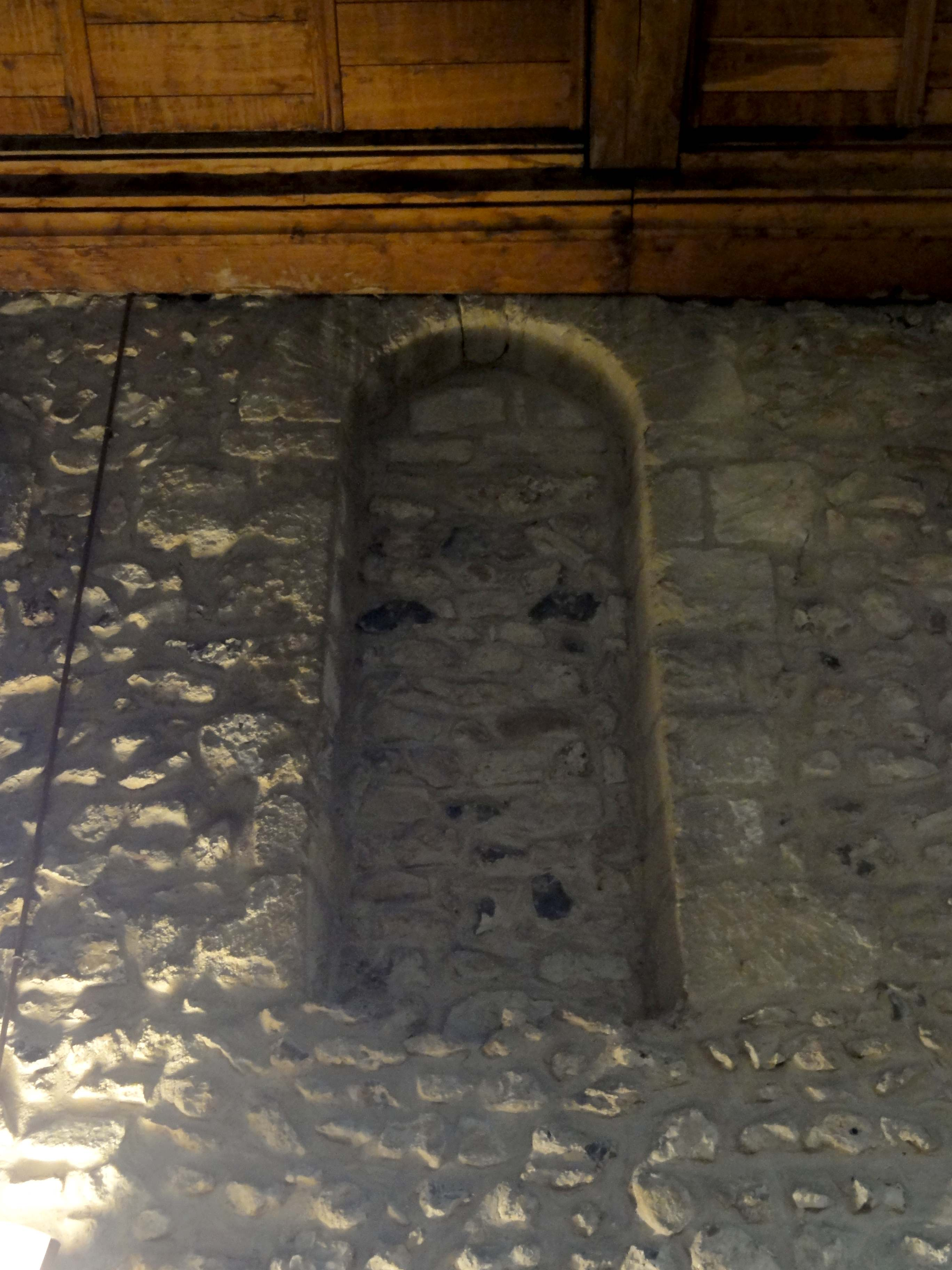
Bas-côté sud, fenêtre primitive.
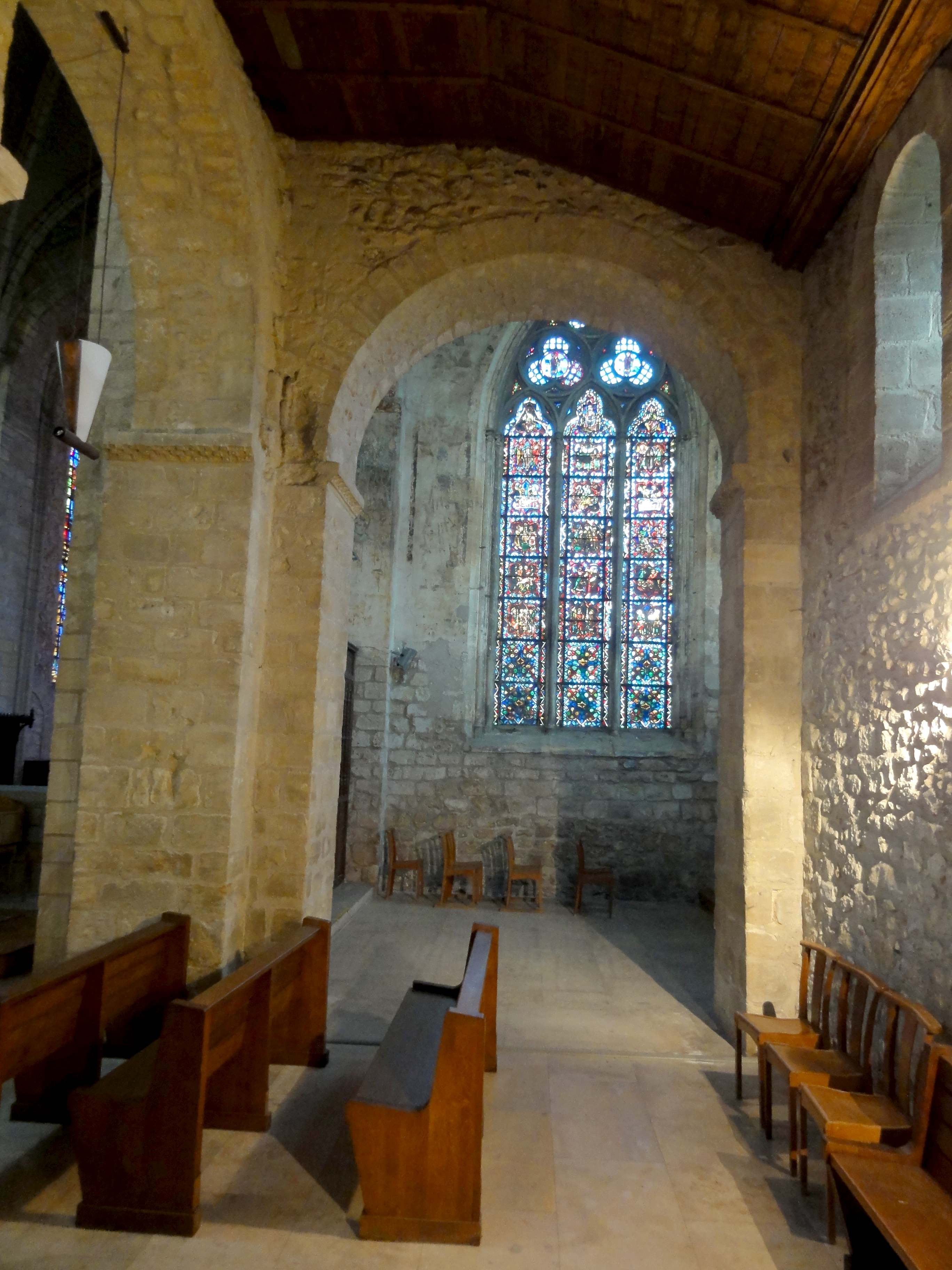
Bas-côté sud, arcade vers le croisillon.
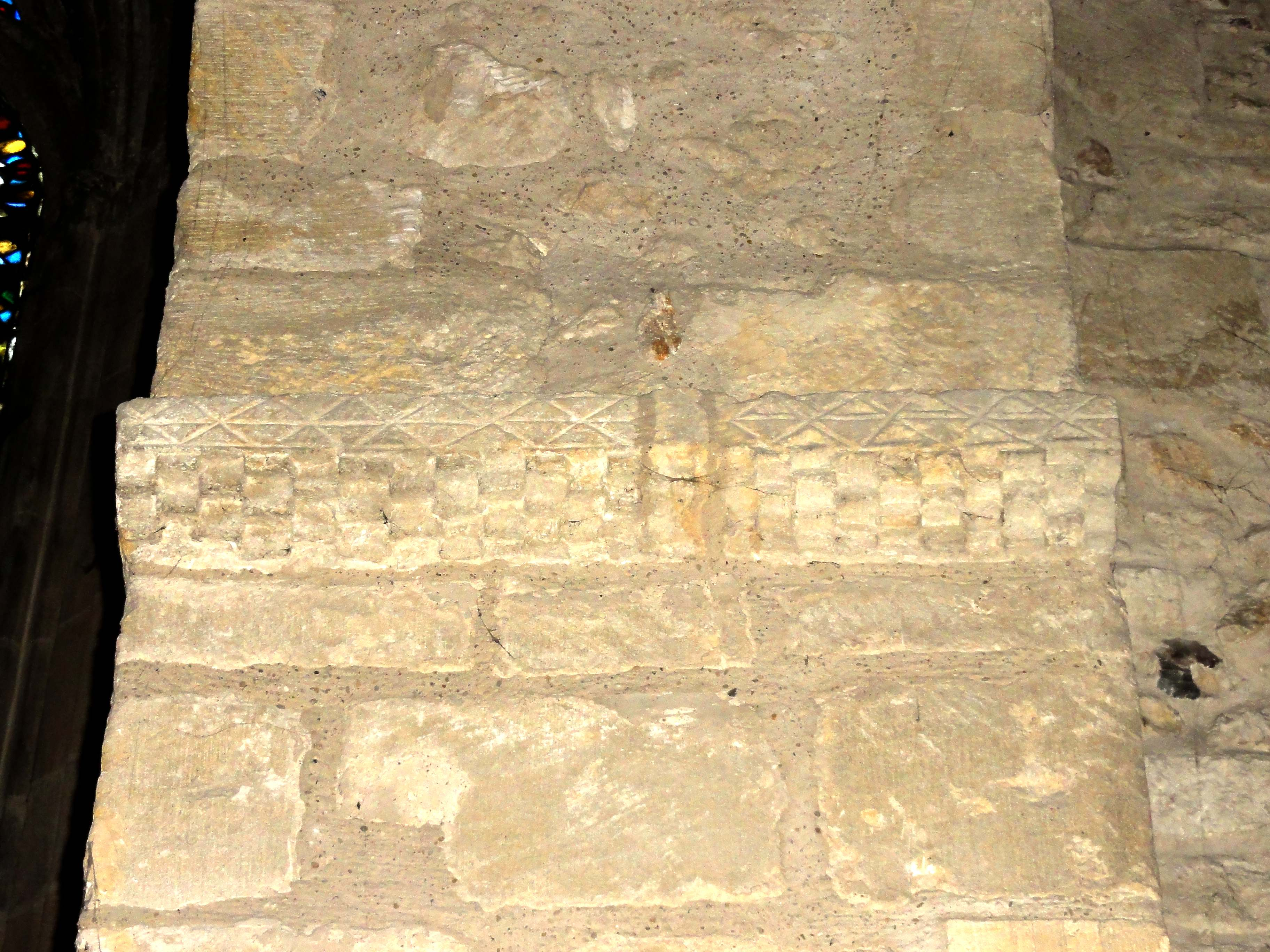
Bas-côté sud, arcade vers le croisillon, tailloir.

#### Croisée du transept

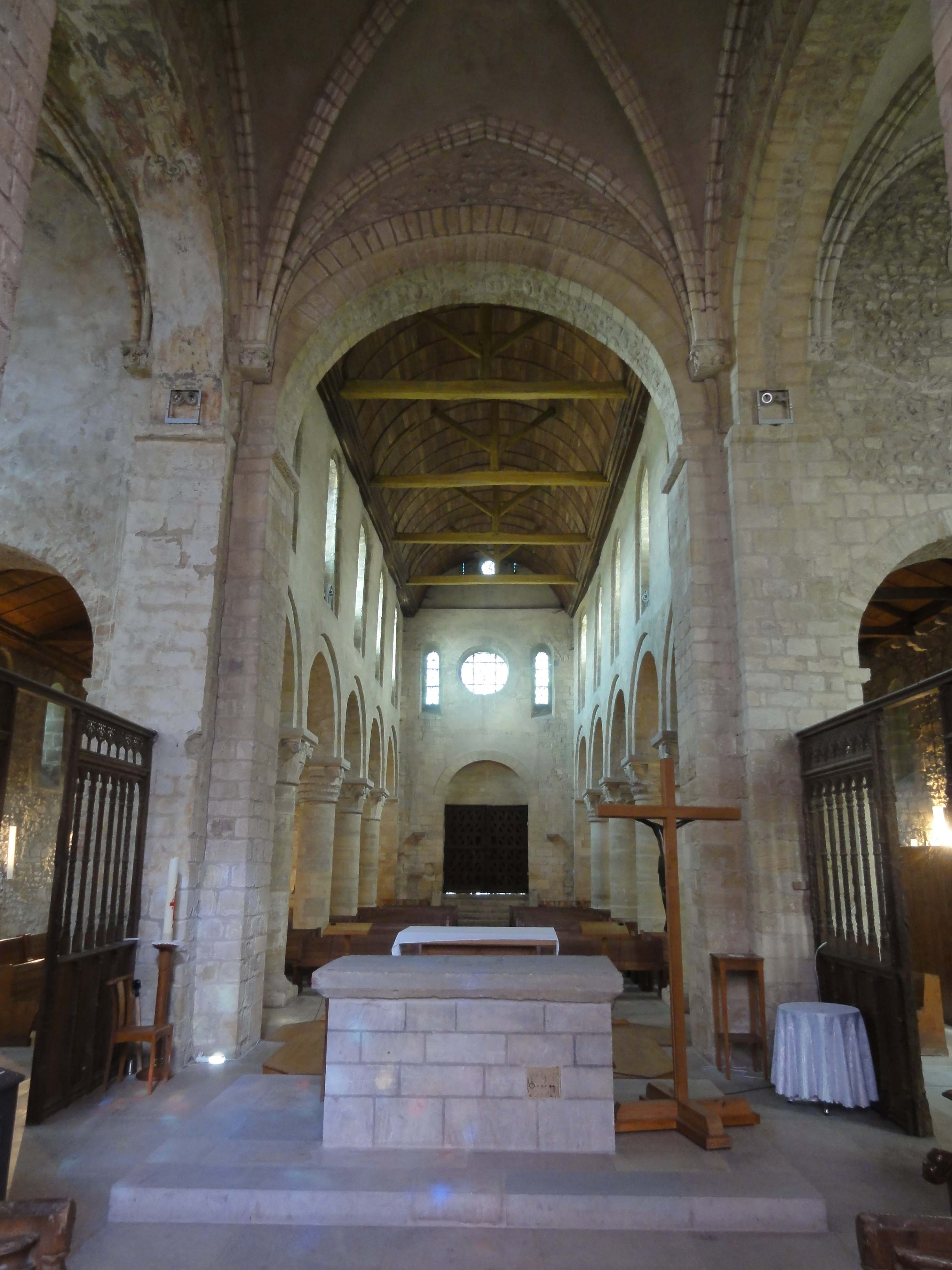
Croisée, vue vers l'ouest.

La croisée du transept est parfaitement homogène avec la nef. Elle est délimitée par quatre piles cruciformes, qui supportent le clocher, et sont reliées entre elles par de larges arcades à double rouleau et en plein cintre. À l'instar de la nef, la saillie du rang de claveaux supérieur par rapport au rang de claveaux inférieur est infime, si bien que les deux rangs de claveaux ne justifient pas de ressauts dans les piles, ni une hiérarchisation des supports. Chaque arcade repose donc simplement sur deux impostes. Ils ont, pour la plupart, perdu leurs motifs gravés ou sculptés. À l'est de l'arcade vers le croisillon nord, le biseau est remplacé par deux ressauts. Au sud de l'arcade vers la nef, il est sculpté d'un entrelacs intéressant, tandis que des étoiles à quatre branches aux intervalles excavées se devinent sur la tablette : ce motif a déjà été signalé sur des chapiteaux et des impostes des arcades des bas-côtés. Tout ceci montre en tout cas que le carré du transept n'a pas été retouché à l'occasion de son voûtement d'ogives après le milieu du XIIIe siècle. Les ogives, dont le profil est d'un tore aminci en forme d'amande entre deux baguettes, sont reçues sur des chapiteaux encastrés dans les angles des piliers. Ces chapiteaux sont sculptés dans le même bloc que ceux des formerets, dont la présence est à souligner, car loin d'être la règle pour les voûtes secondaires. Les tailloirs affichent un filet et un cavet, et les corbeilles sont sculptées de feuilles striées aux extrémités enroulées, auxquelles se superpose un premier rang de feuilles polylobées d'une facture naturaliste. Ce n'est pas par hasard qu'Eugène Lefèvre-Pontalis emploie le terme de chapiteau, alors qu'il s'agit en fait de culs-de-lampe, car le dessous des corbeilles est plat, et permet d'imaginer qu'il s'agit d'anciens chapiteaux dans le sens propre du terme, dont les fûts auraient été supprimés. Dans le chœur, les chapiteaux sont en effet supportés par des faisceaux de fines colonnettes. L'église Sainte-Anne ne représente pas le seul cas d'une croisée du transept purement romane voûtée d'ogives sans altération de l'architecture d'origine. L'on peut, par exemple, signaler Le Bellay-en-Vexin, où des faisceaux de colonnettes ont été ajoutés, et Catenoy. Mais le plus souvent, le revoûtement entraîne de profonds remaniements qui perturbent l'harmonie de l'édifice. En l'occurrence, les nervures très fines qui sont d'usage à la période rayonnante ont certainement favorisé une solution esthétiquement satisfaisante. Avant le revoûtement, la croisée du transept prenait peut-être le jour par des baies ouvertes sur l'extérieur : une baie bouchée subsiste du côté ouest, au-dessus du niveau de la voûte actuelle. Eugène Lefèvre-Pontalis part donc sur l'hypothèse d'une tour-lanterne, comme souvent en Normandie, ainsi qu'à l'Saint-Étienne de Beauvais, Catenoy et Morienval,.

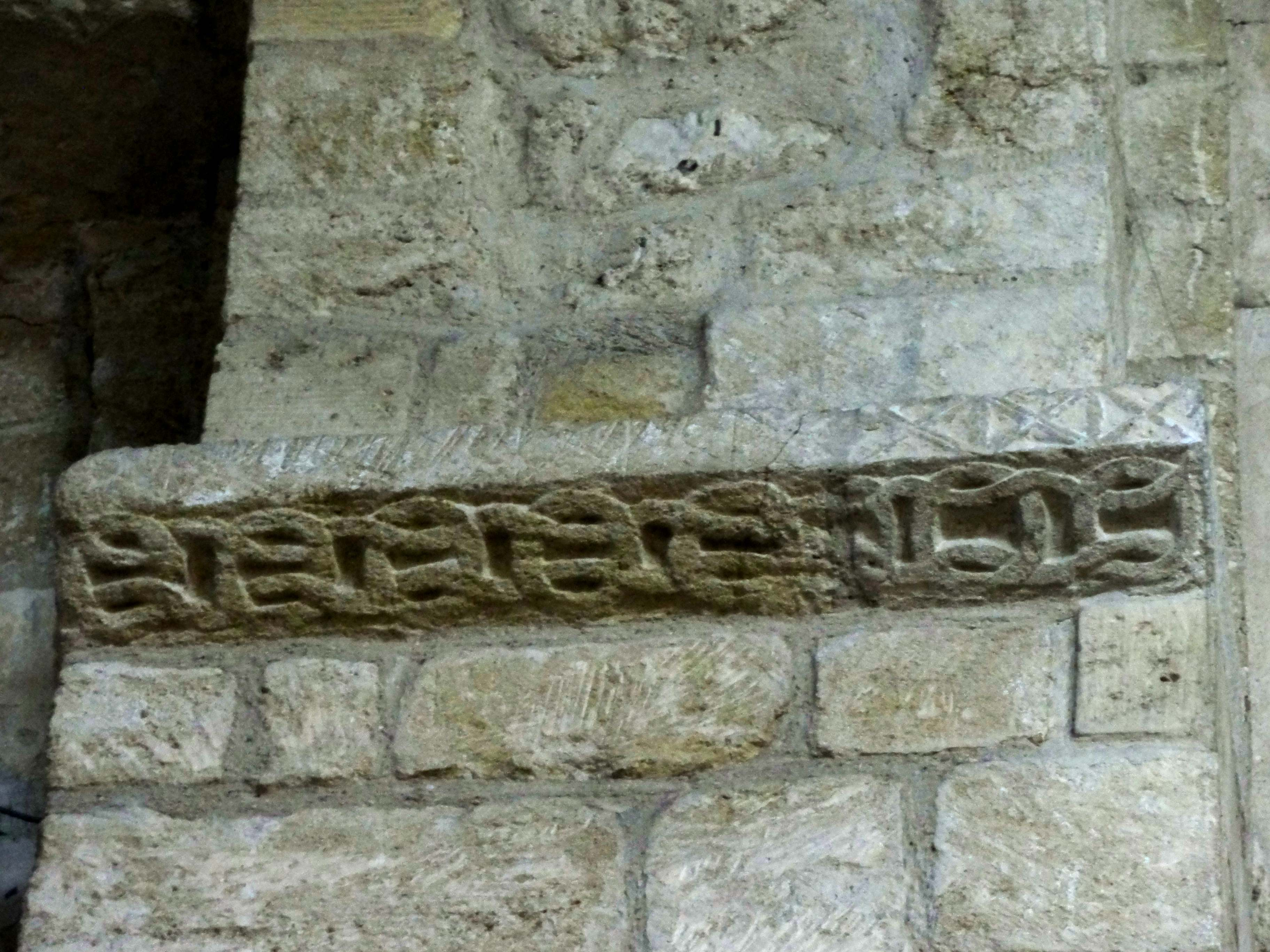
Imposte à entrelacs.
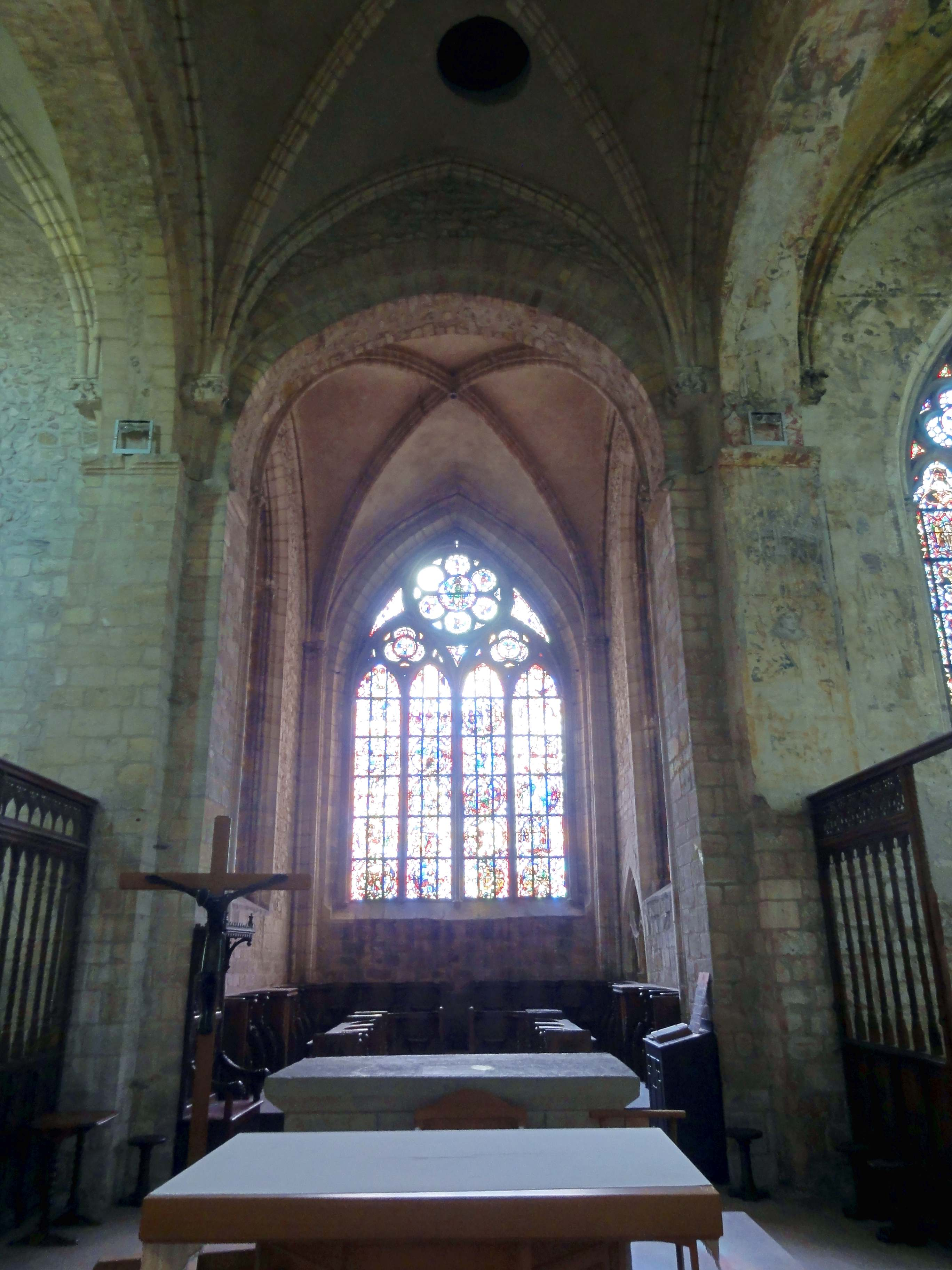
Vue vers l'est.
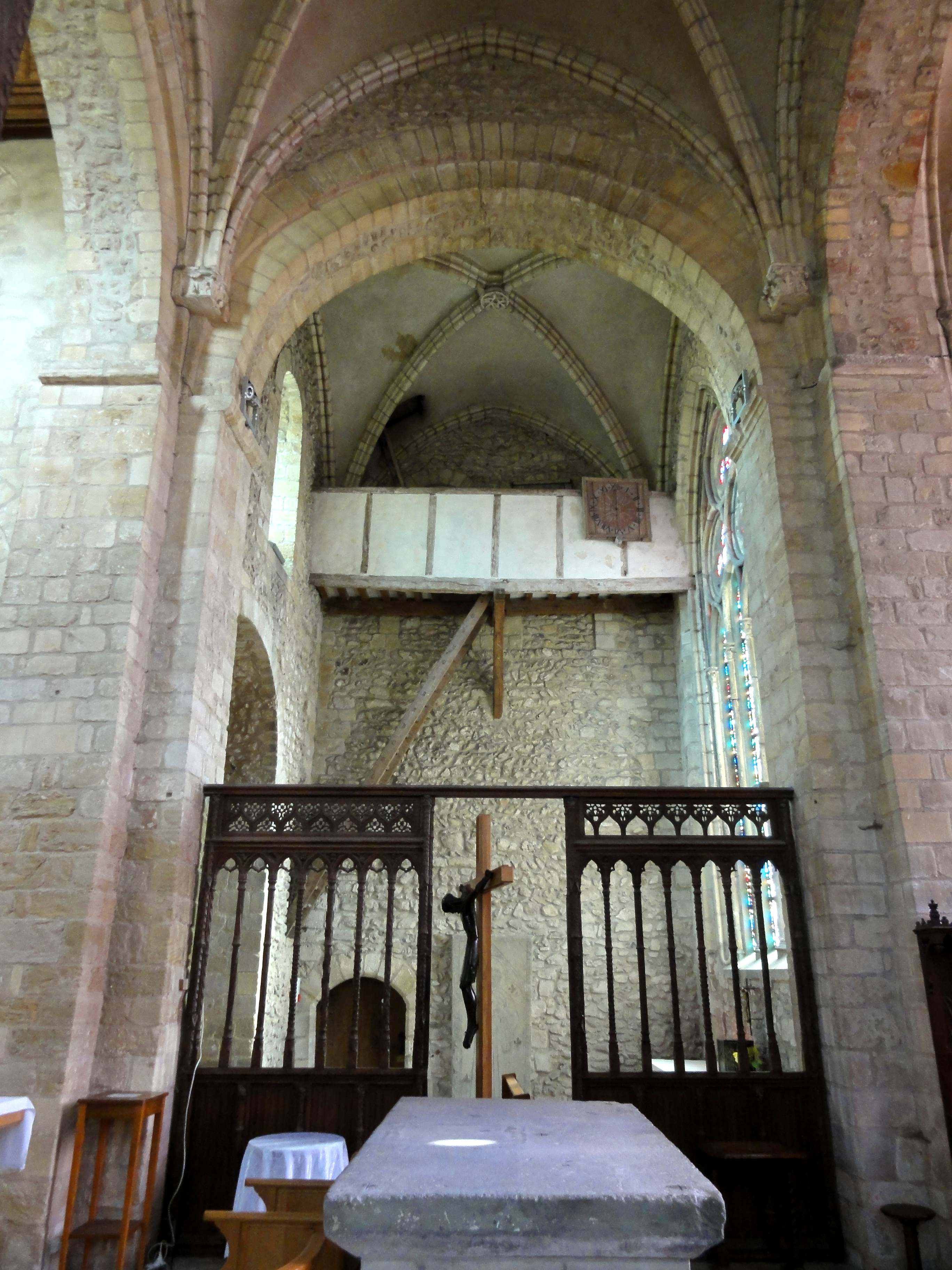
Vue vers le nord.
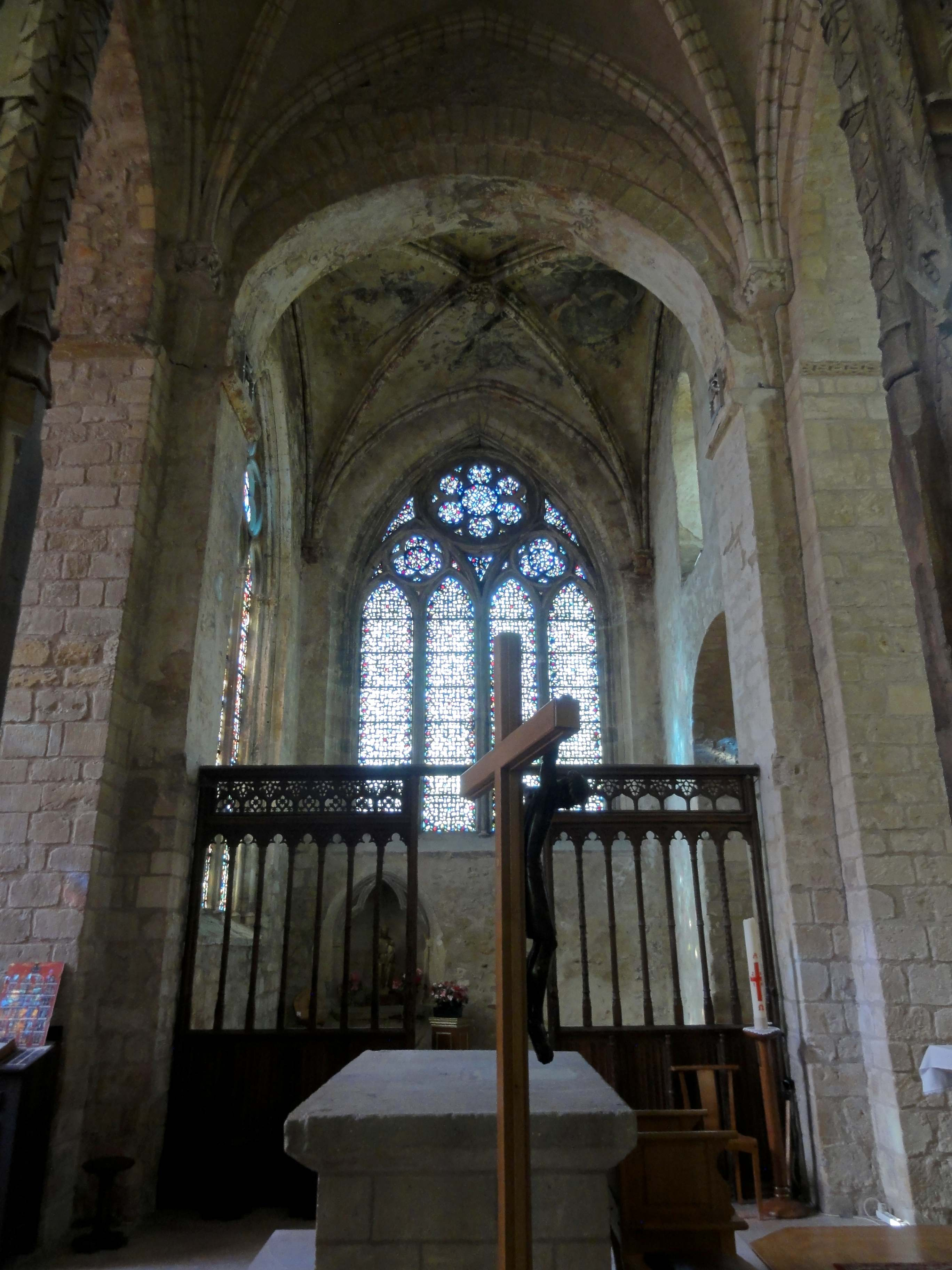
Vue vers le sud.
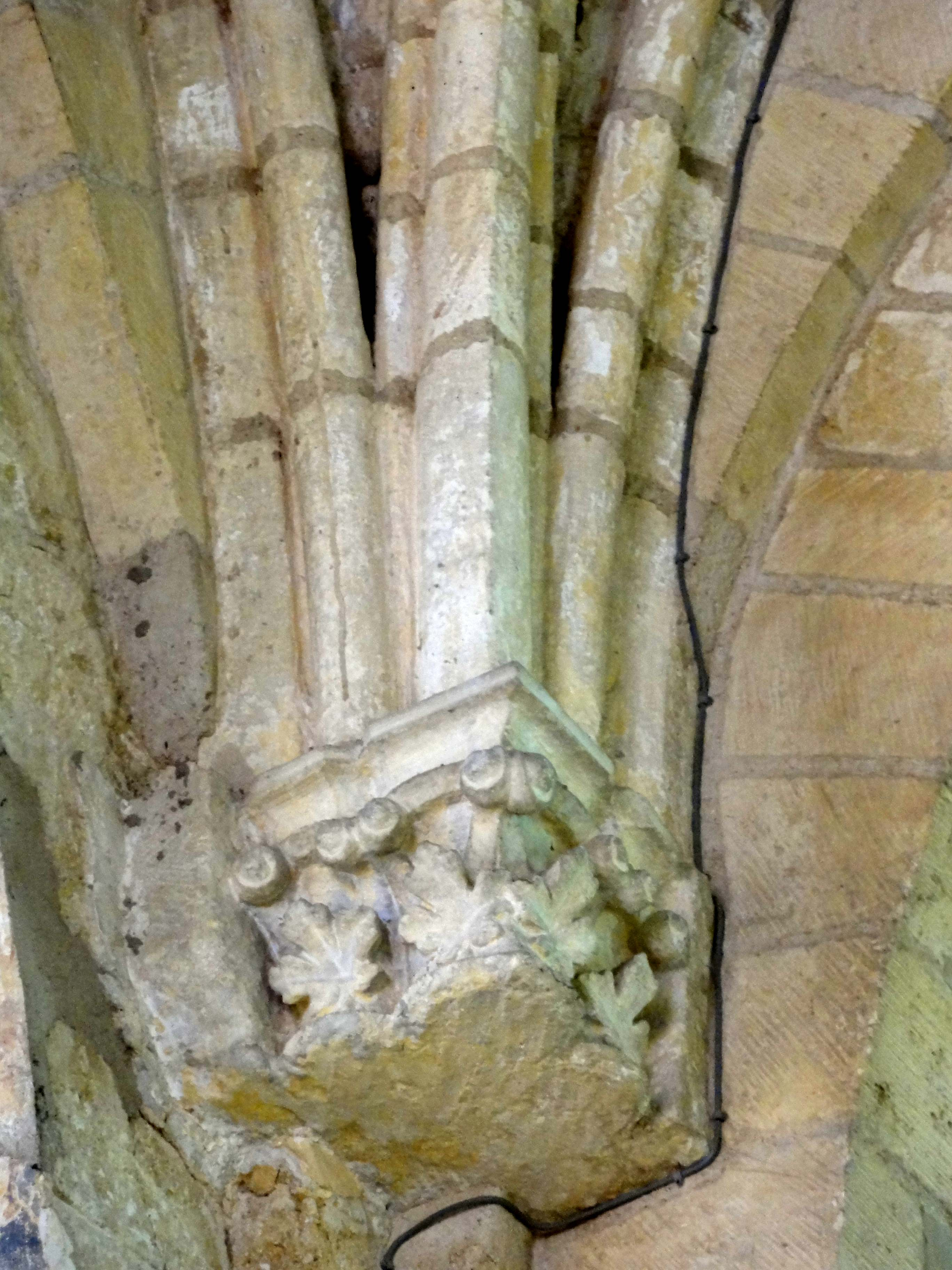
Chapiteaux.
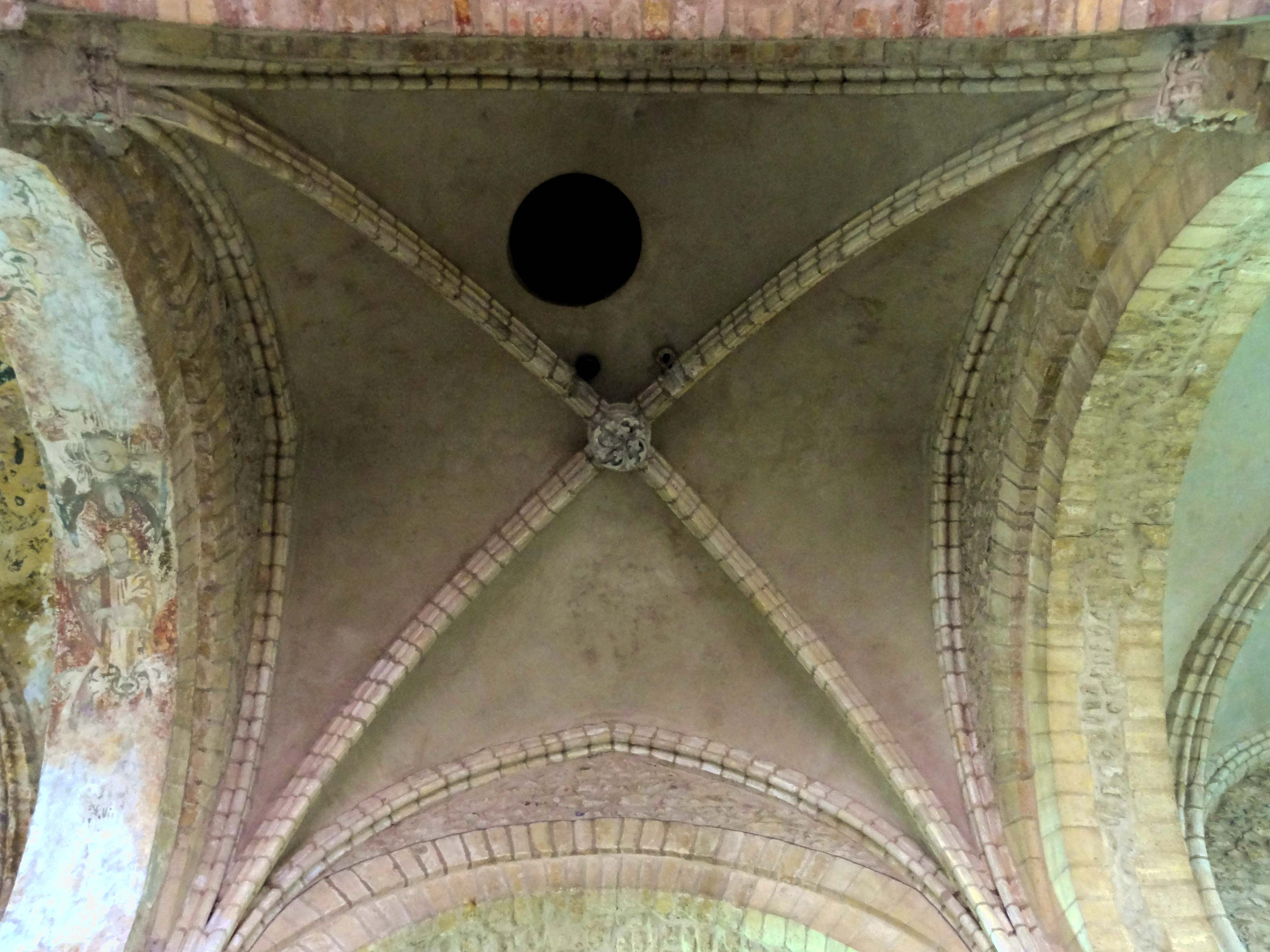
Voûte.

#### Croisillons

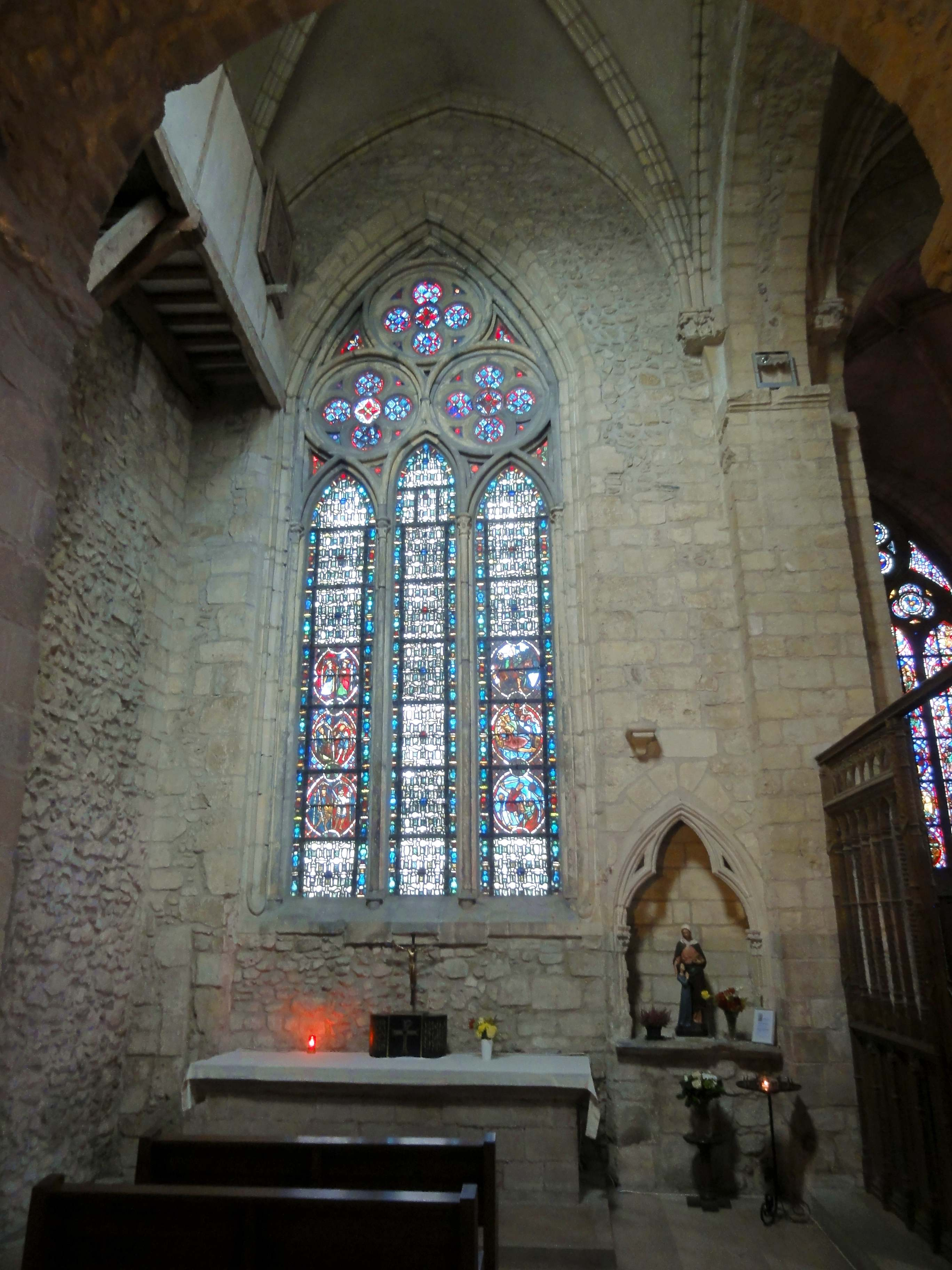
Croisillon nord, côté est.

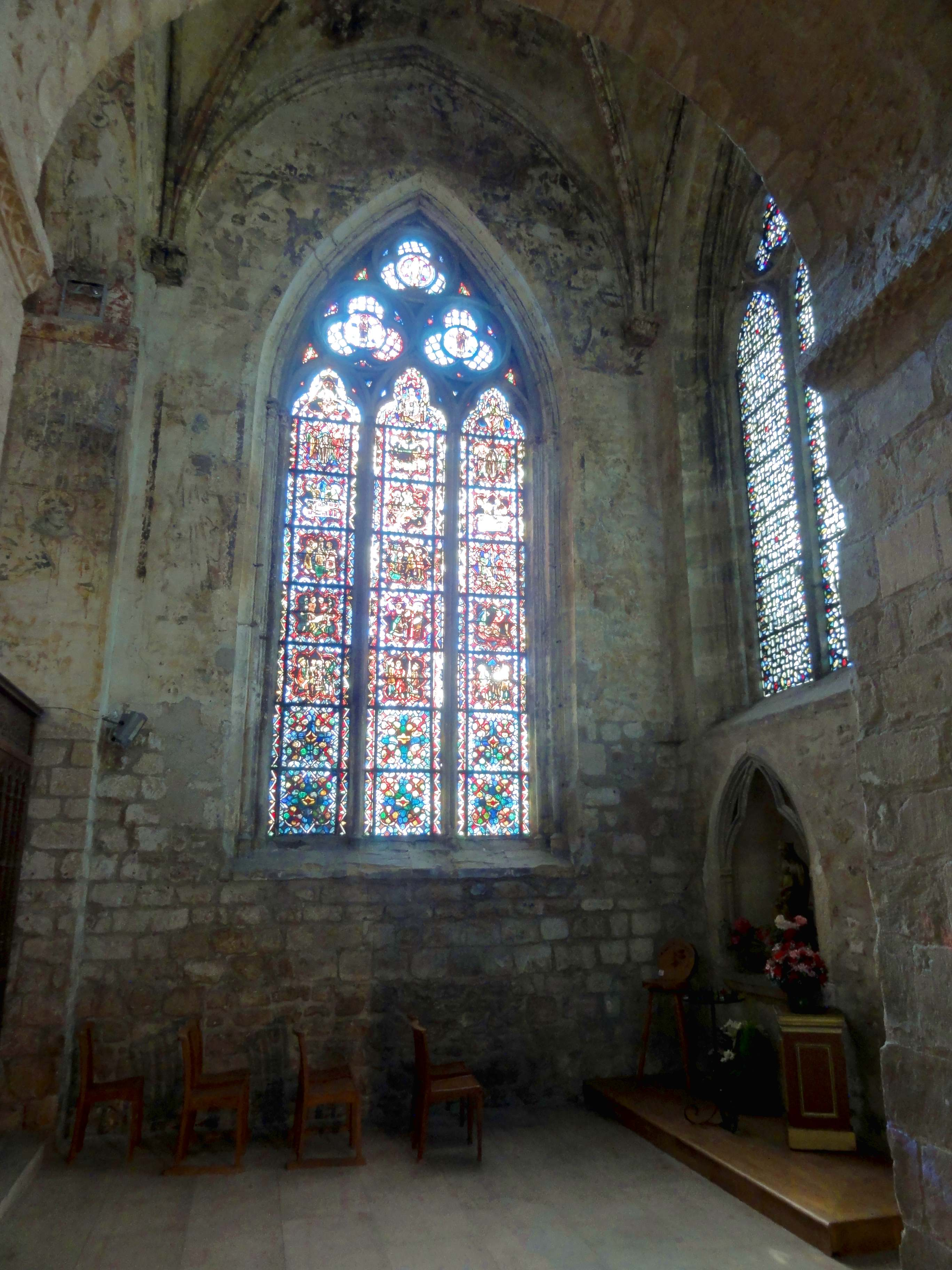
Croisillon sud, côté est.

Les deux croisillons ont les mêmes dimensions que le carré du transept et ont été voûtés de la même manière. Mais les remaniements au troisième quart du XIIIe siècle ne se limitent ici pas au voûtement d'ogives. Le mur oriental du croisillon nord et le mur oriental ainsi que le mur méridional du croisillon sud ont été percés de vastes fenêtres, dont le remplage gothique rayonnant diffère pour chacune. S'y ajoutent d'importantes différences de modénature, qui suggèrent que les fenêtres n'ont pas été créées en même temps. À l'est du croisillon nord, le pourtour de la baie est mouluré d'une gorge entre deux baguettes, qui se rejoignent en bas des piédroits. Le remplage est à trois lancettes simples, dont celle du milieu est à la fois plus élevée et moins large que les deux autres. Les lancettes sont surmontées de trois quatre-feuilles s'inscrivant dans des oculi. Les meneaux sont très épais et agrémentés de tores, qui fusionnent aux points de contact et portent des chapiteaux ronds au niveau des impostes des lancettes. L'on peut considérer que cette fenêtre soit la plus ancienne parmi les trois. À l'est du croisillon sud, le pourtour de la baie accueille une archivolte torique retombant sur deux colonnettes à chapiteaux. Le remplage est à trois lancettes à têtes trilobées, qui sont toutes les trois de la même largeur et presque de la même hauteur. Les lancettes sont surmontées de trois trilobes s'inscrivant dans des oculi. Les meneaux sont ici plus fins. Pour les lancettes et oculi, ils sont agrémentés de tores et chapiteaux comme dans le croisillon nord. Pour les têtes trilobées et les trilobes, ils affectent une modénature chanfreinée. Au sud du croisillon sud, le pourtour de la baie est mouluré d'une faible gorge et d'une moulure concave. Le soubassement de la baie est plus élevé. Elle est en revanche plus large que les autres, et son remplage se hiérarchise par conséquent en un réseau primaire et un réseau secondaire. Le réseau primaire comporte deux lancettes surmontées d'un oculus inscrivant un hexalobe. Le réseau secondaire comporte, pour chacune des deux lancettes, deux lancettes simples surmontées d'un oculus inscrivant un trilobe. Comme pour les deux autres baies, les tores devant les meneaux fusionnent aux points de contact. Sinon, la modénature s'apparente à celle de la baie orientale du même croisillon, avec des tores pour les lancettes et oculi, mais un profil chanfreiné pour les trilobes et l'hexalobe. Ce détail, ainsi que le traitement du pourtour, traduisent la période rayonnante tardive. Dans le contexte des réseaux rayonnants, il convient de mentionner les délicates piscines liturgiques du même style, qui existent dans le haut soubassement de la baie méridionale, à gauche, et à droite de la baie orientale du croisillon sud. Les niches en tiers-point sont décorées d'une lancette à tête trilobée, qui retombe de chaque côté sur trois chapiteaux accolés, portés par trois grêles colonnettes.
Les éléments d'architecture romane se font plus discrets dans les croisillons. Les arcs-doubleaux vers la croisée du transept et les arcades vers les bas-côtés de la nef, déjà décrits, n'ont pas été retouchés. Il y a également, au-dessus de chacune des deux arcades vers les bas-côtés, une fenêtre haute, un peu plus petite que celles de la nef et nettement ébrasée. Le mur septentrional du croisillon nord comporte, en bas à gauche, la porte d'intercommunication vers la sacristie, qui correspond à l'ancien réfectoire des moines. La présence d'une salle derrière ce mur explique l'absence d'une grande fenêtre de ce côté. Il y avait toutefois deux fenêtres géminées tout en haut, dont l'on voit encore la partie basse des piédroits. Le reste est dissimulé par une tribune reposant sur des poutres de bois, et munie d'un garde-corps en torchis. L'on accède à cette tribune par une échelle depuis une porte dans le mur occidental, à deux mètres et demi du sol, que l'on atteint par une petite cage d'escalier hors-œuvre depuis la sacristie. L'unique vocation de la tribune est aujourd'hui de desservir les combles, moyennant une seconde échelle et un trou percé dans le voûtain septentrional. Un vieux cadran donne à penser que la tribune abritait également un mécanisme d'horloge, remontant sans doute à l'époque de Bossuet, et destiné à faciliter l'observance des heures liturgiques. Lors de la restauration d'après-guerre, les murs du croisillon ont été décapés, tout comme dans les bas-côtés. Ce n'est pas le cas du croisillon sud (sauf sur les premiers mètres à partir du sol), où des peintures murales ont été appliquées sur l'enduit au cours du XVIe siècle. La mieux conservée est celle de l'intrados du doubleau vers le carré du transept. On y voit des anges musiciens tenant violon, flûte, harpe, guitare, orgue et hautbois. Selon François Ripoche, le Jugement dernier était jadis représenté sur le mur oriental : « au-dessus des mors sortant des tombeaux, les paroles du jugement encadraient Dieu, les anges et les démons, présidant à la Résurrection ». Aujourd'hui, l'on voit un saint tenant la palme du martyr et un livre sur le piédroit de l'arcade, apparemment repeint au XIXe siècle ; un saint évêque à gauche de la fenêtre ; et un personnage casqué, vêtu d'un ample manteau, à droite de la fenêtre. Sur le mur occidental, l'on ne reconnaît plus rien. Autrefois, l'on y voyait la Transfiguration, « le Christ avec Moïse et Élie dominant des têtes diverses d'Apôtres et d'abbés ». Sous la voûte, l'on devine encore quatre anges tenant les instruments de la Passion : lance, clous, marteau et couronne d'épines. Ces différentes peintures sont protégées par le classement de l'église au titre immeuble en 1862.

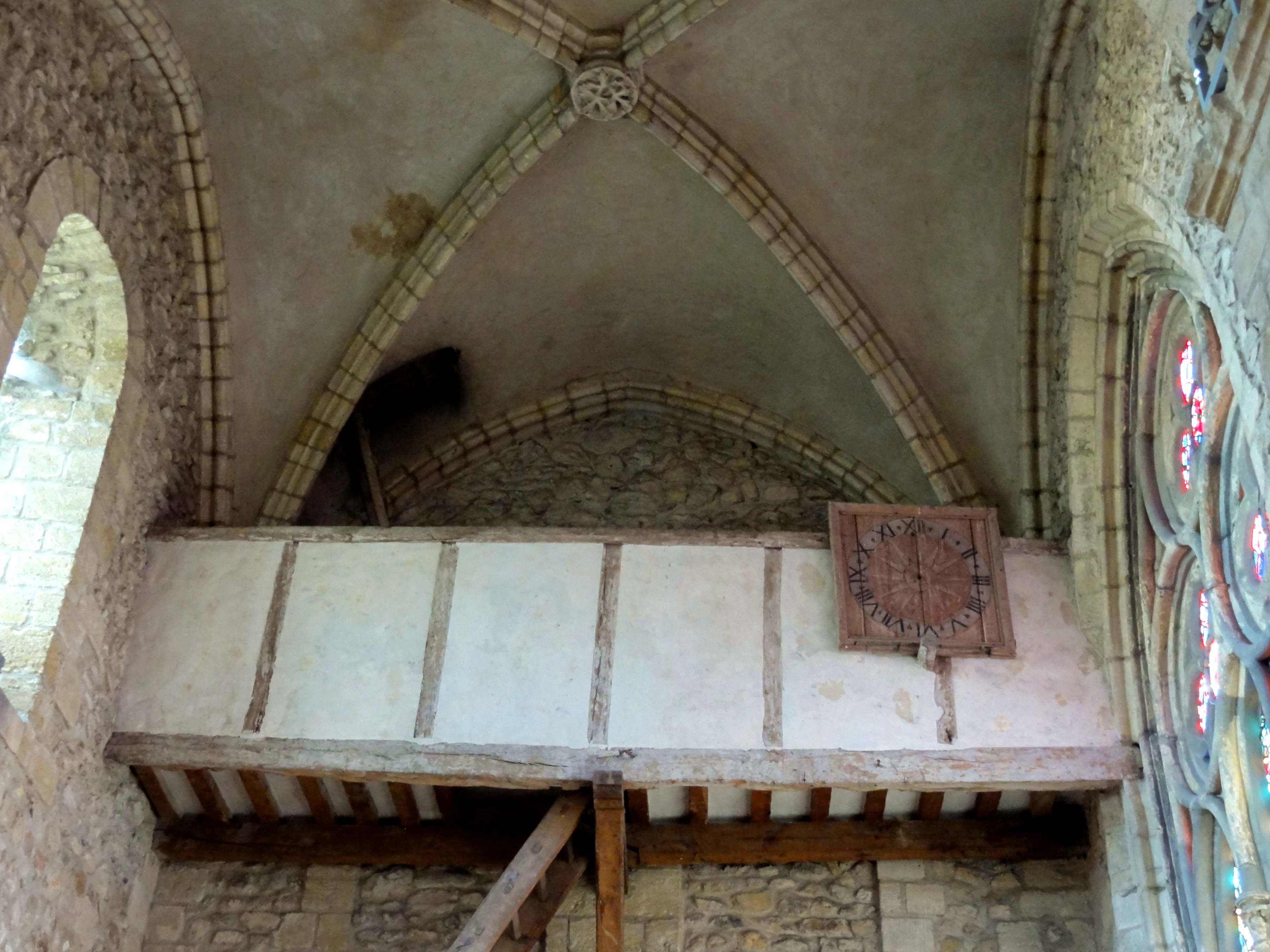
Croisillon nord, tribune et voûte.
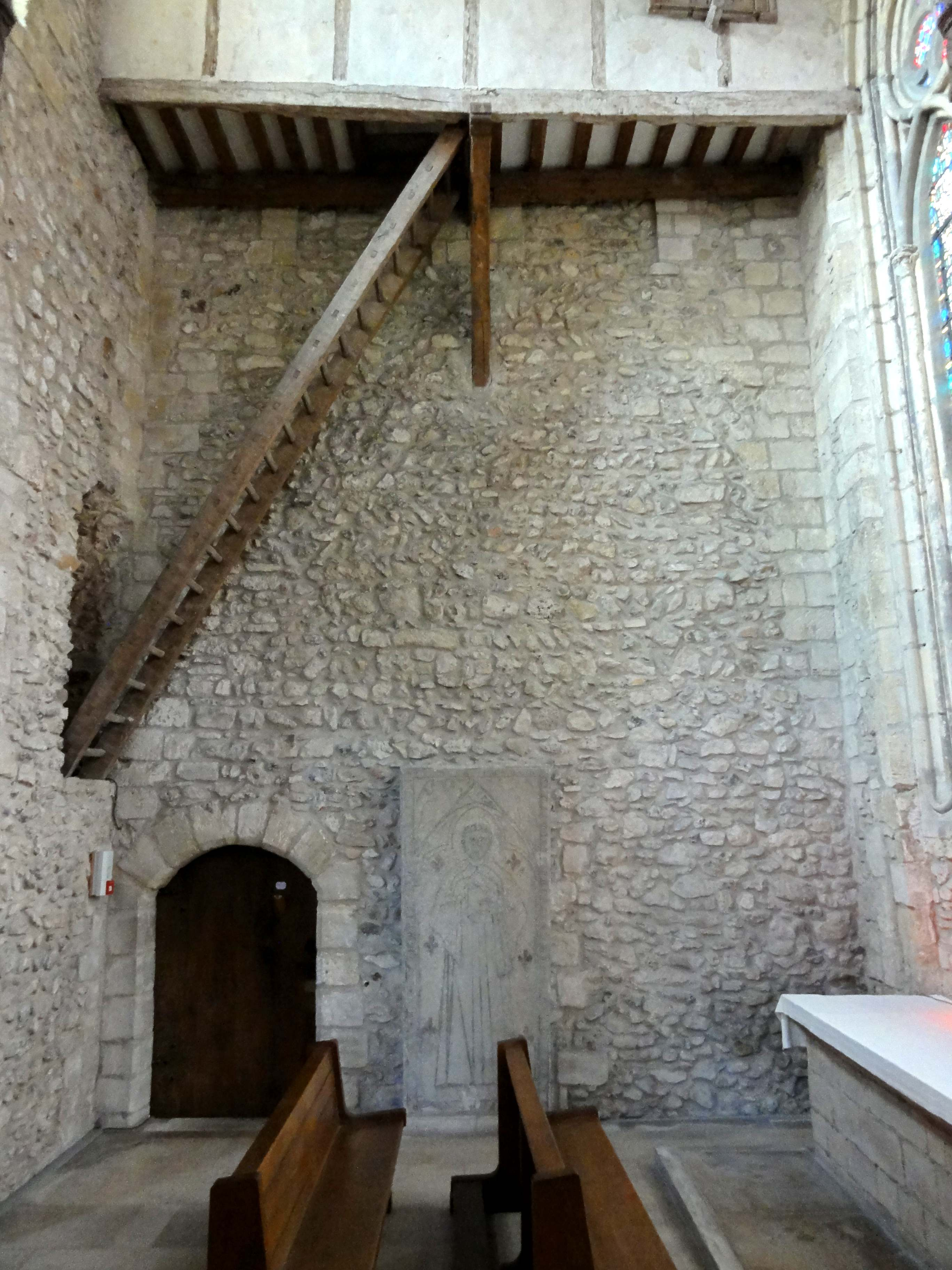
Croisillon nord, vue vers le nord.
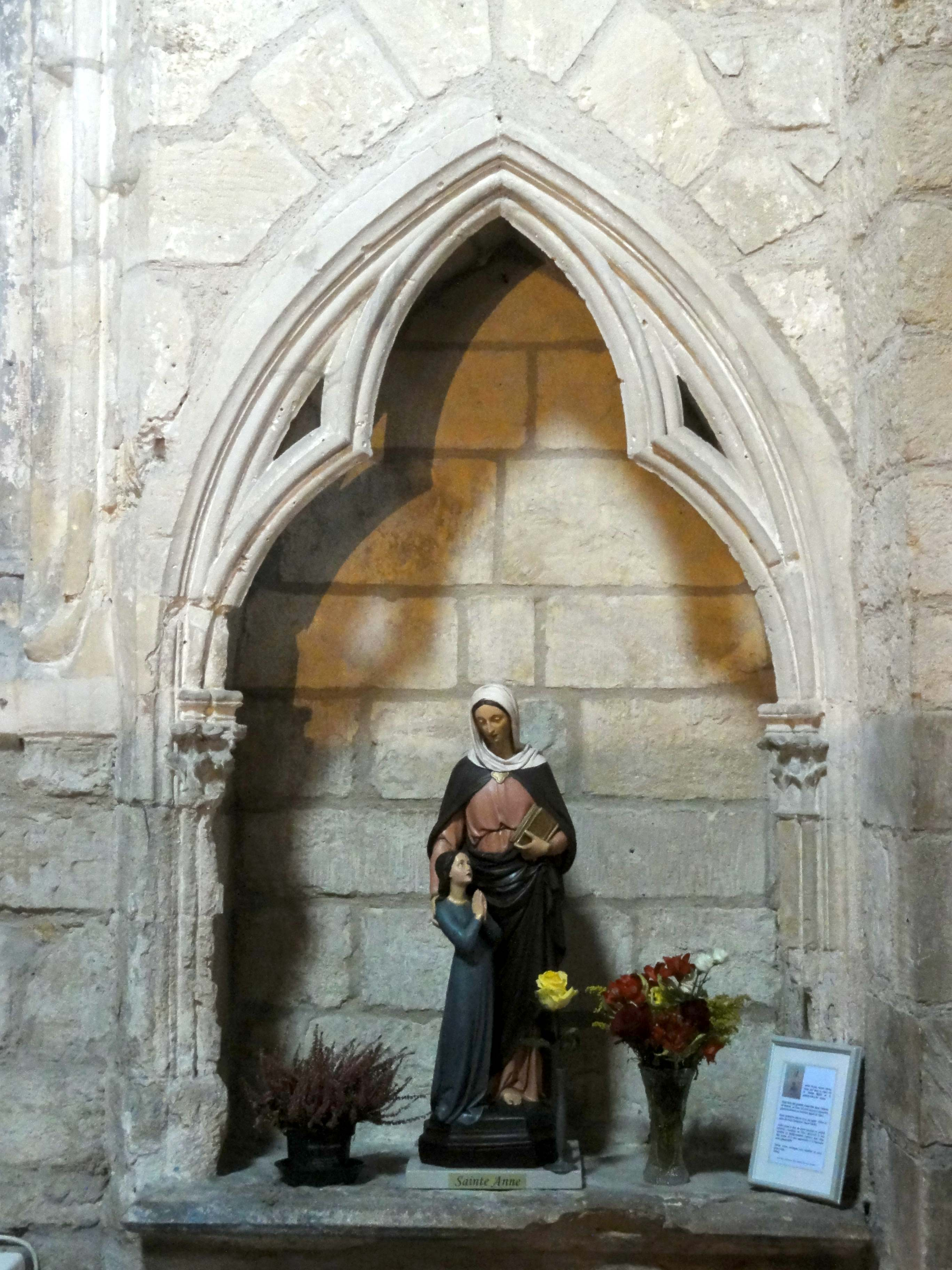
Croisillon nord, piscine liturgique côté est.
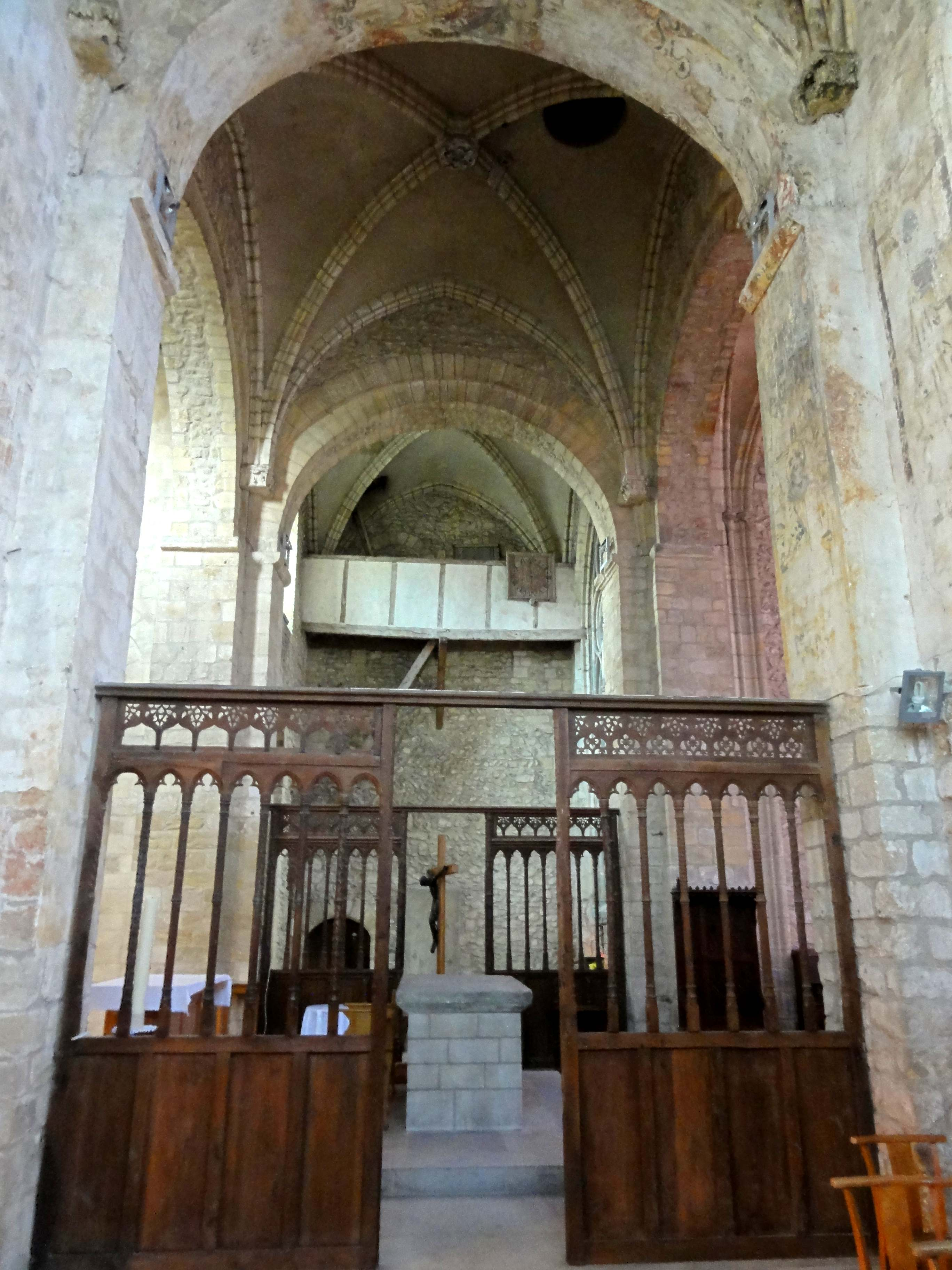
Croisillon sud, vue vers le nord.
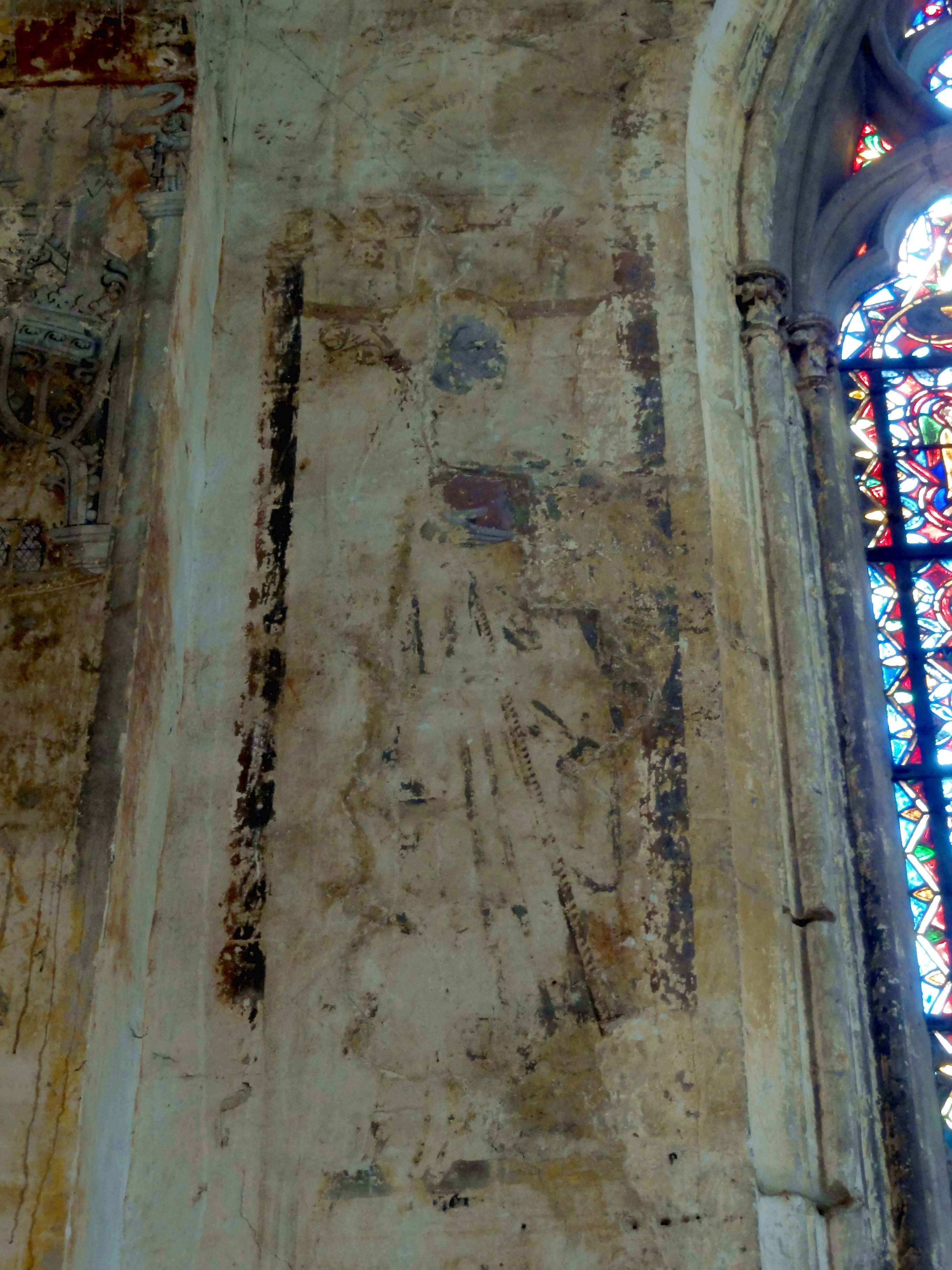
Croisillon sud, peinture murale - saint évêque.
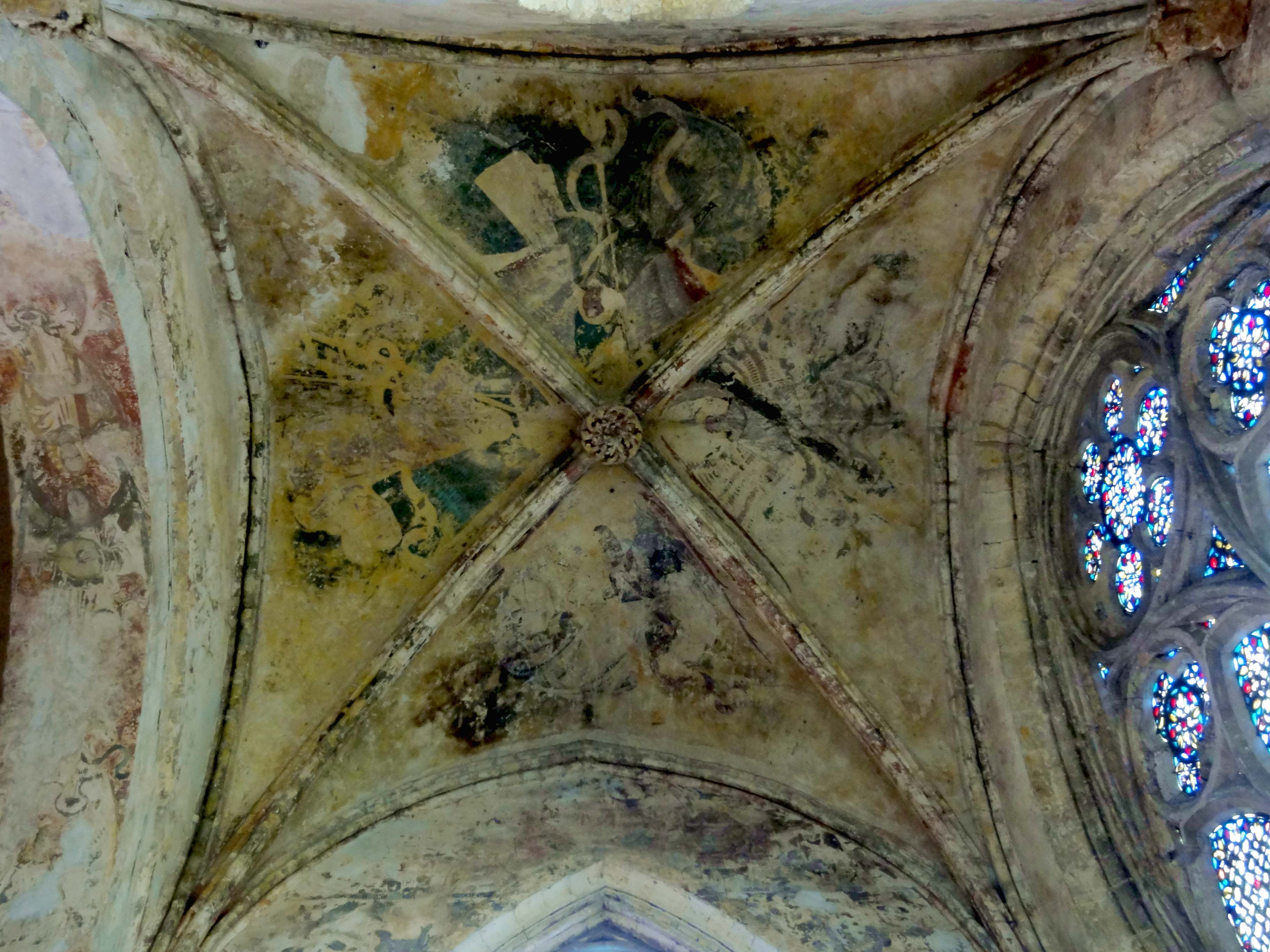
Croisillon sud, peinture murale sous la voûte.

#### Chœur

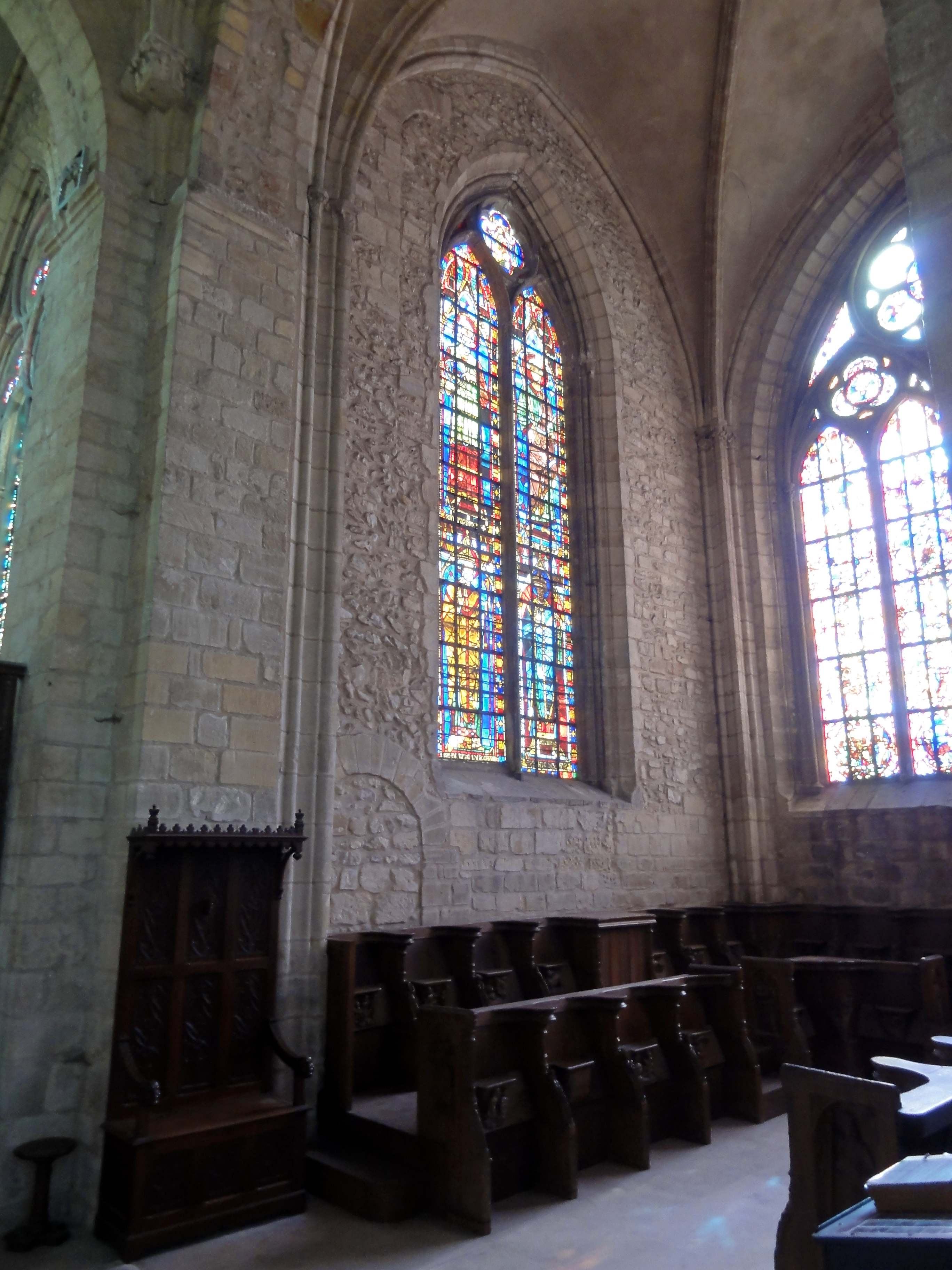
Vue vers le nord-est.

De plan barlong dans le sens longitudinal, le chœur est plus grand que les travées du transept, mais ne comporte néanmoins qu'une unique travée. Ici, la reconstruction vers la fin du règne de saint Louis est presque totale, et seulement le doubleau vers la croisée du transept et les allèges sont conservés du sanctuaire roman. Au nord et au sud, l'on voit les traces de petites portes bouchées, mais Eugène Lefèvre-Pontalis réfute l'hypothèse que l'église était primitivement pourvue d'absidioles. La vaste baie du chevet est analogue à celle à l'extrémité méridionale du transept, et les deux baies latérales sont du même style rayonnant tardif. Leur pourtour est toutefois traité d'une manière semblable que sur la baie orientale du croisillon sud, et est mouluré d'une faible gorge et d'un tore, qui porte des chapiteaux au niveau des impostes. Ces deux baies sont plus étroites que les autres, et leur remplage se limite donc à deux lancettes simples surmontées d'un quadrilobe. Une grande piscine double est ménagée dans l'épaisseur du mur à gauche de la baie méridionale. Sa hauteur dépasse celle du soubassement, et sa largeur dépasse celle du pan de mur entre la baie et l'angle du mur, si bien que le flanc droit de sa niche en tiers-point tangente l'angle de la baie. Cette piscine est dotée d'un véritable remplage, qui est malheureusement mutilé, ce qui n'est guère surprenant eu égard l'extrême minceur des meneaux. Restent encore deux lancettes surmontées d'un oculus, et les arrachements de deux têtes trilobées et d'un trilobe. La modénature et les faisceaux de colonnettes sont traités de la même manière que pour les piscines des croisillons. La voûte affiche quant à elle un style plus avancé, qui correspond à celui des fenêtres. Les ogives sont au profil d'un tore aigu en forme d'amande entre deux baguettes, comme dans le transept, mais les baguettes sont reliées aux voûtains par des gorges. Il y a également des formerets monotoriques. Les tailloirs et chapiteaux des ogives et formerets sont ici espacés, mais les tailloirs à bec des ogives et les tailloirs polygonaux des formerets sont découpés dans une même tablette, et les corbeilles des chapiteaux sont reliées entre elles par une frise continue. En comparaison avec les croisillons, l'on constate que les tailloirs sont devenus très plats, et que certains chapiteaux n'arborent plus qu'un simple rangs de feuilles polylobées et pas de crochets gothiques. En outre, les feuilles deviennent plus maigres. Assez remarquables sont les fûts, qui continuent parfaitement le profil des nervures de la voûte, et préfigurent ainsi l'un des caractéristiques du style gothique flamboyant, qui évincera les tailloirs et chapiteaux.

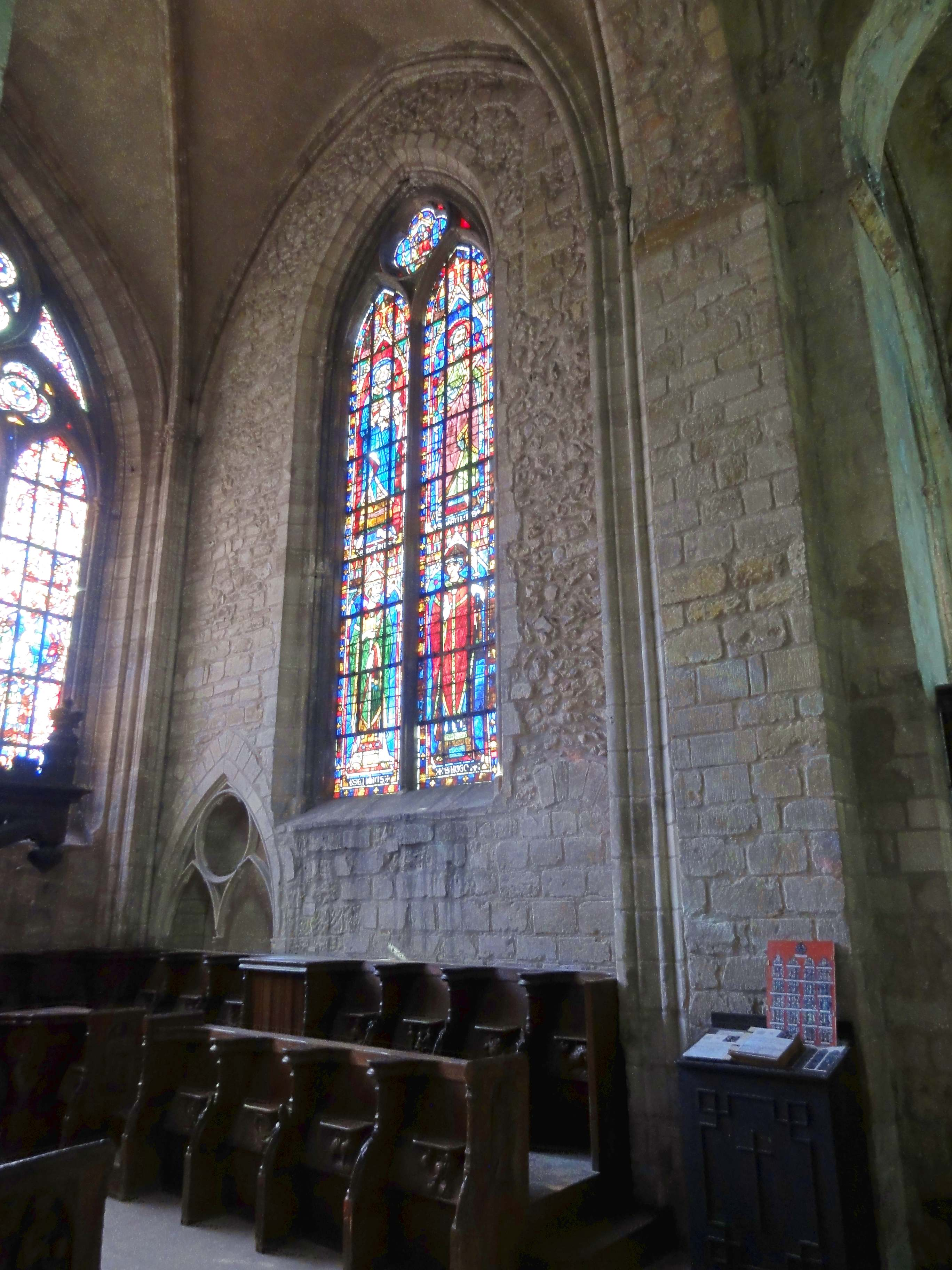
Vue vers le sud-est.
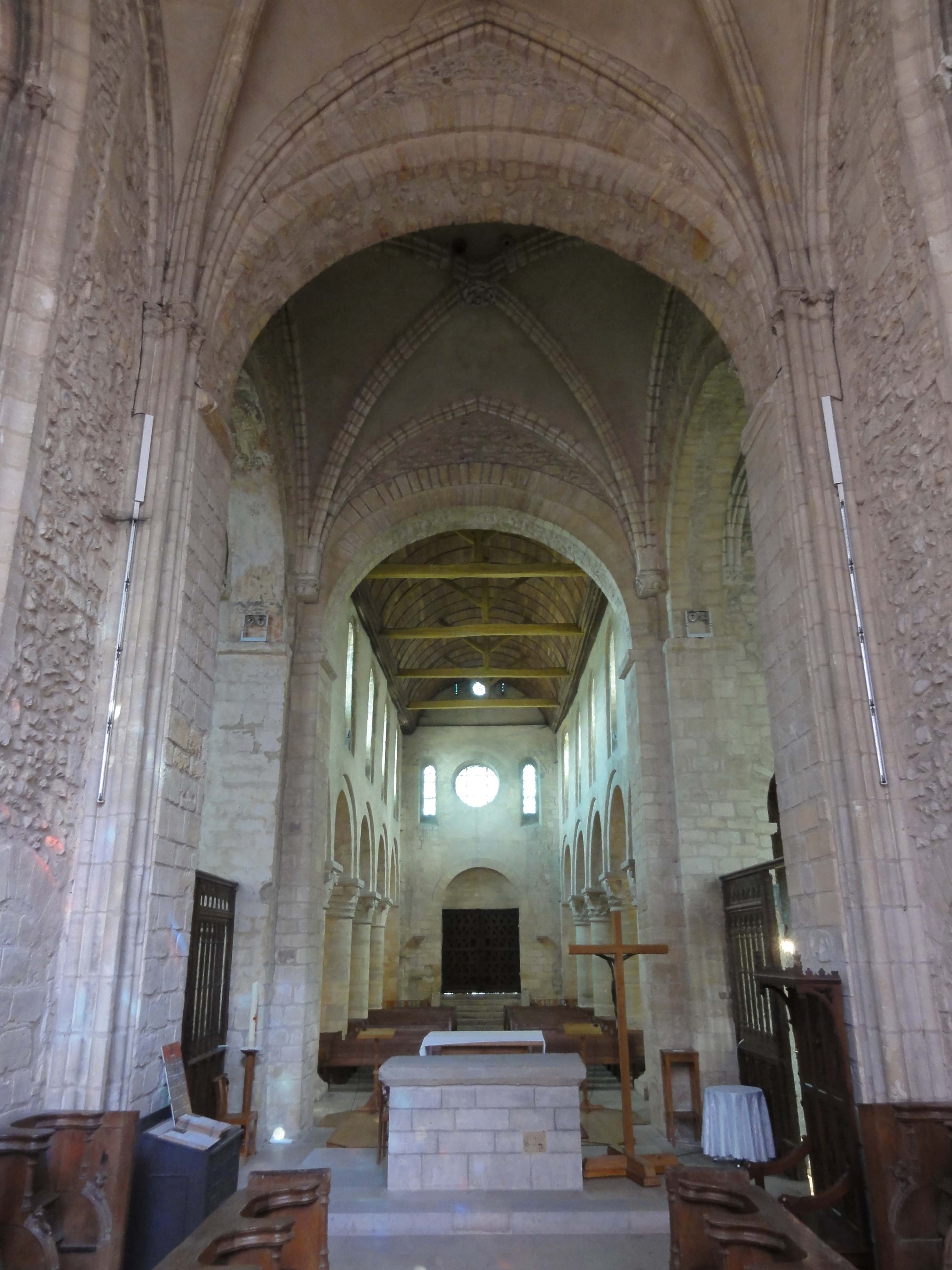
Vue vers l'ouest.
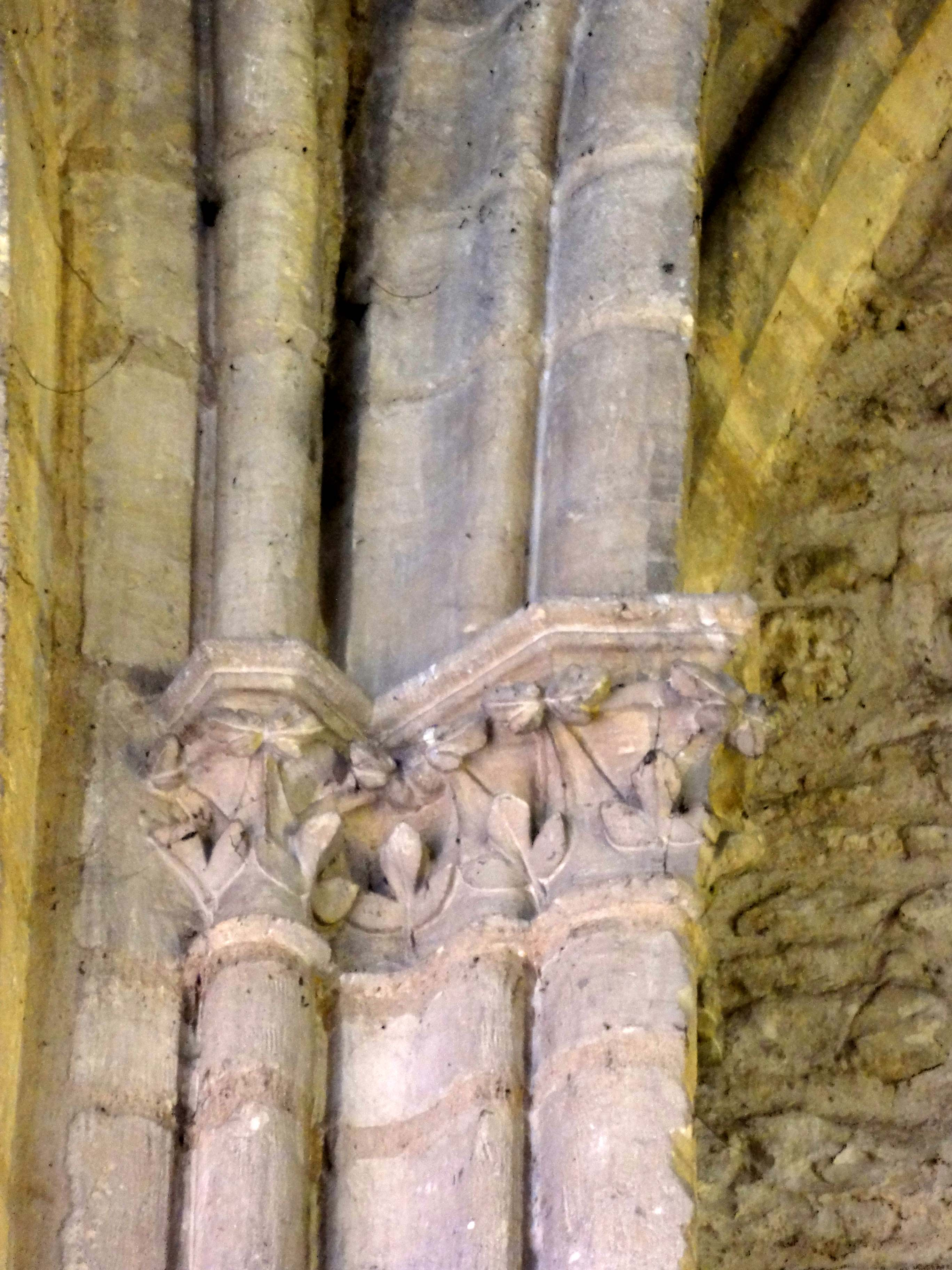
Chapiteaux au sud-est.
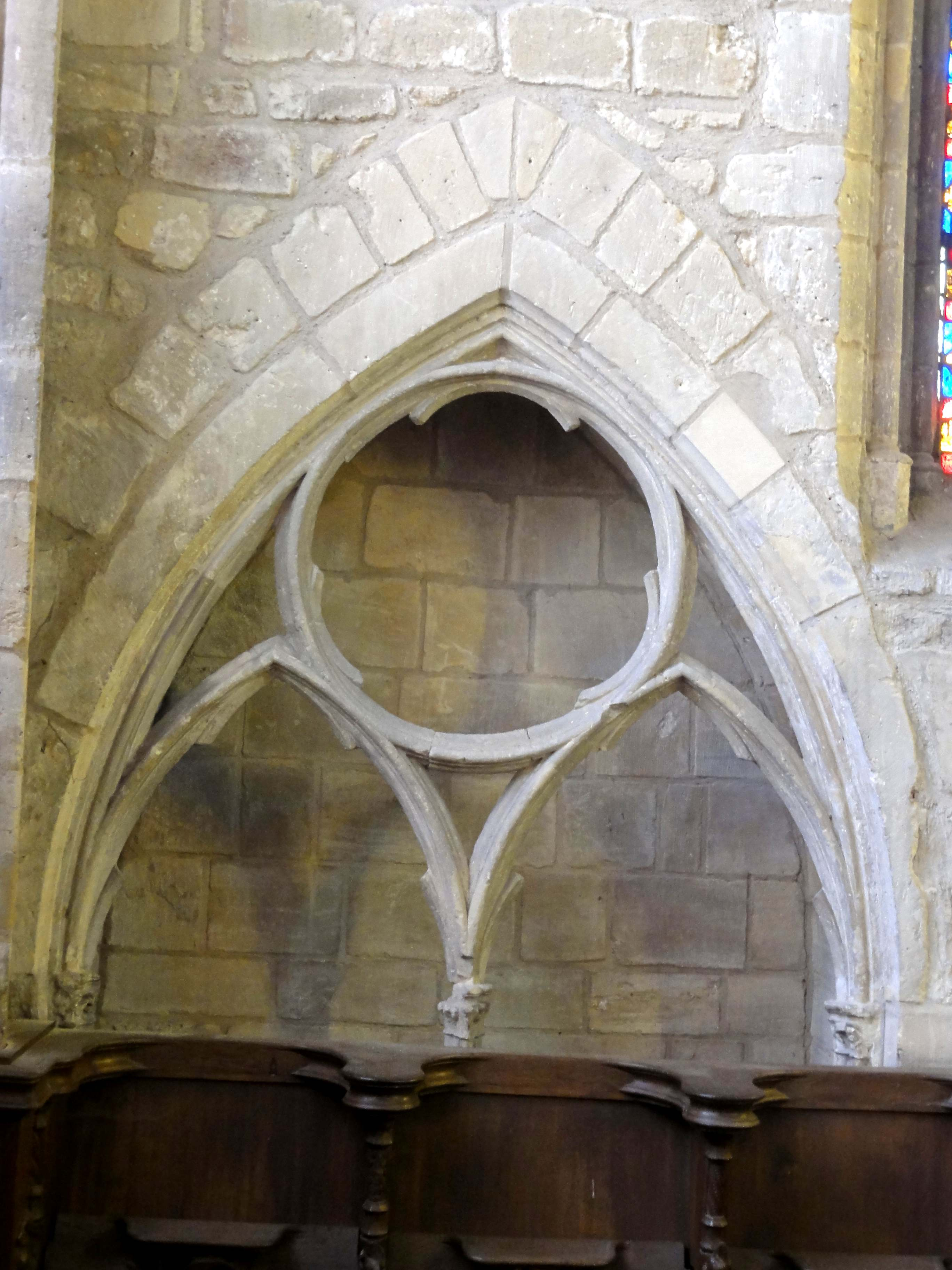
Piscine côté sud.
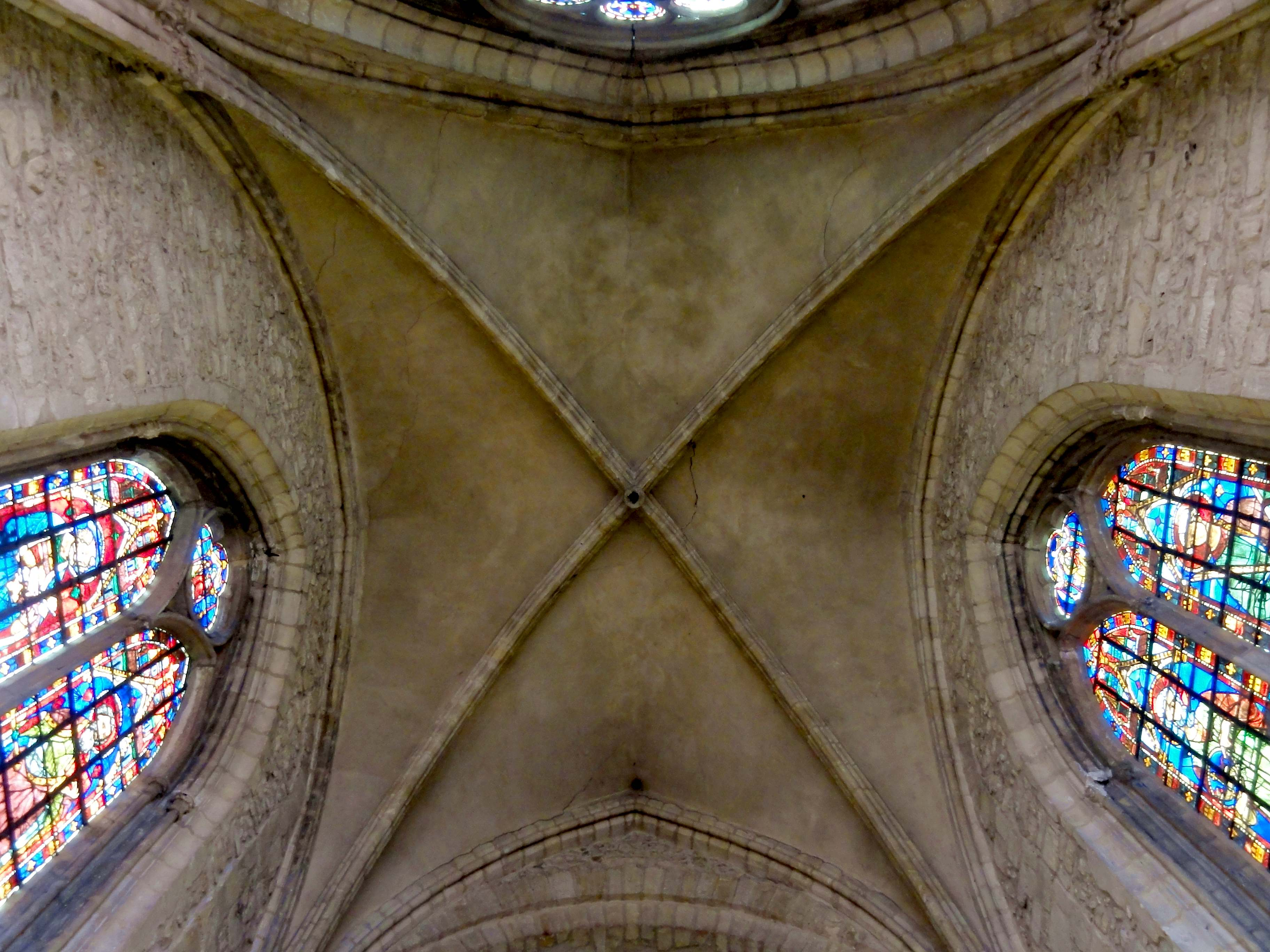
Voûte.

### Extérieur

#### Façade occidentale

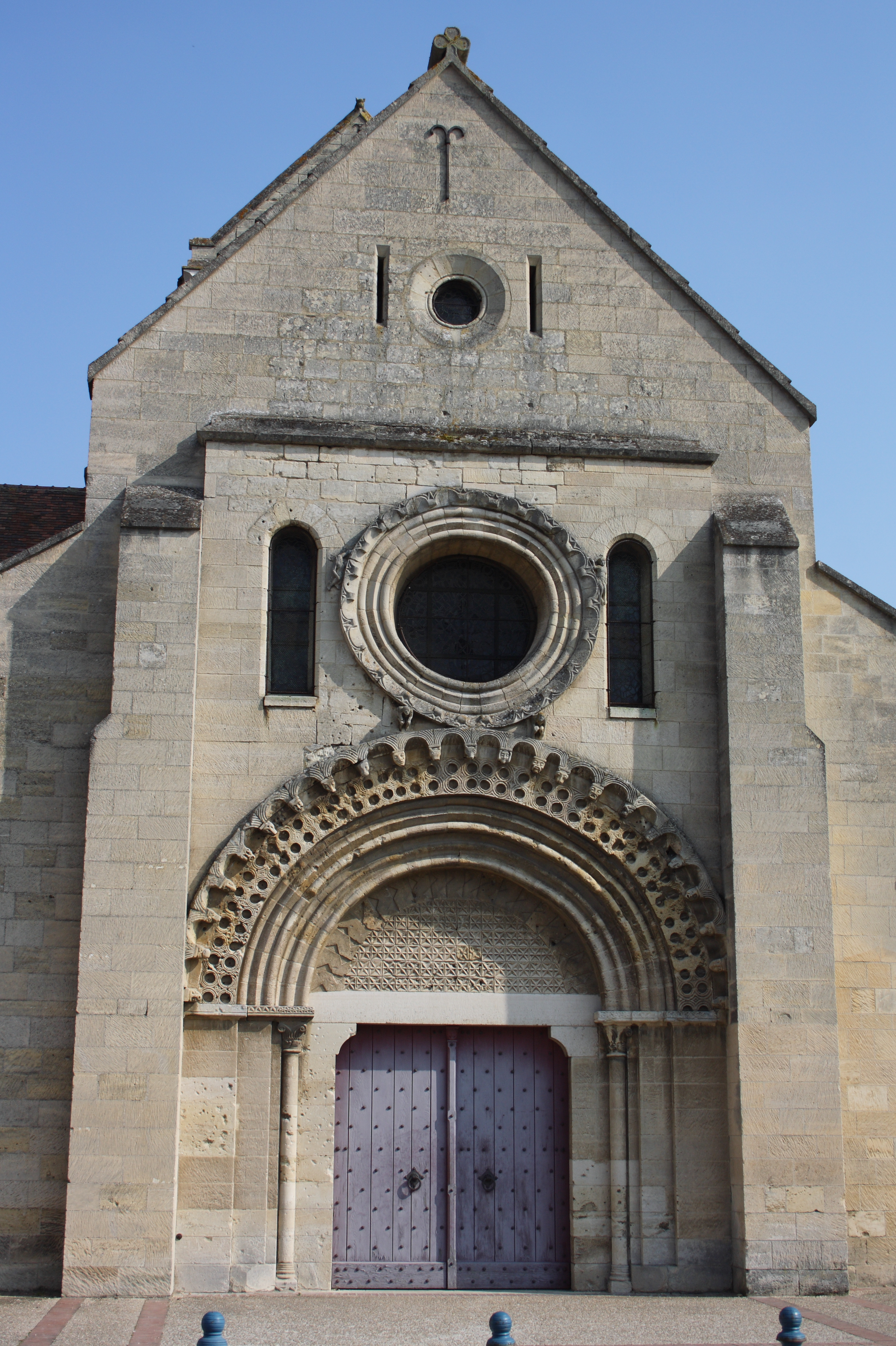
Façade occidentale.

La façade occidentale est appareillée en pierre de taille. Bien que d'allure romane, elle date en grande partie de la restauration des années 1855-1876, comme le souligne déjà Eugène Lefèvre-Pontalis, qui a étudié l'église vingt-cinq ans avant les bombardements de 1944. Les murs occidentaux des bas-côtés, les deux contreforts plats, les montants du portail, se deux colonnettes à chapiteaux, son linteau et son tympan, ainsi que les murs hauts près des contreforts et la majeure partie du pignon sont modernes. La substance romane se borne donc à l'archivolte du portail avec ses multiples strates de sculpture et de modénature ; la plupart des blocs sculptés entourant le grand oculus au-dessus du portail ; le montant droit de la fenêtre à sa gauche et son archivolte ; et le mur au-dessus, avec notamment le larmier mouluré à la naissance du pignon, et la partie centrale des huit premières assises du pignon. Les éléments remarquables sont l'archivolte du portail et l'oculus, connu comme roue de la fortune. La modénature torique indique une date plus récente que pour la nef, autour de 1125 / 1130 au plus tôt. — Si les deux chapiteaux paraissent néo-gothiques, leurs tailloirs sculptés de lignes brisées aux intervalles excavées déclinent un motif fréquemment employé à l'intérieur, soit les étoiles à quatre, cinq ou six branches aux intervalles excavés, et il est admis que le tympan reproduise la configuration d'origine. Il est sculpté de six rangs d'étoiles à six branches aux intervalles excavés, comme à Beaumais et dans la salle de l'échiquier du château de Caen. Au-dessus, suit un rang de claveaux dont chacun est entaillé de deux triangles, soit un en haut à gauche, et un en bas à droite. L'archivolte proprement dite est moulurée de trois tores dégagés, d'une arête, et d'un quatrième tore. Seulement les deux tores inférieurs sont supportés par les tailloirs des chapiteaux. L'archivolte est surmontée de deux rangs de trous destinés à recevoir des incrustations, et de petites arcatures en plein cintre retombant sur des mascarons du XIXe siècle, comme sur une corniche. Les trous sont entourés de cercles concentriques gravés dans la pierre, et les intervalles accueillent des losanges ou une fois de plus des étoiles à quatre branches. Les arcatures sont également gravées de raies concentriques, tandis que les petites demi-voûtes sphériques dans leurs intervalles sont gravées de lignes croisées définissant de petits losanges. Ce type de décor est tout à fait exceptionnel. Pour venir à l'oculus, il est entouré d'un tore, d'une arête, d'un second tore, et d'un rang de grosses billettes reliées les unes aux autres par des arcatures en cintre surbaissé. Deux petits personnages debout flanquent l'oculus, un à droite et un gauche, dont ce dernier, qui a perdu sa tête, semble entraîné par la rotation de la roue. En bas, l'oculus repose sur le sommet de l'archivolte du portail et sur les épaules de deux personnages, dont les genoux semblent fléchir sous le poids. Deux sur les quatre personnages ont été refaits. Assez répandues sur les églises italiennes, d'autres exemples de roues de la fortune existent sur la cathédrale de Bâle, l'abbaye de Fécamp et l'église Saint-Étienne de Beauvais,.

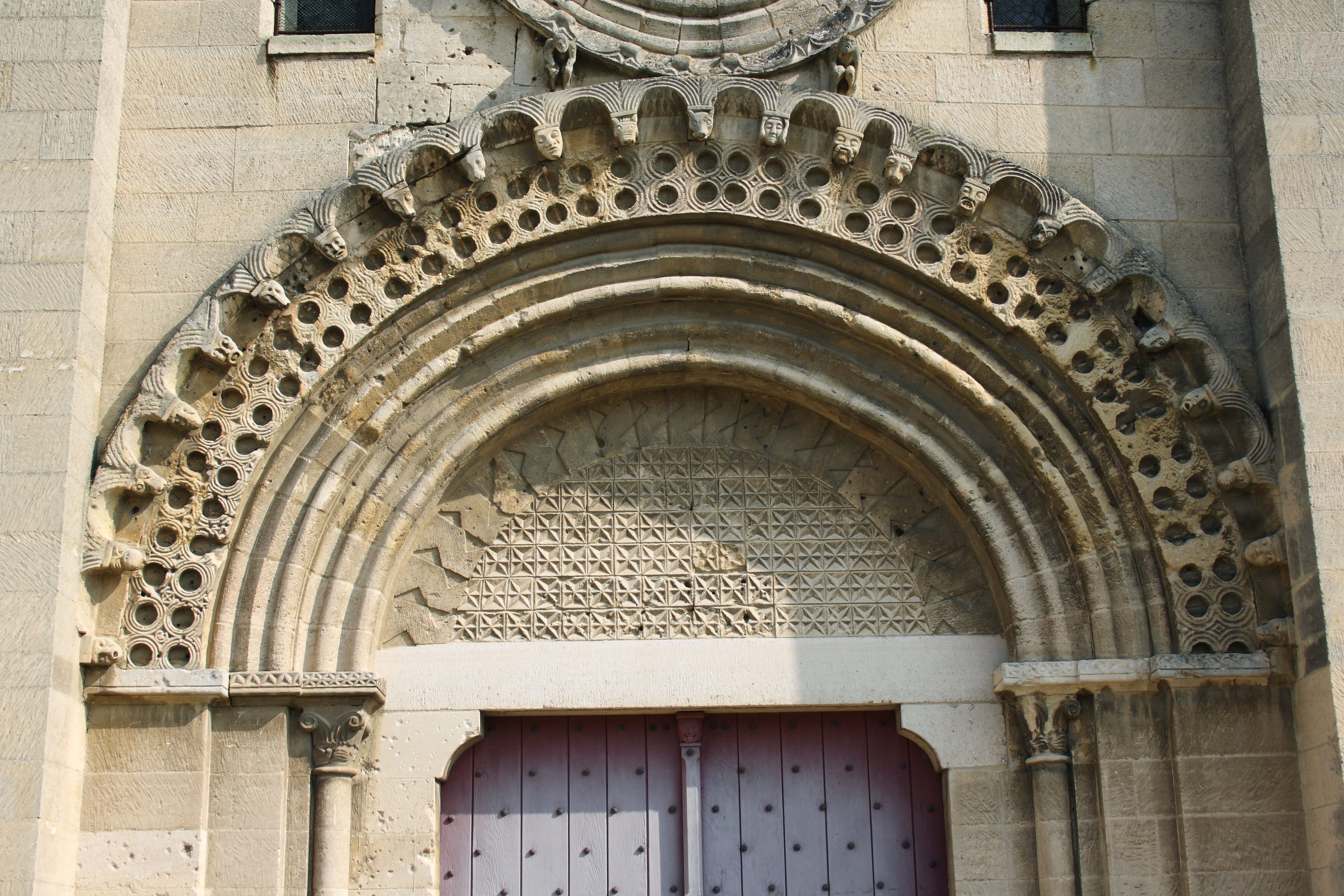
Tympan du portail.
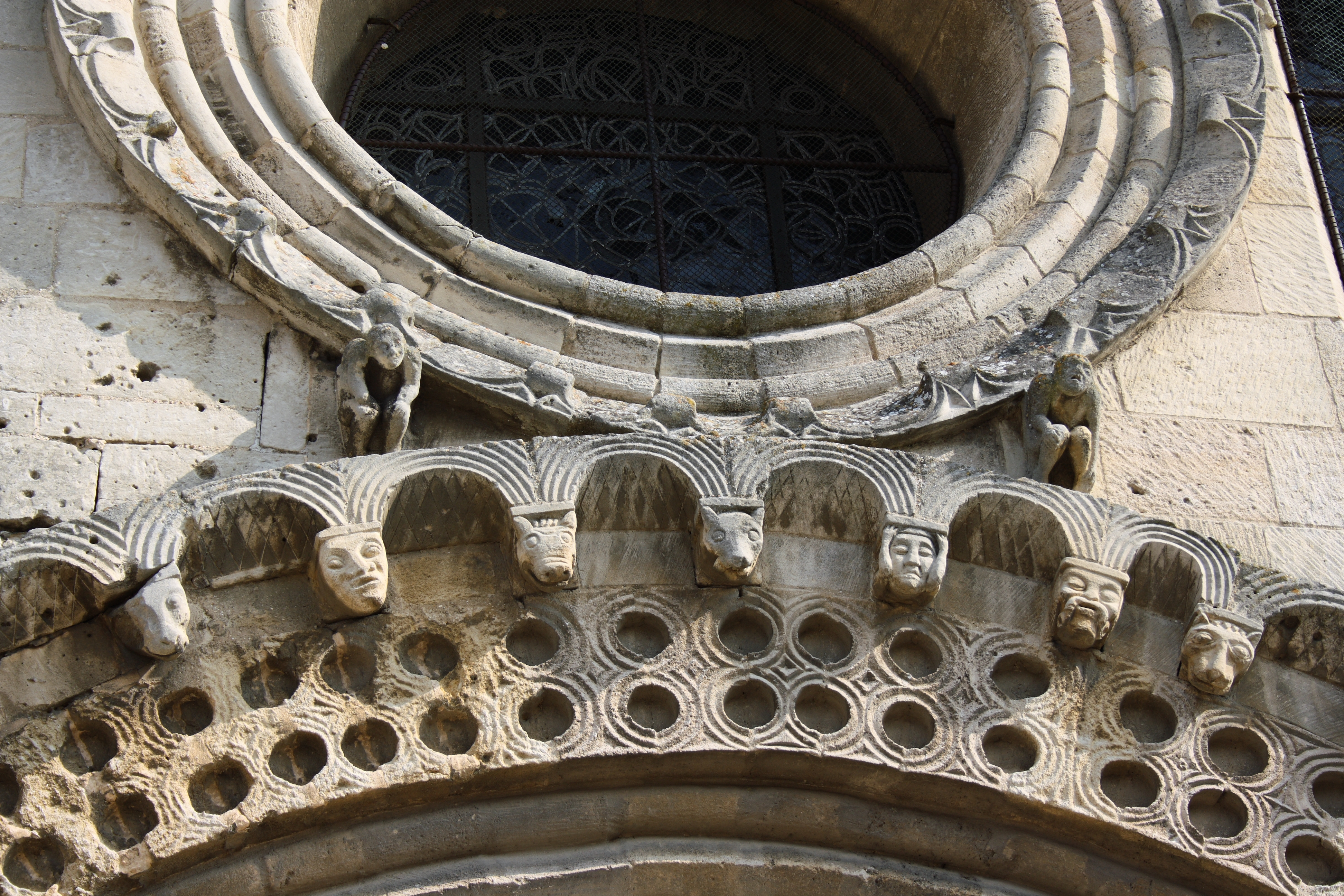
Détail de l'archivolte.
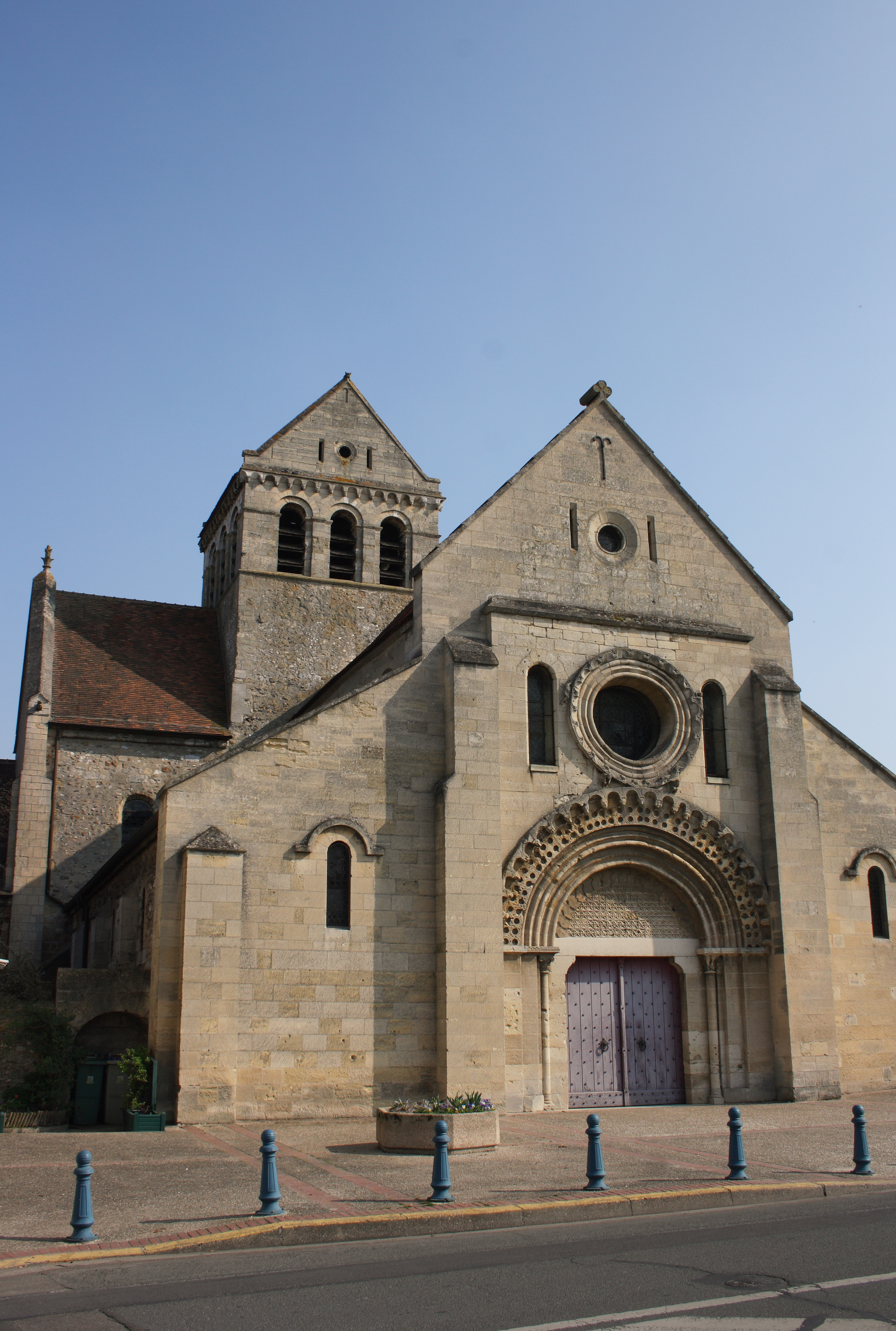
Vue depuis le nord-ouest.
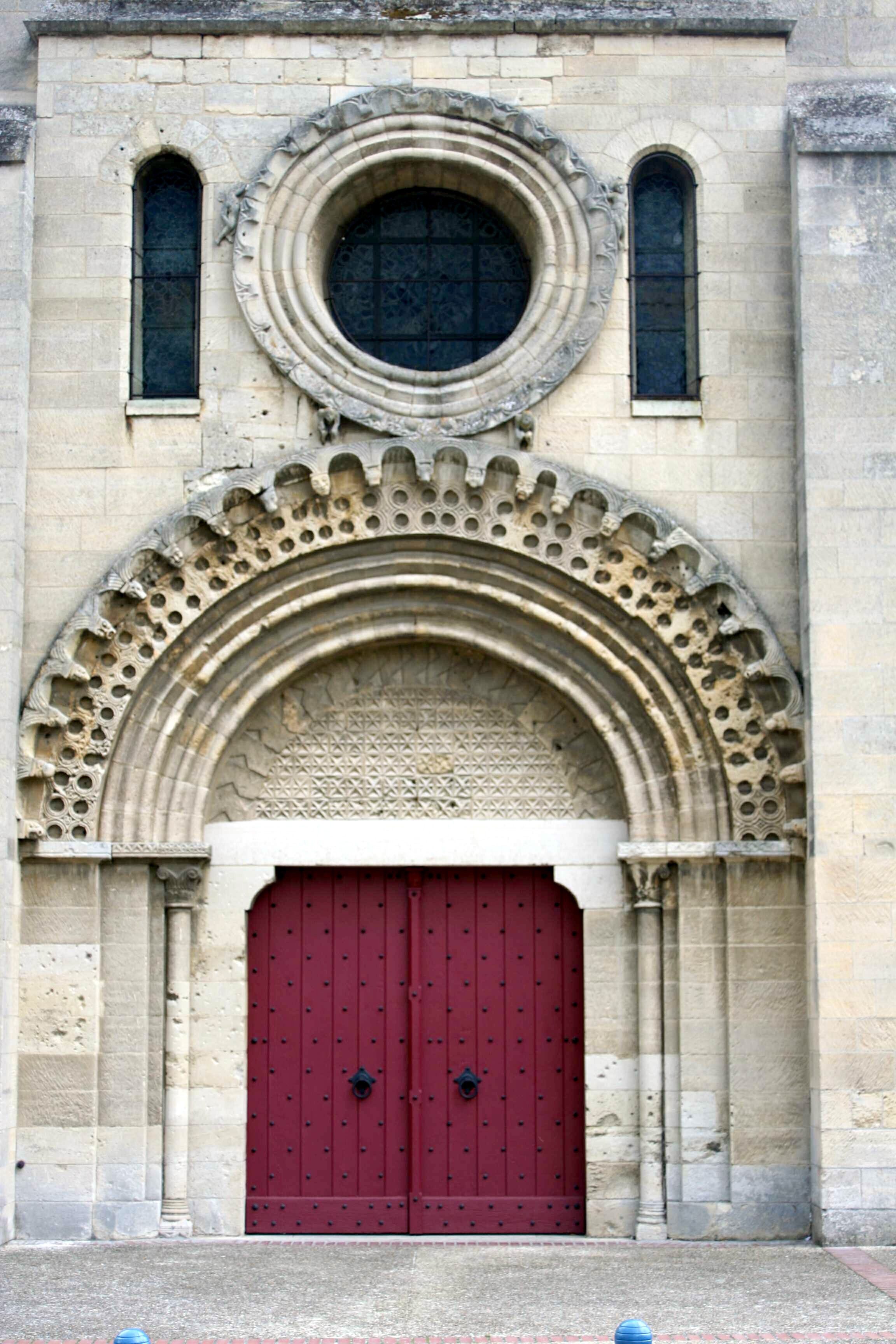
Partie centrale.
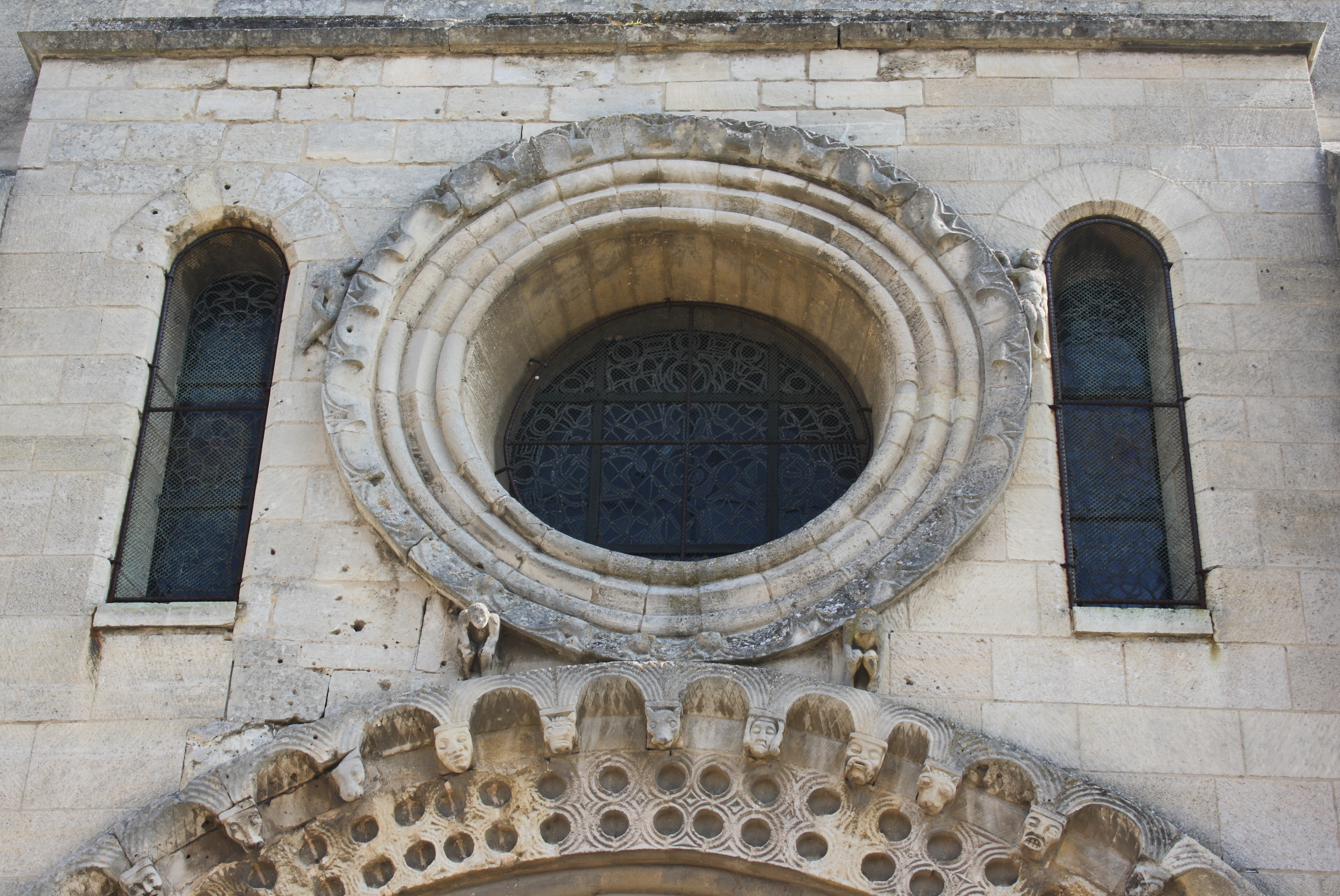
« Roue de la fortune ».
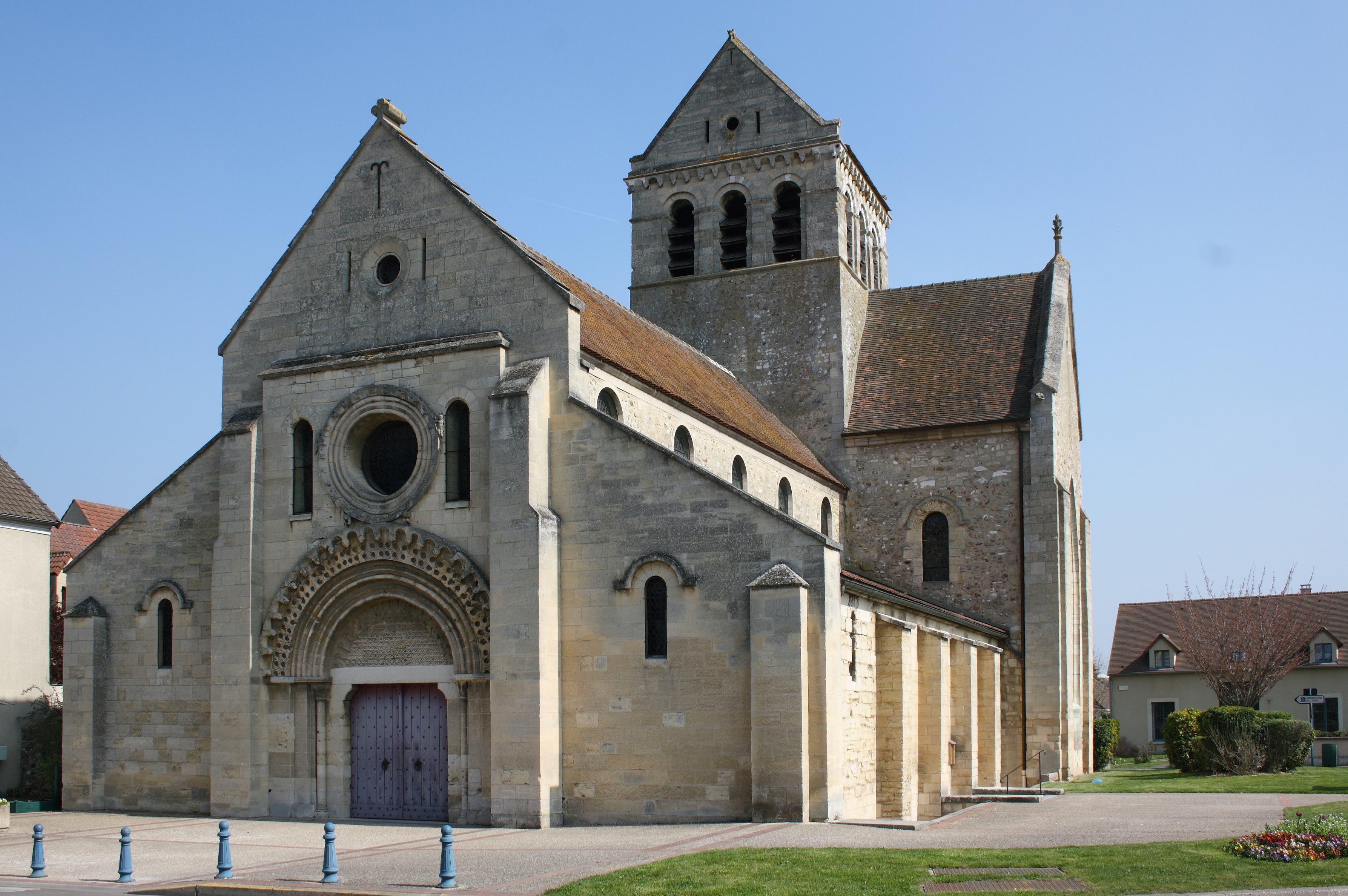
Vue depuis le sud-ouest.

#### Clocher et parties orientales

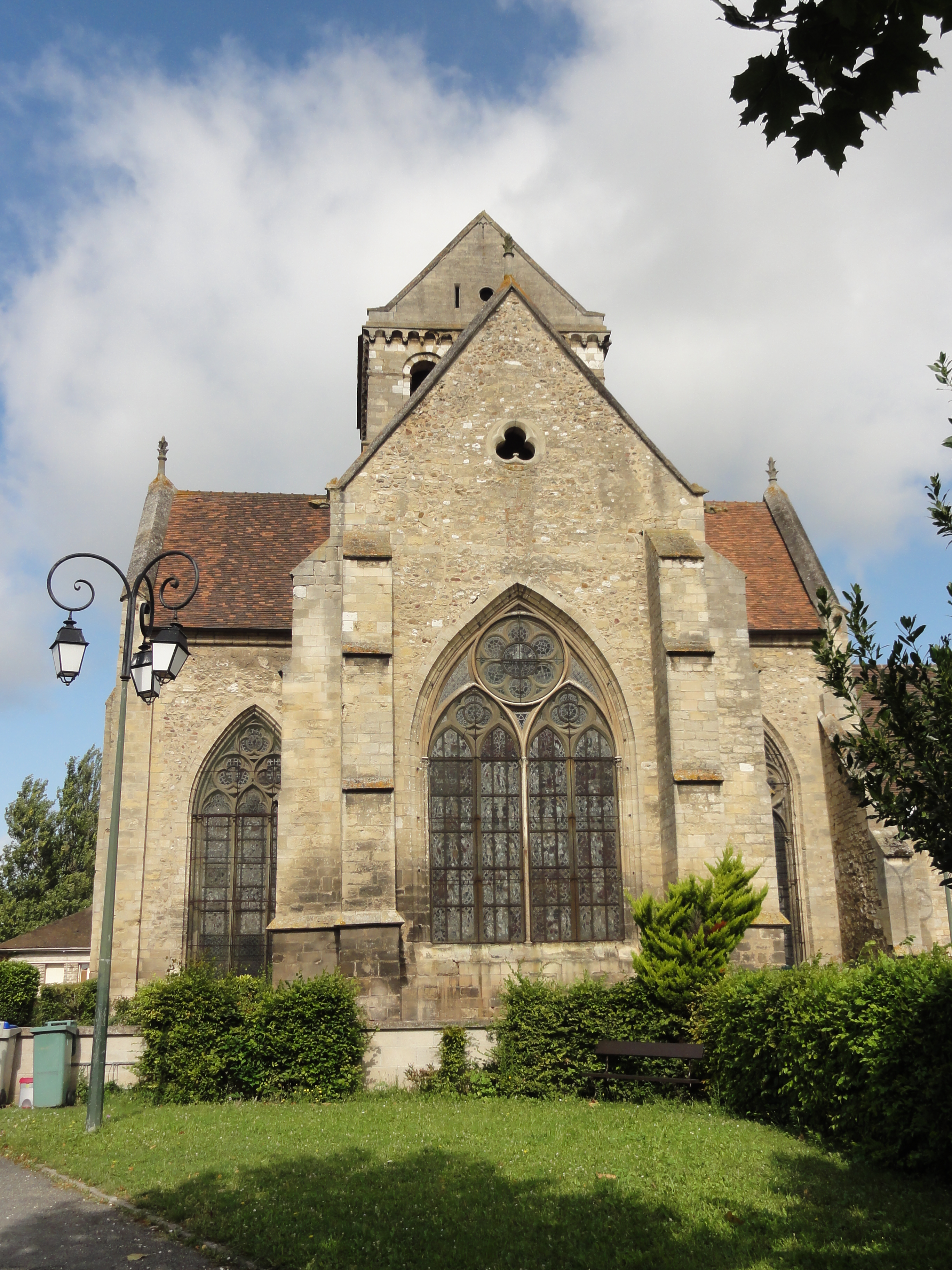
Chevet.

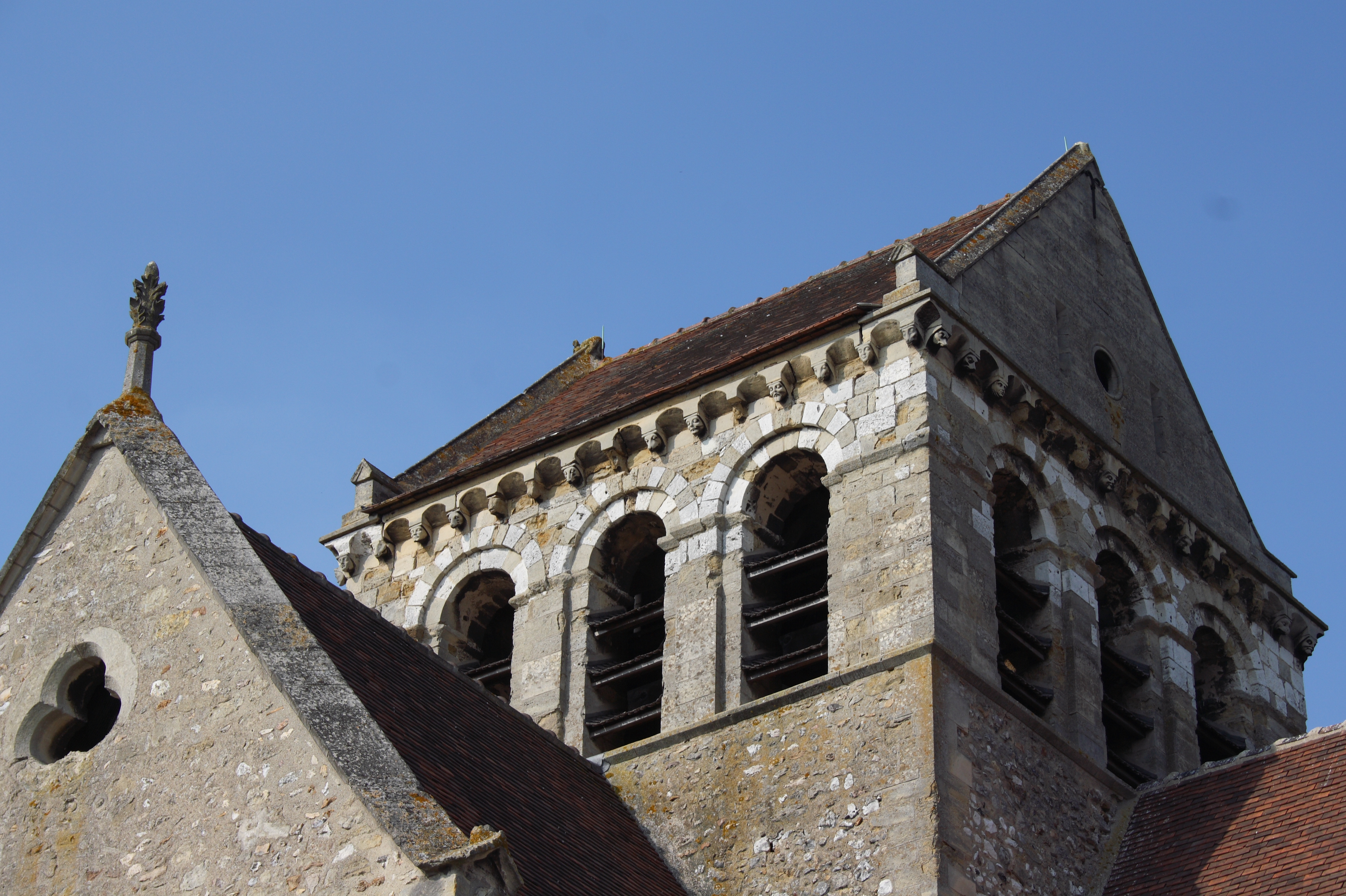
Clocher, étage de beffroi.

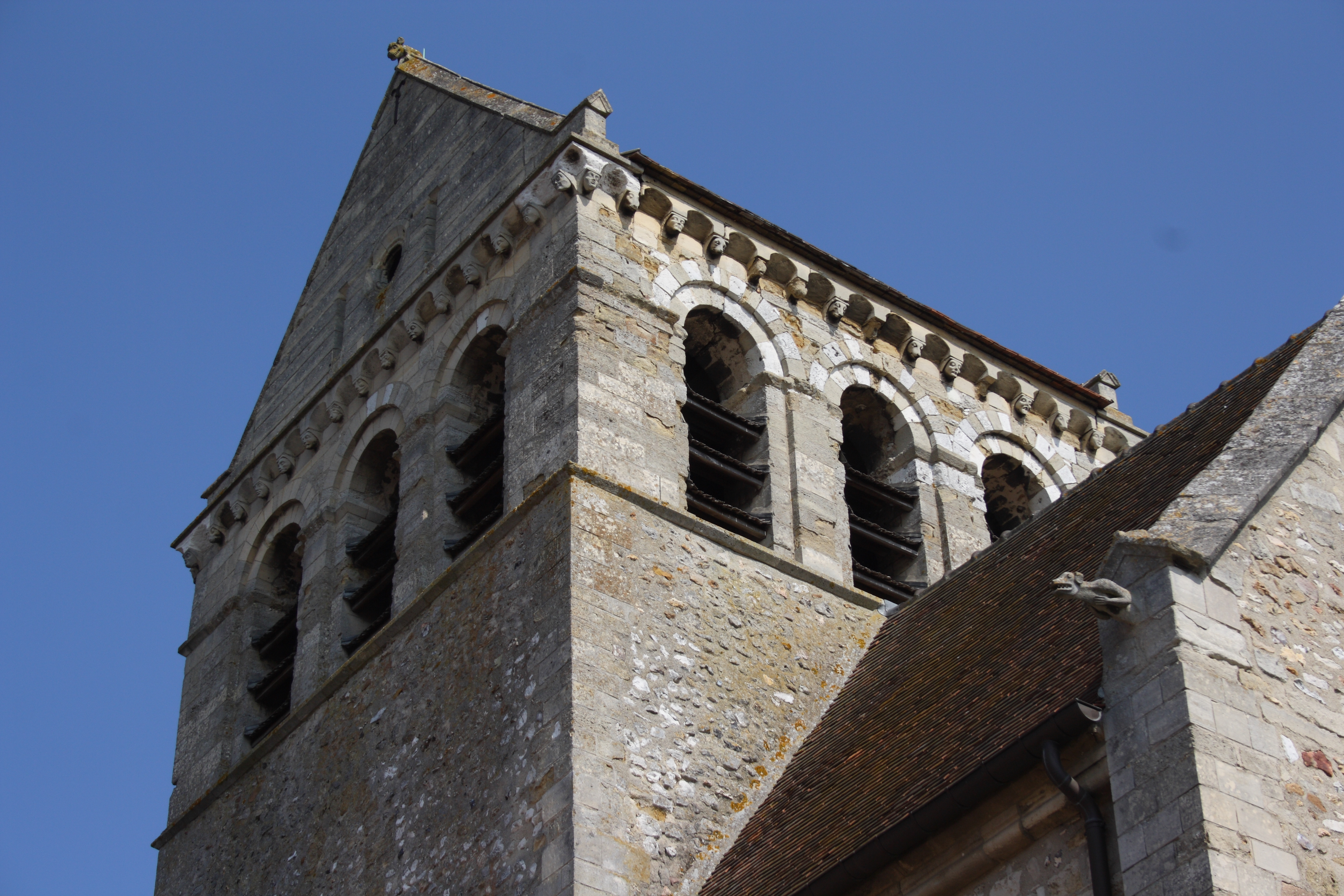
Clocher, étage de beffroi.

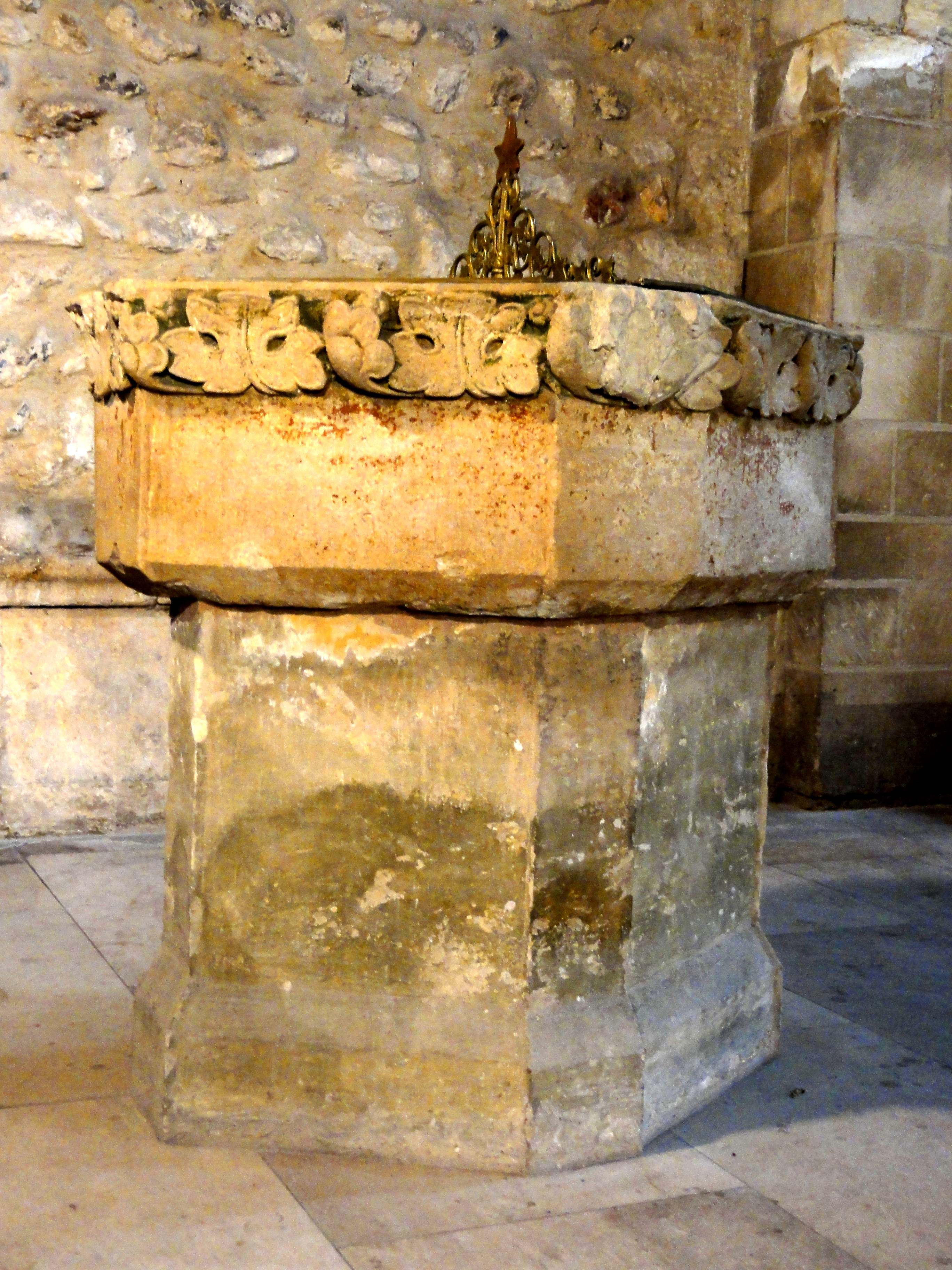
Fonts baptismaux.

À l'instar des élévations latérales de la nef et des bas-côtés, le clocher, les croisillons et le chœur sont bâtis en petits moellons irréguliers, avec quelques assises en opus spicatum, la pierre de taille étant réservée aux pourtours des baies, aux contreforts et aux blocs sculptés ou moulurés. Au-dessus des baies de l'étage de beffroi, le clocher est toutefois en pierre de taille. La tour centrale se compose d'un étage intermédiaire aveugle, avec la baie en plein cintre bouchée déjà mentionnée du côté ouest ; de l'étage de beffroi ; et de son toit en bâtière dans l'axe de l'édifice. Les contreforts font défaut, et l'on note seulement des chaînages d'angle en pierre de taille. Le diamètre du clocher est important, et il domine nettement la toiture de la nef, mais la différence de hauteur par rapport aux parties orientales est moindre, si bien que les faîtages arrivent au niveau de la tablette continue qui sert d'appui aux baies de l'étage de beffroi. Le caractère de cet étage est tout sauf élancé. Il est ajouré, sur chacune de ses faces, de trois baies en plein cintre, dont les archivoltes sont à deux rangs de claveaux, et retombent sur des impostes qui paraissent avoir été décorés de motifs géométriques. Par son architecture austère et ses lignes épurées, l'étage de beffroi renoue donc avec les partis retenus pour l'intérieur de l'édifice. Les murs se terminent par une corniche d'arcatures en plein cintre retombant sur des mascarons, qui a été en grande partie refaite par Alphonse Durand, et est analogue au type de décor que l'on trouve sur la voussure supérieure du portail occidental. Les pignons sont percés d'un oculus entouré d'un mince tore et d'un large ébrasement, et de deux étroites ouvertures rectangulaires à gauche et à droite. Des animaux fantastiques tiennent lieu d'antéfixe. Ils sont susceptibles d'être issus de l'imagination de Durand, tout comme les fleurons effilées qui somment les pignons des croisillons et du chœur.
Les parties orientales sont largement marquées par les grandes fenêtres aux réseaux rayonnants, et paraissent à la première vue comme des morceaux d'architecture du XIIIe siècle. C'est effectivement le cas de la corniche moulurée ; des trilobes servant à l'aération des combles au centre des pignons ; et des petites chimère, dont la plupart cassées, qui se détachent en bas des rampants des pignons. Le principal élément du début du XIIe siècle est la baie occidentale du croisillon sud. Les claveaux de son archivolte sont agrémentés des étoiles aux intervalles excavés connus du portail et des impostes, et surmontés d'un cordon de fines billettes disposées en damier, ce qui évoque une fois de plus l'un des impostes des arcades du transept. Les contreforts plats qui flanquent les angles des croisillons sont potentiellement romans. Vers le sud et vers le nord, ils s'amortissent par un court glacis. Vers l'ouest et vers l'est, ils ont été exhaussés jusqu'aux rampants des pignons. Les contreforts larges et saillants qui épaulent les deux angles du chœur renvoient à une époque différente, en l'occurrence le XIIIe siècle, mais pas spécifiquement l'époque précise des fenêtres. Ils sont scandés par trois niveaux de larmiers, dont le premier est présent sur les trois faces, et dont le dernier va de pair avec une retraite. En haut, les contreforts s'amortissent par un glacis formant larmier.

## Mobilier
Parmi le mobilier de l'église, de nombreux éléments sont classés monument historique au titre objet ou au titre immeuble par liste de 1862, dont notamment les stalles, la clôture du chœur et un gisant. Les peintures murales sous la voûte du croisillon sud sont incluses dans le classement au titre immeuble (voir ci-dessus). D'autres objets classés sont conservés parmi les collections de la ville et ne sont plus visibles dans l'église.

### Fonts baptismaux
Les fonts baptismaux du XIIIe siècle se trouvent à l'emplacement traditionnel au début du bas-côté sud. Ils mesurent 102 cm de largeur et 107 cm de hauteur, et se présentent sous la forme d'une cuve baptismale à infusion sculptée dans un bloc de pierre calcaire monolithe, placée sur un pied. Tant la cuve que le pied sont de plan carré à pans coupés, et des listels figurent aux angles, ce qui contredit a priori l'affirmation de François Ripoche que le pied soit plus récent que la cuve. Les huit pans de la cuve sont verticaux. En bas, l'encorbellement par rapport au pied est rattrapé par des plans inclinés. Inversement, le pied s'épaissit à la base par un glacis. Les deux parties donnent ainsi l'impression d'un ensemble cohérent, qui frappe par la pauvreté de sa mouluration. Le décor se limite à une frise sculptée en haut de la cuve, qui fait alterner des feuilles de vigne stylisées avec des végétaux d'une nature incertaine, qui occupent moitié moins de place. Le couvercle moderne en cuivre doré comporte au milieu un couronnement de rinceaux ajourés de pampres, avec une étoile au sommet,.

### Monuments funéraires

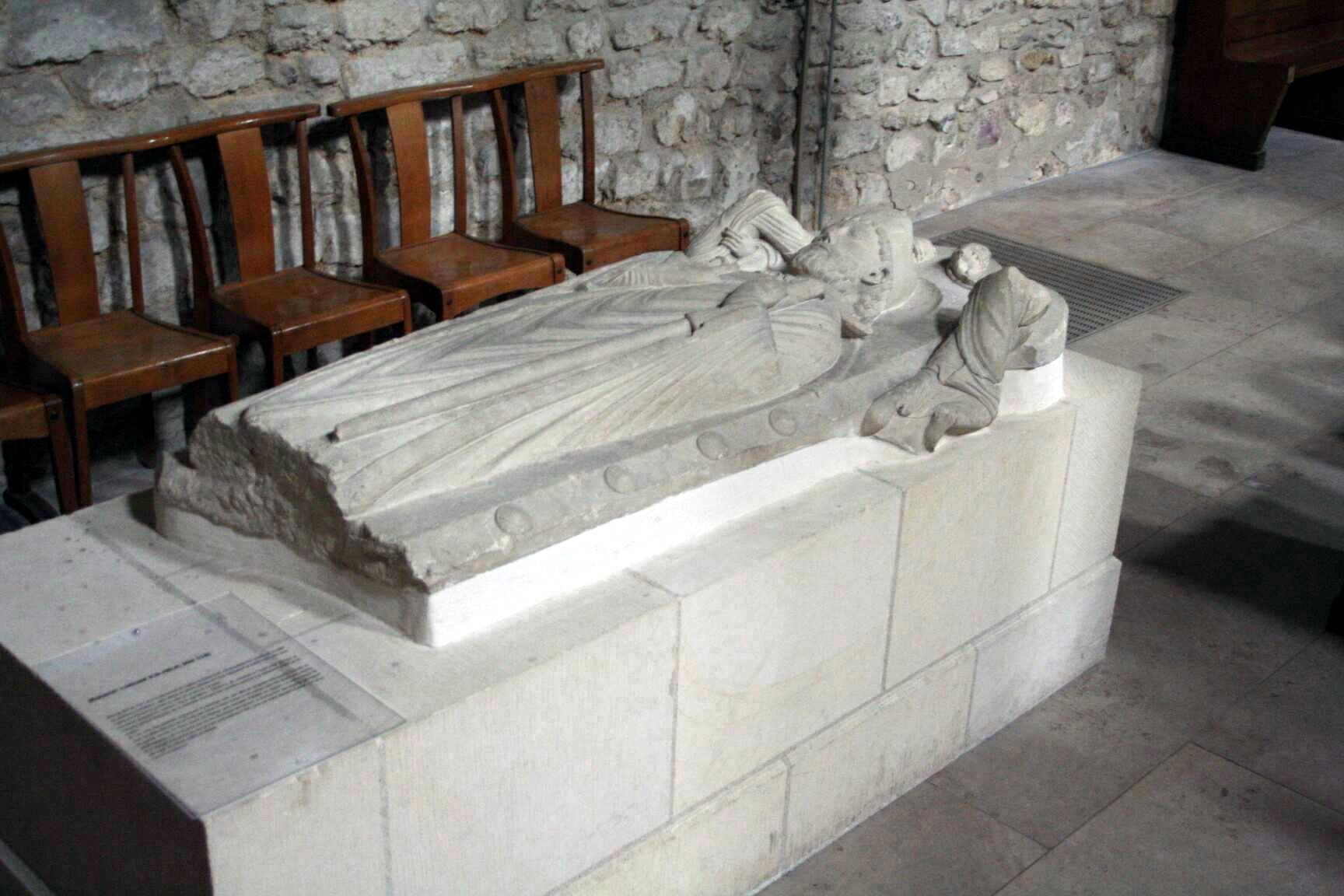
Monument funéraire d'un prélat.

Au début du bas-côté nord, un soubassement moderne en pierre de taille accueille le gisant qui subsiste du monument funéraire d'un prélat, avec sa mitre, sa crosse, et son anneau. La partie inférieure avec les pieds manque. De part et d'autre de la tête, deux angelots thuriféraires sont allongés par terre et tiennent des navettes d'encens, qui dessinent un baldaquin symbolique au-dessus du défunt. Le gisant est daté du dernier quart du XIIe siècle et devrait appartenir à un prieur, voire à un abbé de Cluny ou un évêque, car les sépultures discrètes sont de mise pour les religieux ordinaires, et en principe aussi pour les prieurs. L'identification devrait être possible parmi les ecclésiastiques illustres attachés au prieuré Saint-Sulpice, ou ayant fait des donations importantes. La datation, assez approximative, n'exclut pas non plus l'hypothèse qu'il s'agisse du prieur sous lequel la construction de l'église fut achevée, d'autant plus que l'érection d'un monument funéraire peut intervenir quelques décennies après l'inhumation. Ce qui reste du gisant mesure 174 cm de longueur. La largeur est de 76 cm, et la hauteur est de 27 cm seulement. Le classement est intervenu par arrêté du 23 novembre 1966.
La dalle funéraire à effigie gravée de Thomas de Brienne, prieur de Gassicourt, mort en 1278, a été redressée contre le mur du croisillon nord, à côté de la porte de la sacristie. Le dessin est fortement stylisé. Le défunt est représenté de face, en habit de moine, tenant un livre dans ses deux mains, devant sa poitrine. Trois fleurs de lys figurent de chaque côté. Une arcature trilobée, comme sur les lancettes de la baie orientale du croisillon sud, se situe au-dessus de la tête. L'on devine encore des anges dans les écoinçons. L'épitaphe portée sur le pourtour n'a pas été relevée. La dalle mesure 223 cm de hauteur pour 100 cm de largeur, et est classée au titre immeuble avec l'église.

### Clôture du chœur

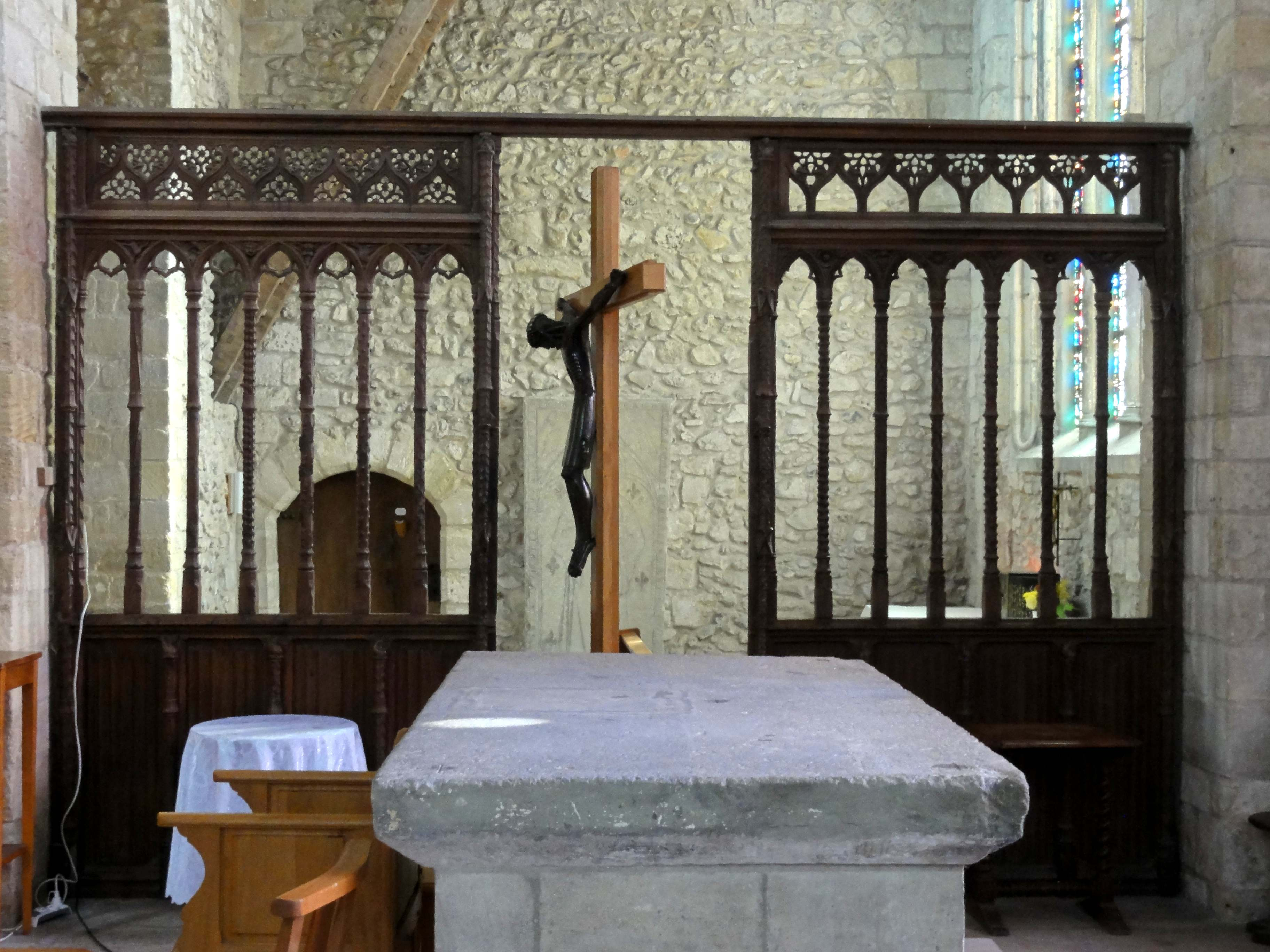
Clôture de chœur, côté nord.

La clôture du chœur en bois taillé, du début du XVIe siècle, subsiste sous les doubleaux qui font communiquer le carré du transept avec les croisillons. Les portes qui existaient au milieu manquent toutefois, et l'on trouve donc quatre segments identiques, reliés deux par deux par une barre horizontale en hauteur. Chaque segment s'organise sur trois registres. Le premier, qui représente environ un tiers de la hauteur totale, ne comporte que de simples panneaux à fenestrages, et peut être négligés. Le second, de loin le plus important par son envergure, se compose de sept arcatures trilobées, qui reposent sur huit colonnettes ou balustres qui sont torsadés, striés, ou le plus souvent recouverts d'écailles de différente nature. Les lobes centraux sont fermés par deux tulipes transpercées par un meneau infléchi. Les écoinçons entre deux arcatures sont sculptés de têtes grimaçantes, de chauve-souris, d'oiseaux, et d'autres créatures (le revers, du côté des croisillons, est plat). Assez curieusement, les chapiteaux s'apparentent aux bases polygonales. À mi-hauteur, les colonnettes sont baguées. Les bagues sont calquées sur les bases, auxquelles l'on a soustrait le tore supérieur. La première et la dernière colonnette sont adossées aux montants qui supportent les barres horizontales délimitant le registre supérieur. Du côté de la croisée du transept, les montants arborent des balustres ou clochetons plaqués, recouverts d'écailles à l'instar des colonnettes isolées. Elles sont interceptées par les mêmes bagues, mais au niveau des bases et chapiteaux, l'on voit des accolades qui justifient le terme de clochetons. Ceux-ci ne s'arrêtent pas à la retombée des arcatures trilobées, mais se continuent jusqu'en haut du registre supérieur, où ils sont amortis par de petits animaux. Quant au registre supérieur, qui ne représente guère plus qu'un dixième de la hauteur totale, il est délimité inférieurement et supérieurement par des larmiers moulurés devant les barres horizontales déjà signalées, et se compose d'un décor de rinceaux découpés à jour. Son motif est une succession d'arcatures formées par des accolades sommées de fleurons. Les flancs des accolades sont peuplés de petits animaux, conformément à la tradition flamboyante, mais l'on constate la facture réaliste des animaux et la rareté de chimères, ce qui permet à François Ripoche de conclure qu'il s'agisse d'un hommage au Dieu créateur. Il est à signaler que les larmiers et le décor sculpté en bas-relief sont uniquement présents du côté de la croisée du transept : le revers est entièrement plat,.

### Statues et reliquaires

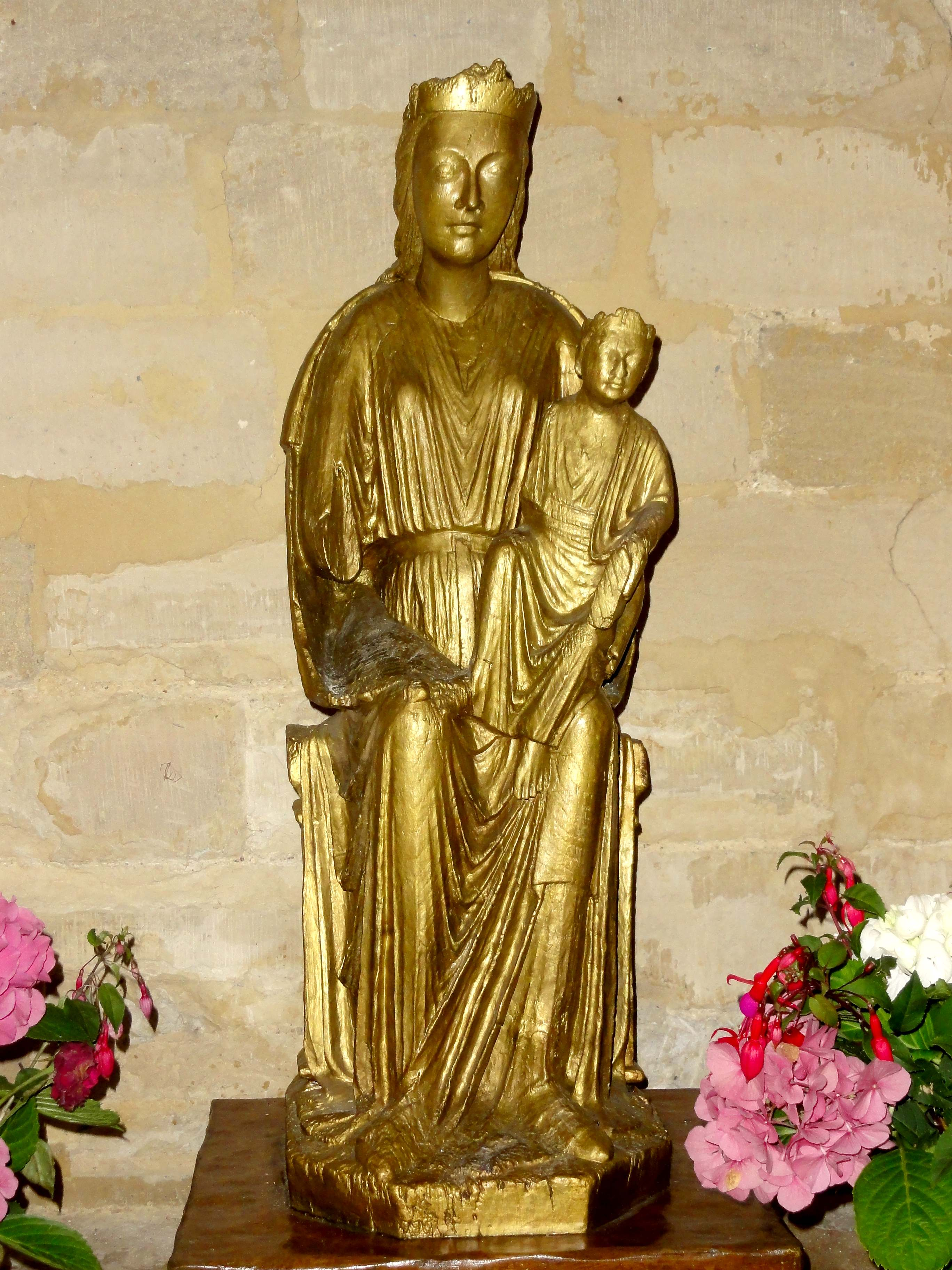
Vierge à l'Enfant (copie).

- La croix d'autel du XIIIe siècle est en bois, mais recouverte de laiton estampé et doré avec imitation de perles. Elle mesure 71 cm de hauteur. Les symboles des quatre Évangélistess (le Tétramorphe) figurent sur des médaillons aux quatre extrémités de la croix. Le classement de la croix est intervenu en juin 1975, et a bénéficié d'une restauration depuis[29]. L'œuvre est aujourd'hui exposée au musée de l'hôtel-Dieu.
- La statuette de la Vierge à l'Enfant assise, en bois doré, mesure 89 cm de hauteur, et date du début du XIIIe siècle. Elle est classée depuis février 1899, et est exposée au musée de l'hôtel-Dieu. Une copie a été confectionnée pour l'église Sainte-Anne, et une autre, pour le musée des monuments français[30],[31].
- La statuette de la Vierge à l'Enfant, en pierre, mesure 88 cm de hauteur, et date du XIVe siècle. Les têtes de la Vierge et de l'Enfant ont disparu lors des bombardements de 1944. L'œuvre est classée depuis juin 1911, et l'original est conservé parmi les collections de la ville[32],[31] (sans illustration).
- Le groupe sculpté représentant saint Michel archange terrassant le dragon, en pierre, mesure 93 cm de hauteur, et date du XIVe siècle. La tête a disparu au cours des bombardements de 1944. Classée depuis décembre 1912, la sculpture est elle aussi exposée au musée de l'hôtel-Dieu[33].
- Le groupe sculpté représentant la Descente de croix, en bois taillé, mesure 42 cm de hauteur, et date du dernier quart du XVIe siècle. Il provient d'un retable. Classé depuis mars 1904, il est aujourd'hui exposée au musée de l'hôtel-Dieu[34].
- Deux buste-reliquaires en bois polychrome datant respectivement du XVIIe siècle et du XVIIIe siècle représentent un saint évêque non identifié[35] et saint Éloi de Noyon. Ils sont classés depuis mars 1928[36], et ont bénéficié d'une restauration au début du XXIe siècle. Ces deux reliquaires sont conservés en sacristie[31] (sans illustration).

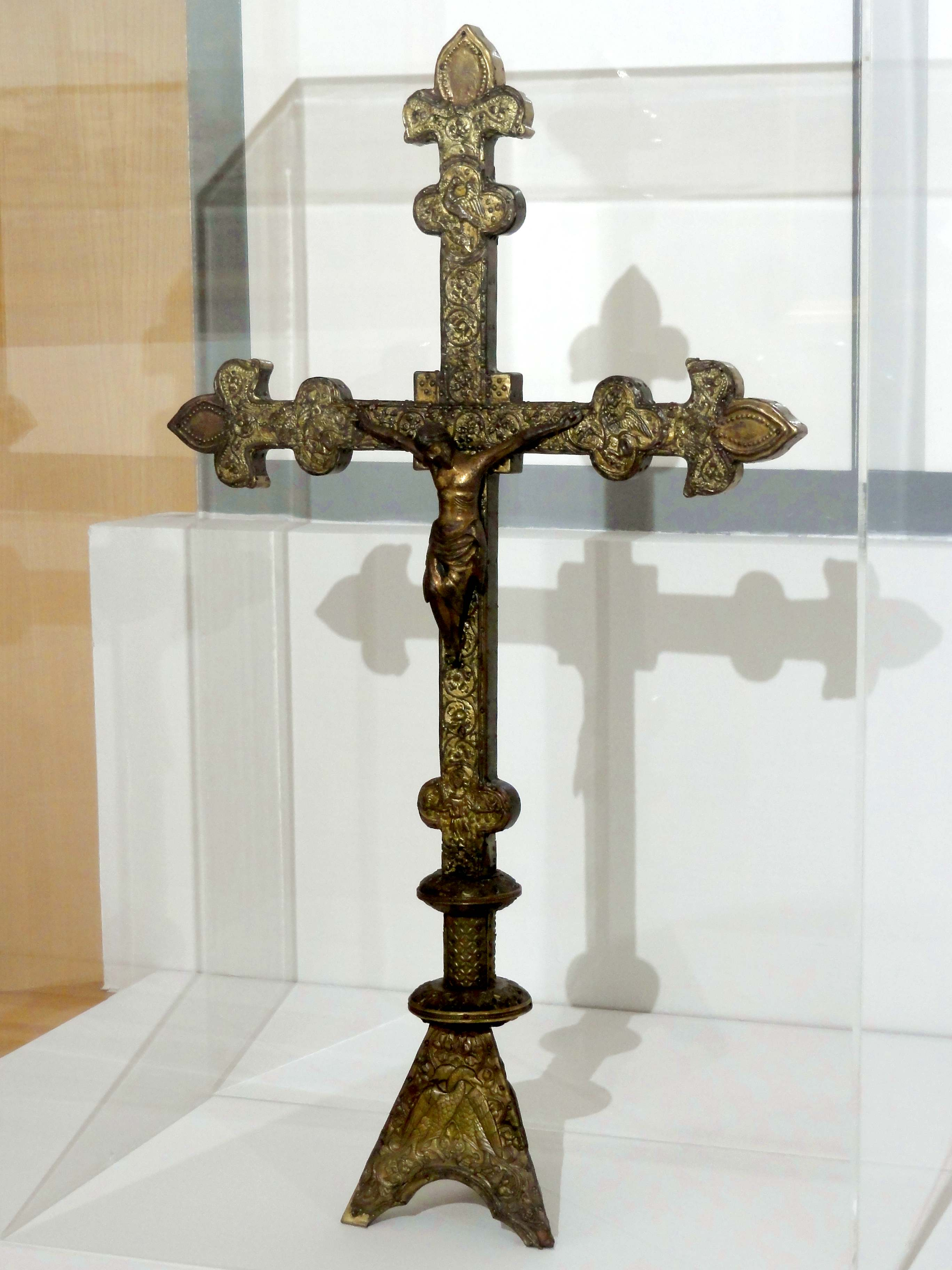
Croix d'autel.
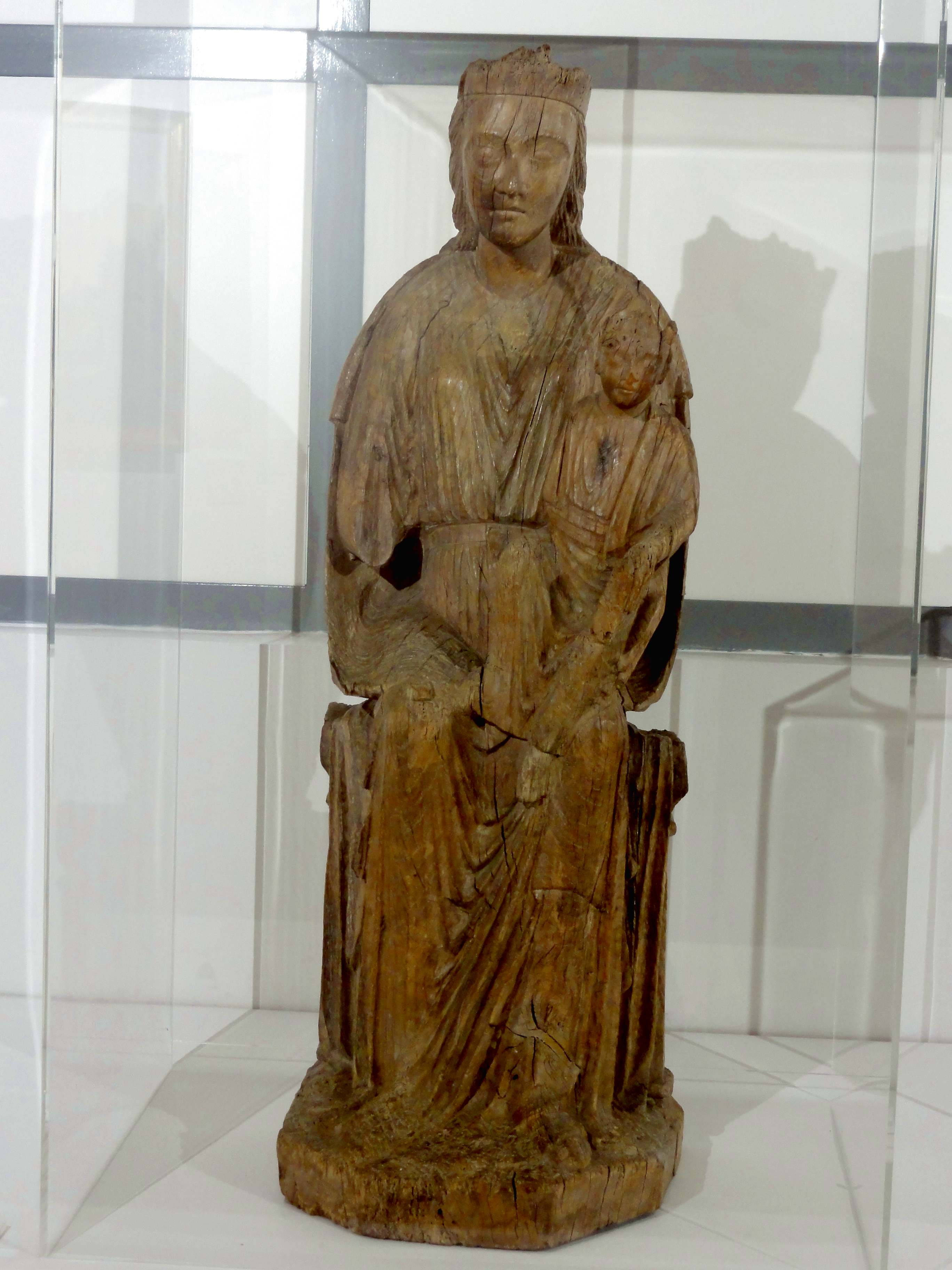
Vierge à l'Enfant en bois.
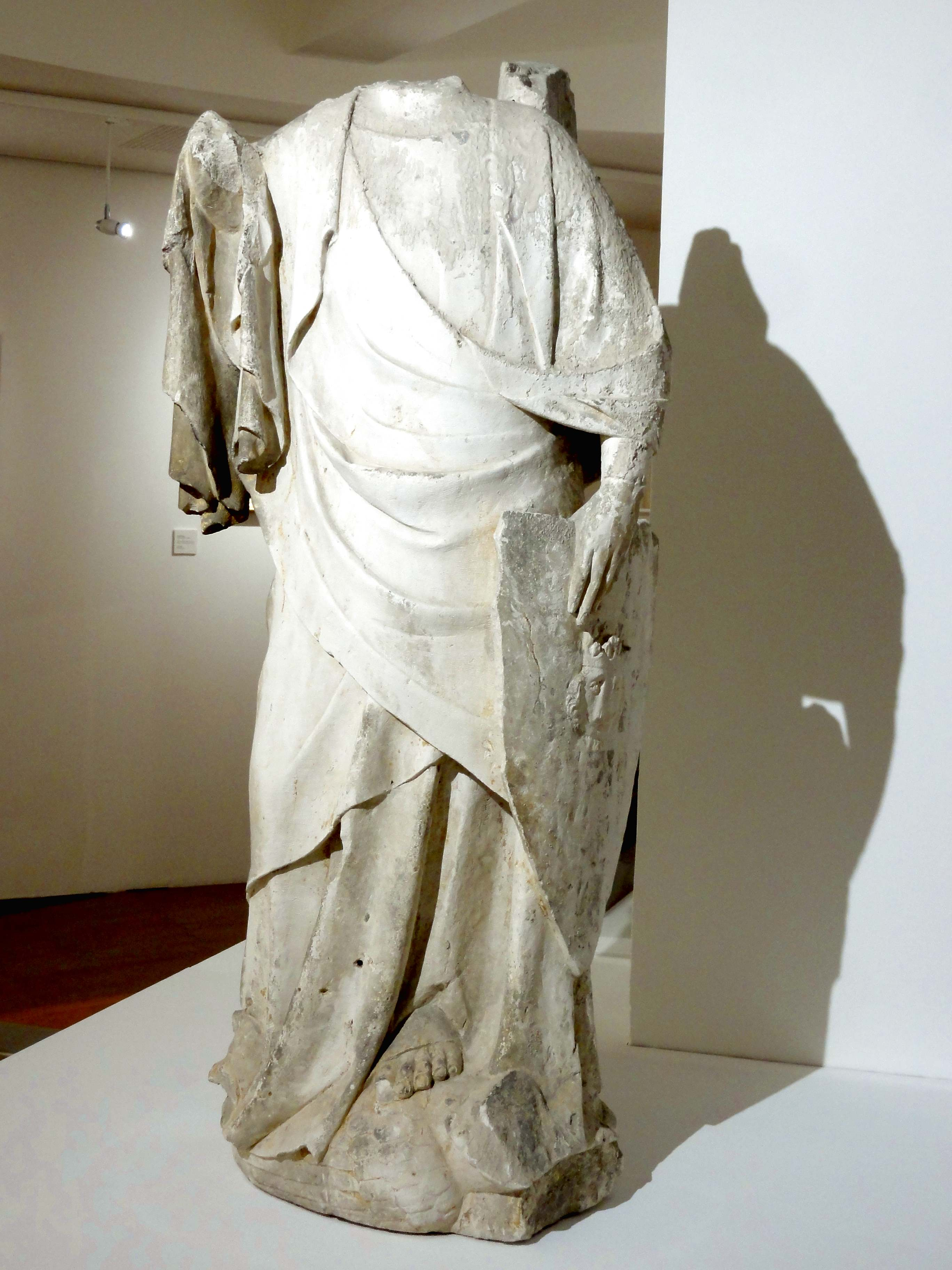
Saint Michel archange.
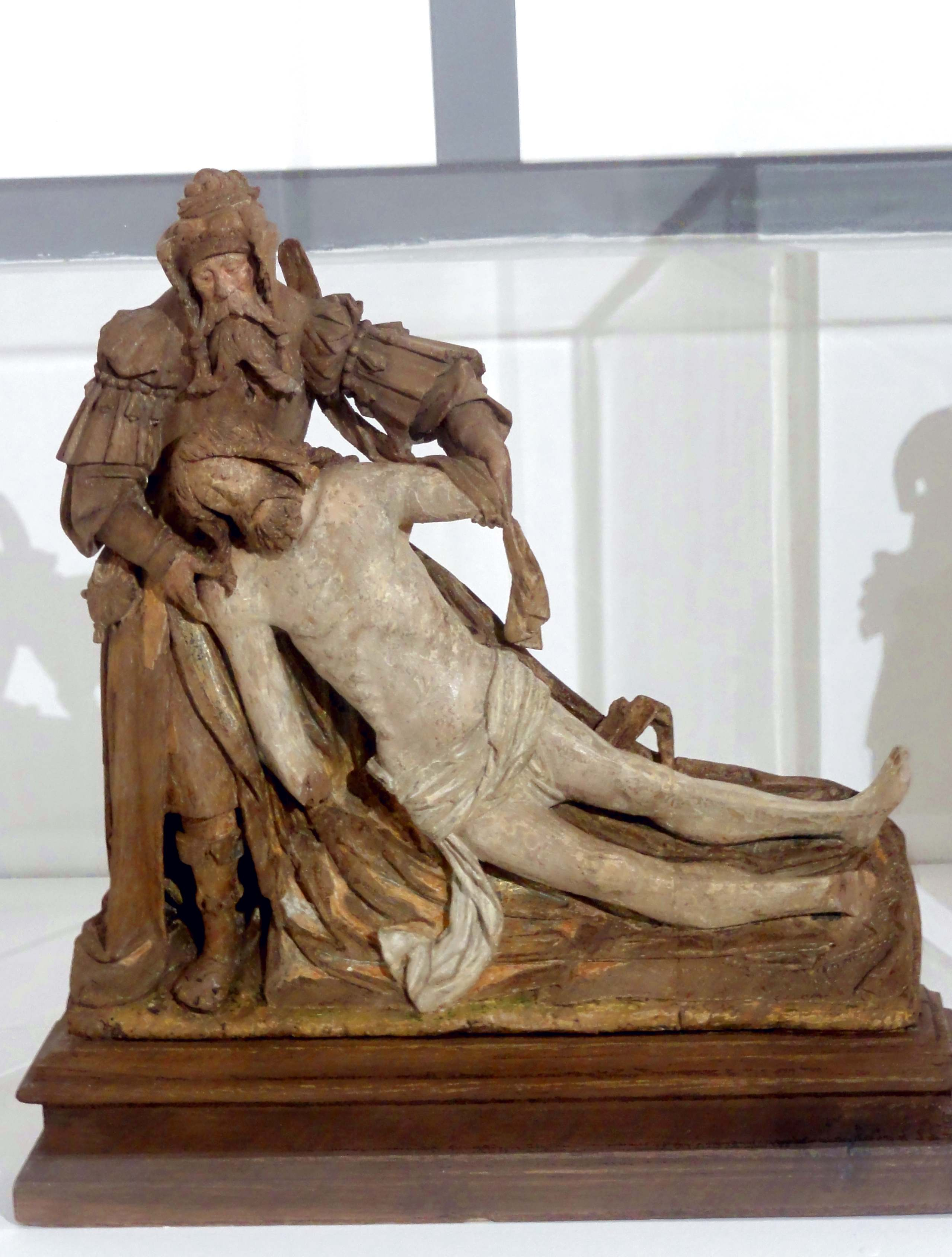
Descente de croix (1).
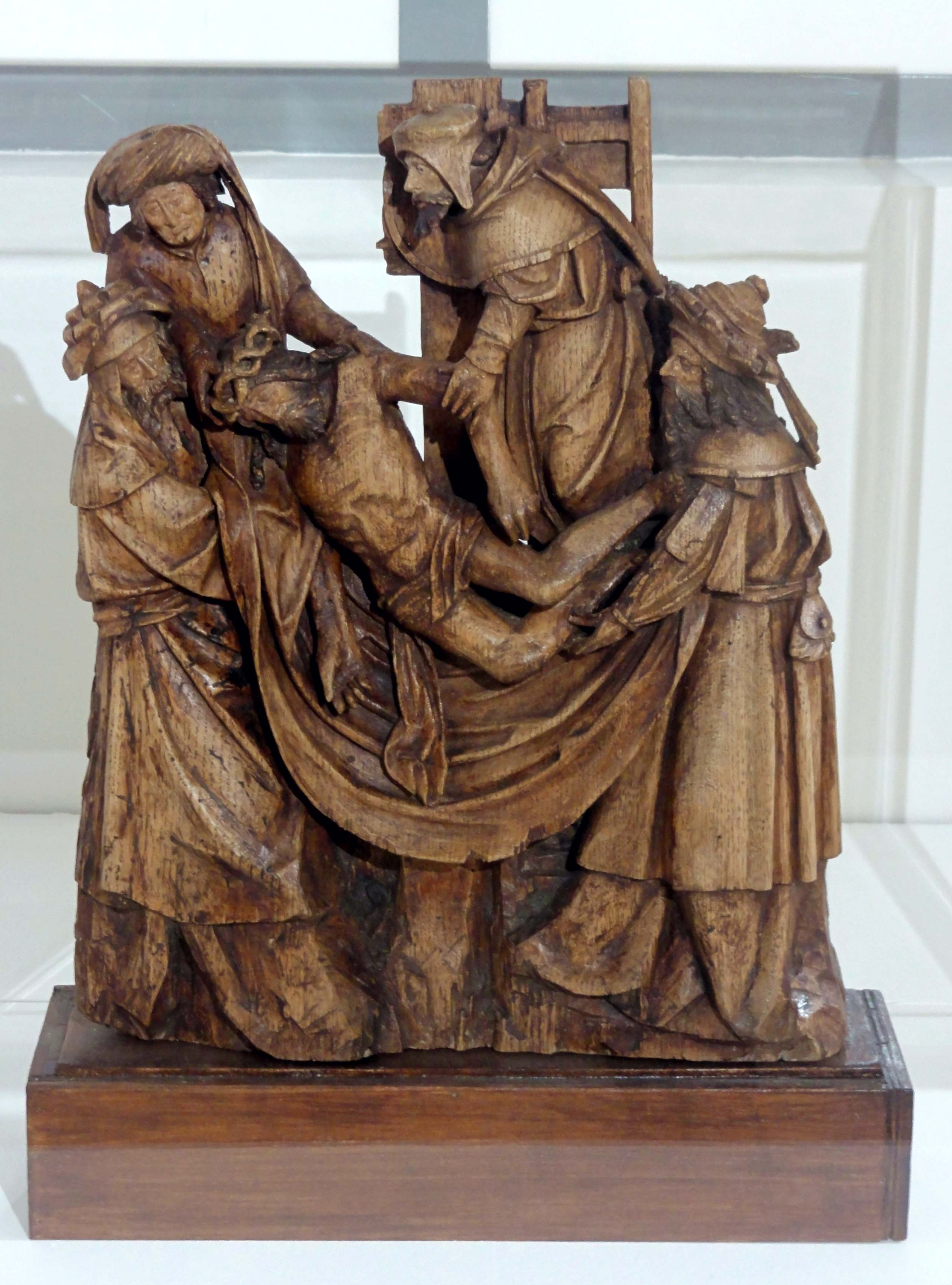
Descente de croix (2).

### Stalles

#### Présentation

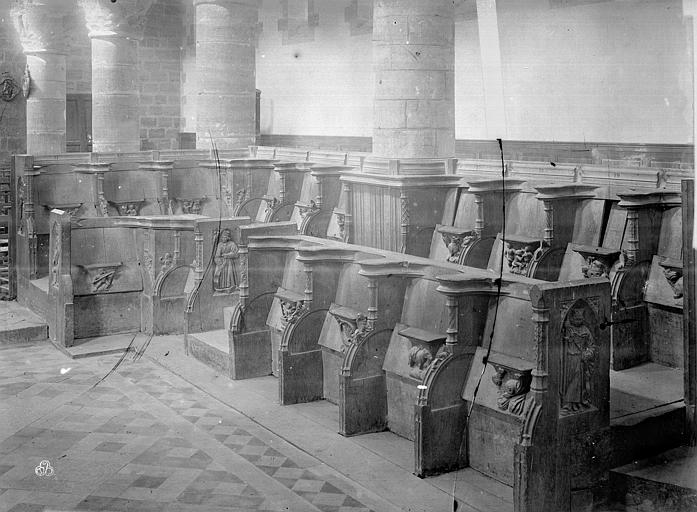
Disposition des stalles avant-guerre ; vue vers le nord-ouest.

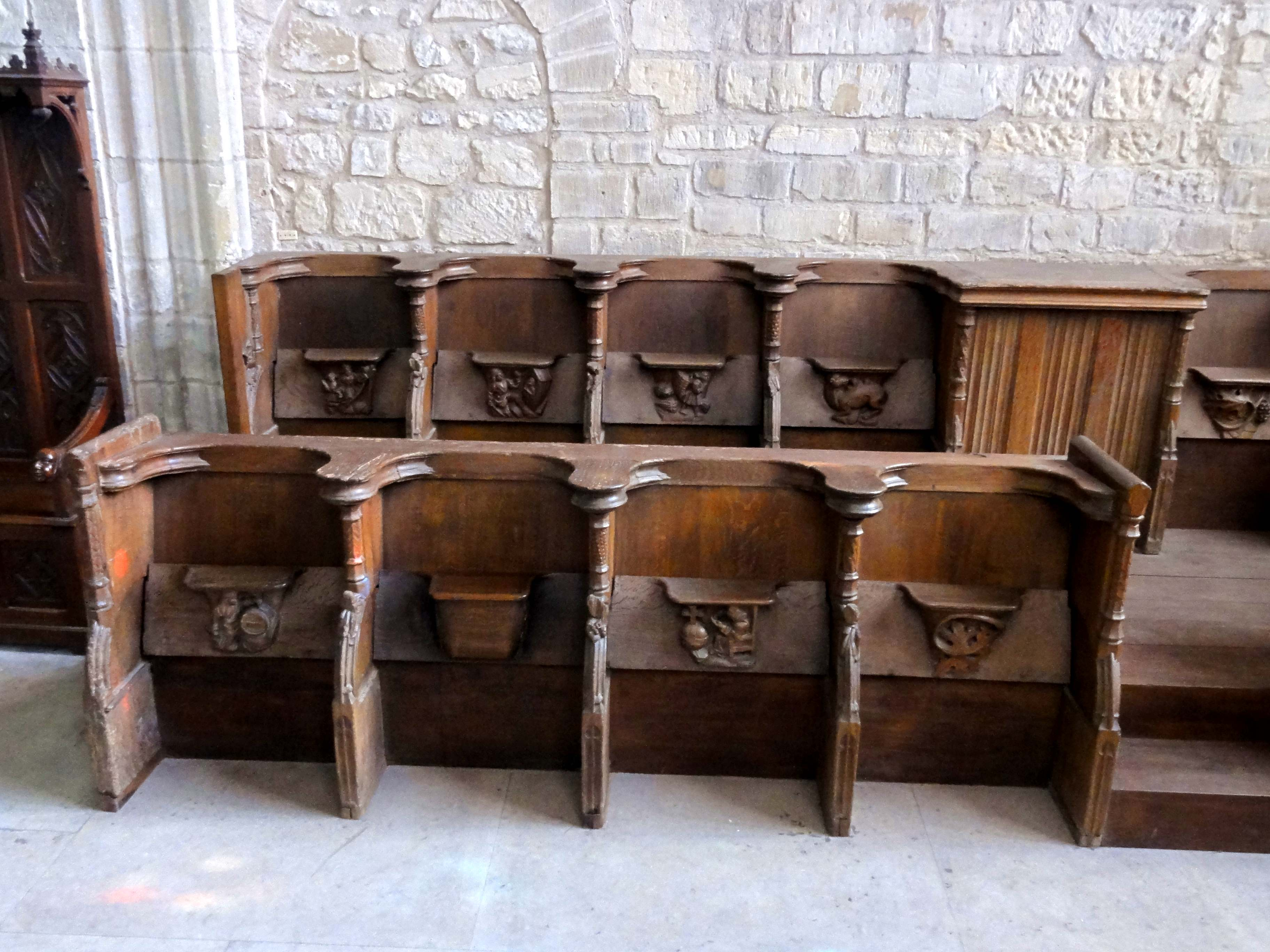
Stalles, côté nord.

Les trente-deux stalles en bois de chêne ciré de la fin du XVe siècle correspondaient sans doute approximativement au nombre de moines du prieuré Saint-Sulpice. Elles occupaient primitivement la quatrième et la cinquième travée de la nef, où elles étaient déjà disposées en deux rangs : six stalles basses et dix stalles hautes de chaque côté, dont une stalle basse et trois stalles hautes en retour d'équerre au début de la quatrième travée, le dos tourné vers la nef. Les stalles hautes disposées dans l'axe de la nef étant placées sous les grandes arcades vers les bas-côtés, ce rang comporte des panneaux décorés de plis de serviette qui habillent les piliers. Le premier rang de stalles était destiné aux novices, et le deuxième rang, posé sur un piédestal, était réservé aux moines prêtres. Ces stalles ont rescapé aux bombardements de 1944. Elles ont ensuite été déposées et entreposées dans les ateliers municipaux, en attendant la fin de la restauration de l'église. Vers 1963, en plein concile Vatican II, elles ont été remontées dans le chœur. En effet, la célébration de l'Eucharistie « face au peuple » étant déjà occasionnellement pratiquée depuis le milieu des années 1950, et la réforme liturgique se dessinant à l'horizon, l'on installe d'emblée l'autel dans la croisée du transept, et l'on ne remet plus en place l'ancien autel de célébration au fond du chœur.
De style gothique flamboyant, et de la même époque que la clôture du carré du transept, les stalles ont aussi été confectionnées par les mêmes artisans. Elles sont traitées avec grand soin, mais l'on peut déceler le coup de ciseau de deux huchiers de talent inégal. Les accotoirs sont moulurés, et suivent une ligne galbée en S. Vers l'avant, entre les accotoirs et les appuie-mains, les stalles sont séparées les unes des autres par des colonnettes traitées de la même façon que celles de la clôture liturgique : elles sont donc torsadées ou garnies d'écailles, et munies de bases polygonales et de chapiteaux analogues à ces dernières. La face frontale des parecloses est moulurée et sculptée de motifs ornementaux flamboyants. Les éléments les plus remarquables sont, bien entendu, les appuie-mains et les miséricordes, ainsi que les bas-reliefs de la dizaine de parecloses ou parties basses des jouées qui délimitaient des rangées. Qualifiées de « plus ou moins mutilées » par Amédée Boinet, les stalles et surtout les miséricordes sont toutefois remarquablement bien conservées eu égard leur âge. Elles n'ont pas été recouvertes d'un badigeon et peintes en faux-bois, selon une pratique fréquente lors des restaurations du XIXe siècle. Le bois a gardé son aspect naturel. L'on peut seulement déplorer que les parties hautes des jouées ont été déposées à une époque indéterminée. Certains éléments ont été récupérés pour former un fauteuil de célébrant sous la forme d'un banc avec un haut dorsal et un baldaquin,. Sans précision si ces éléments sont inclus, les stalles sont classées monument historique au titre immeuble avec l'église.

#### Bas-reliefs des jouées
Les parties basses des jouées affichent chacune un personnage sous une arcade en tiers-point, dont les écoinçons sont ornés de feuillages. Les motifs sont les suivants : un roi couronné vêtu d'un grand manteau à col rabattu, portant un sceptre brisé à la partie supérieure et accompagné d'un phylactère (peut-être le roi David) ; un homme coiffé d'un bonnet et vêtu d'une longue robe à manches larges, tenant un long phylactère trainant par terre ; un personnage semblable, portant sur sa robe un manteau à large col rabattu ; un roi couronné dans l'attitude de la marche, avec une sacoche en bandoulière sur le côté gauche, tenant un long sceptre et un livre (peut-être un Roi mage) ; saint Pierre avec une longue barbe, tenant des clés et un livre ; un porteur d'eau avec un bonnet et une longue robe serrée à la taille, portant deux seaux aux extrémités d'un bâton posé horizontalement sur une épaule et tenant de la main droite un phylactère ; personnage coiffé d'un bonnet, vêtu d'une robe à manches courtes et larges avec grand col tombant sur les épaules, la main gauche passée dans la ceinture ; personnage barbu, la tête couverte d'un bonnet, tenant de la main gauche un pan de son manteau ; un évêque, assez mutilé, tendant un phylactère ; saint Paul, avec une épée et un livre, faisant initialement face à saint Pierre.

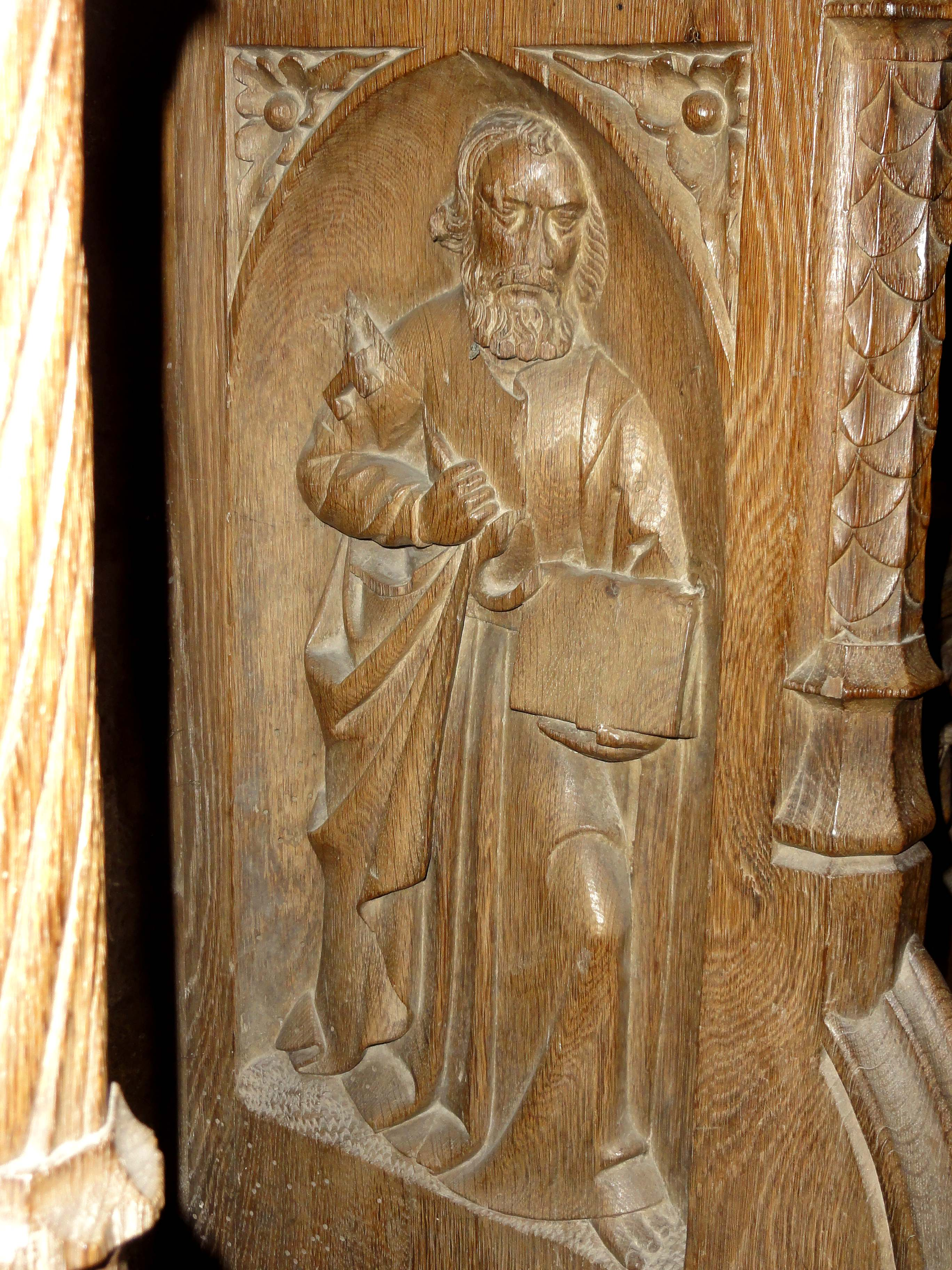
Saint Pierre.
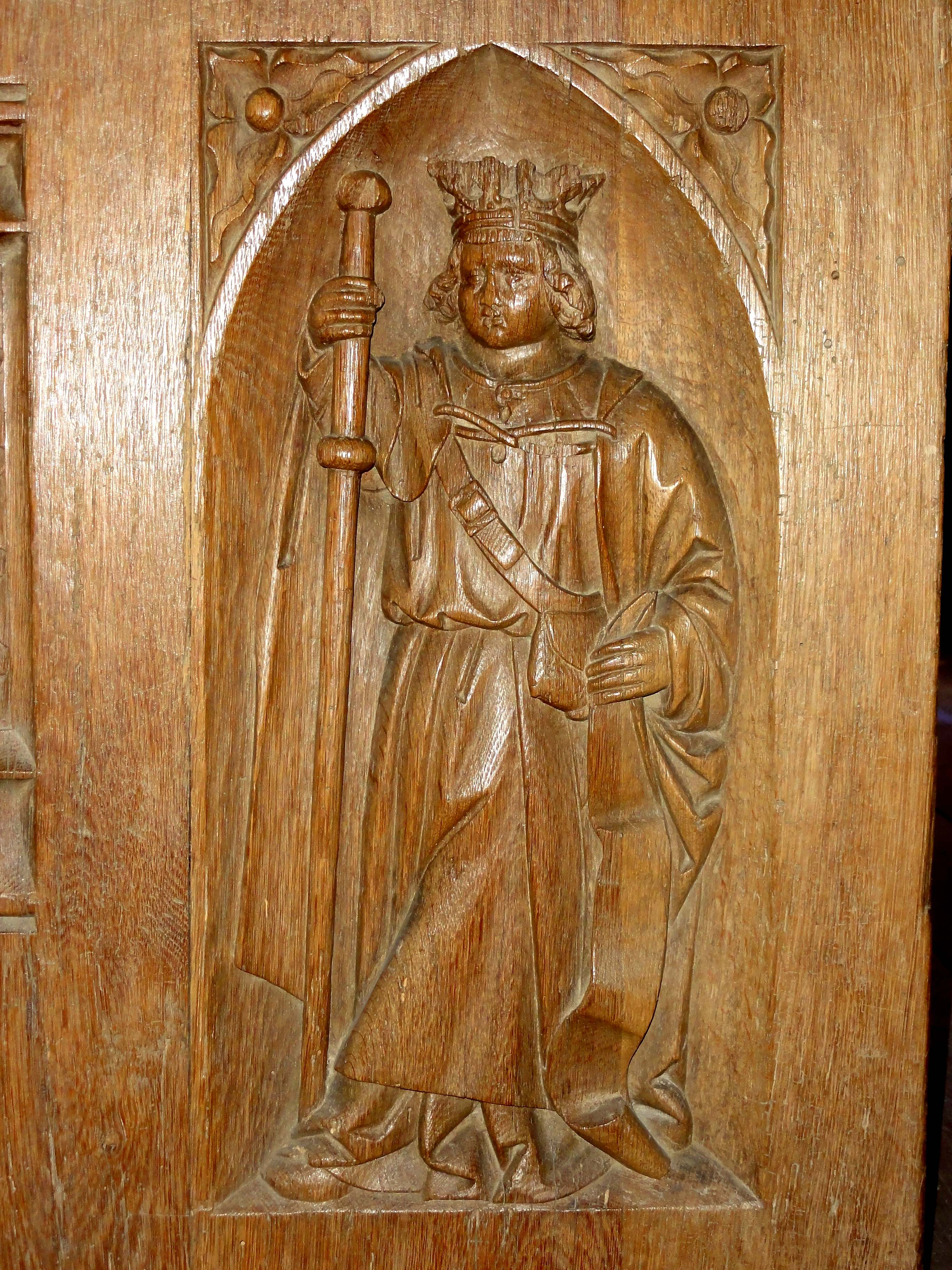
Roi Mage.
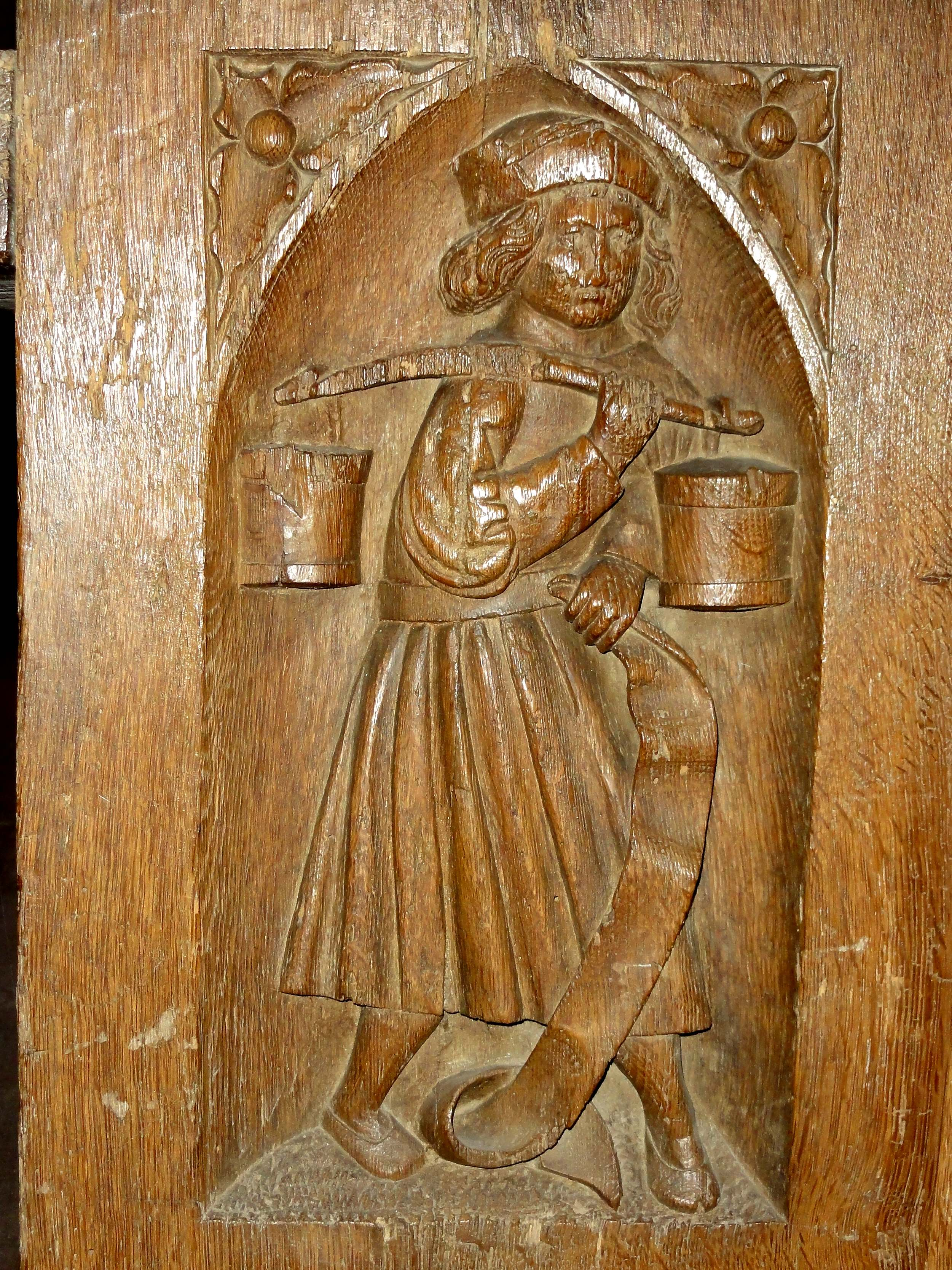
Porteur d'eau.
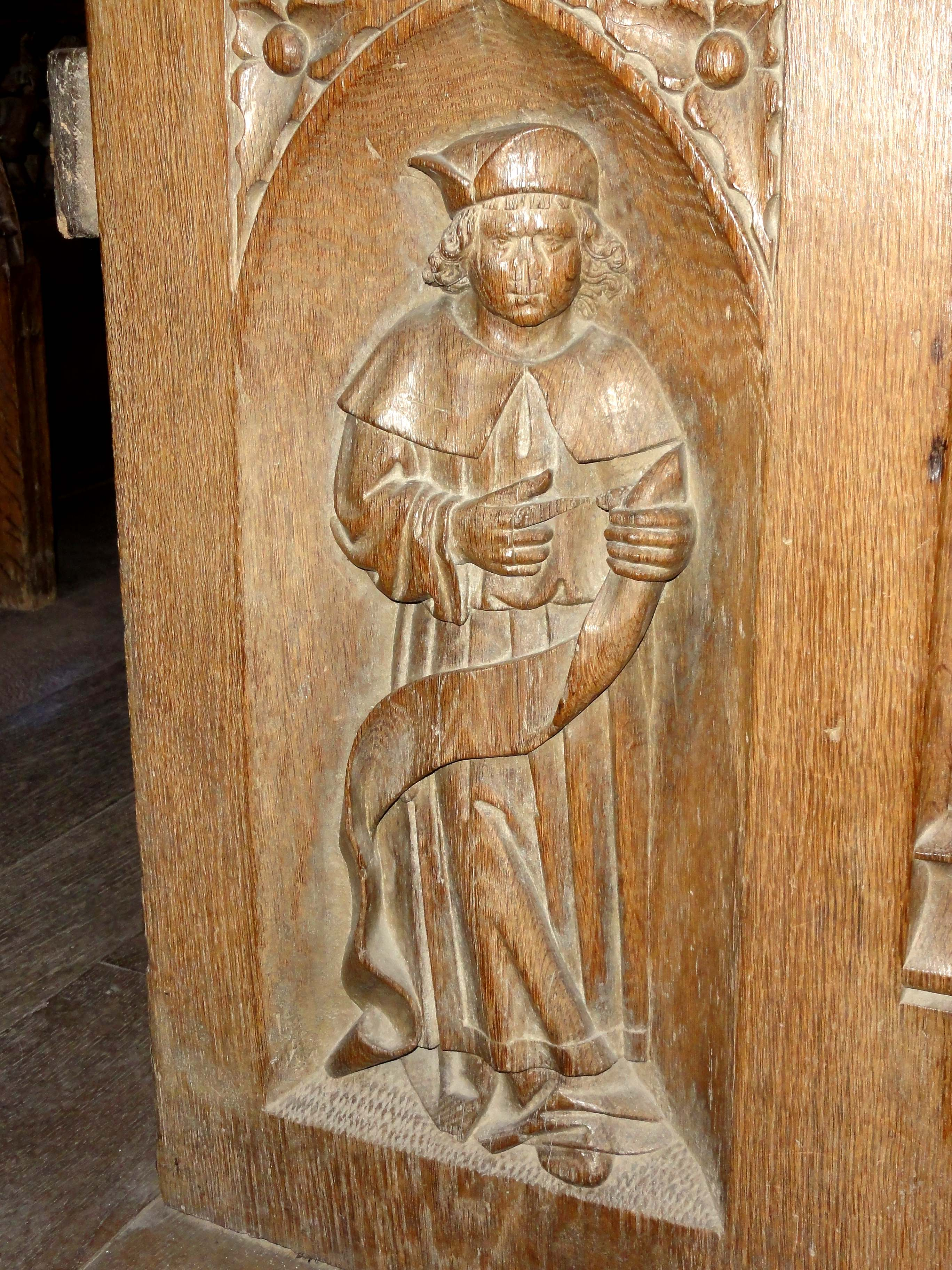
Homme au phylactère.
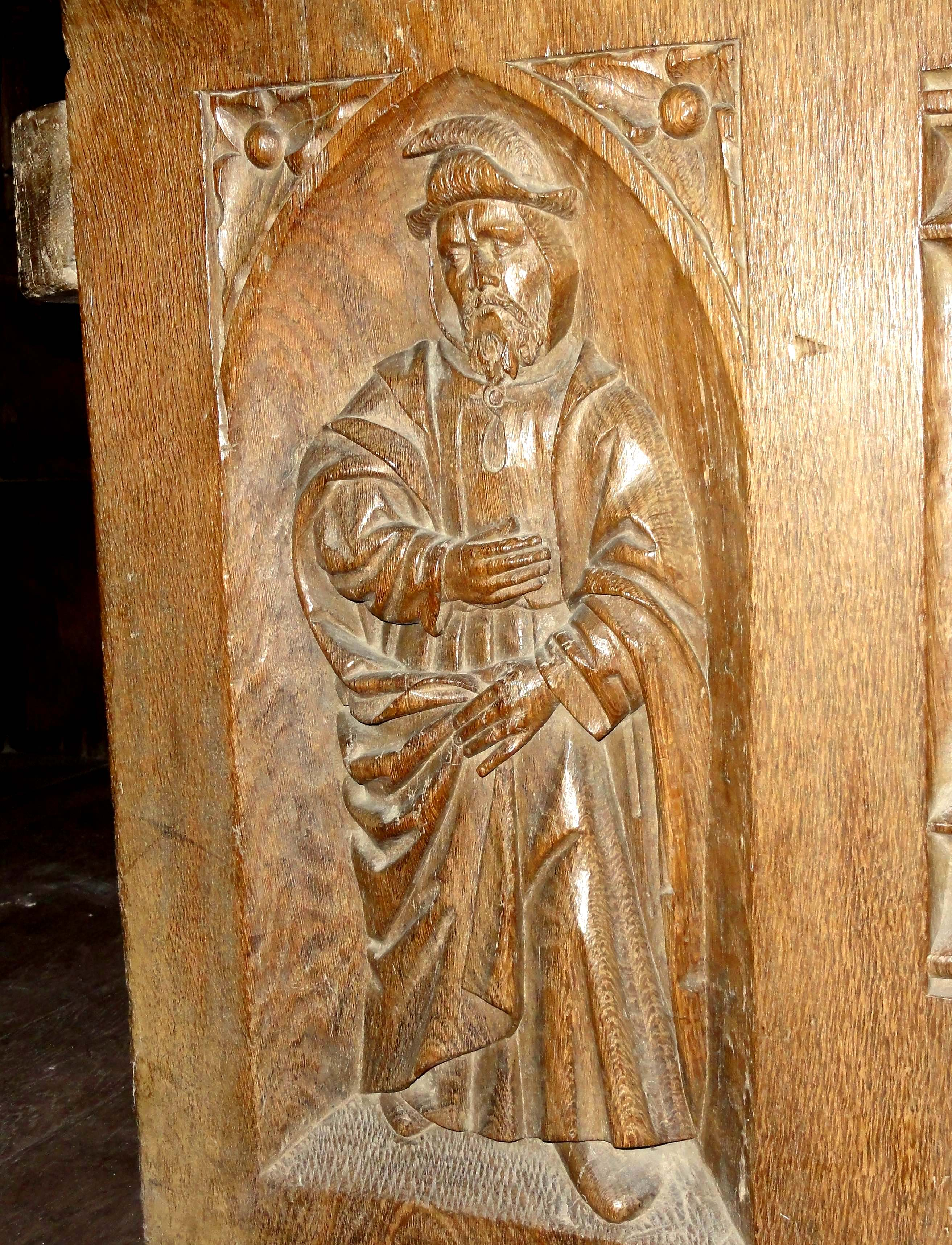
Homme barbu au bonnet.
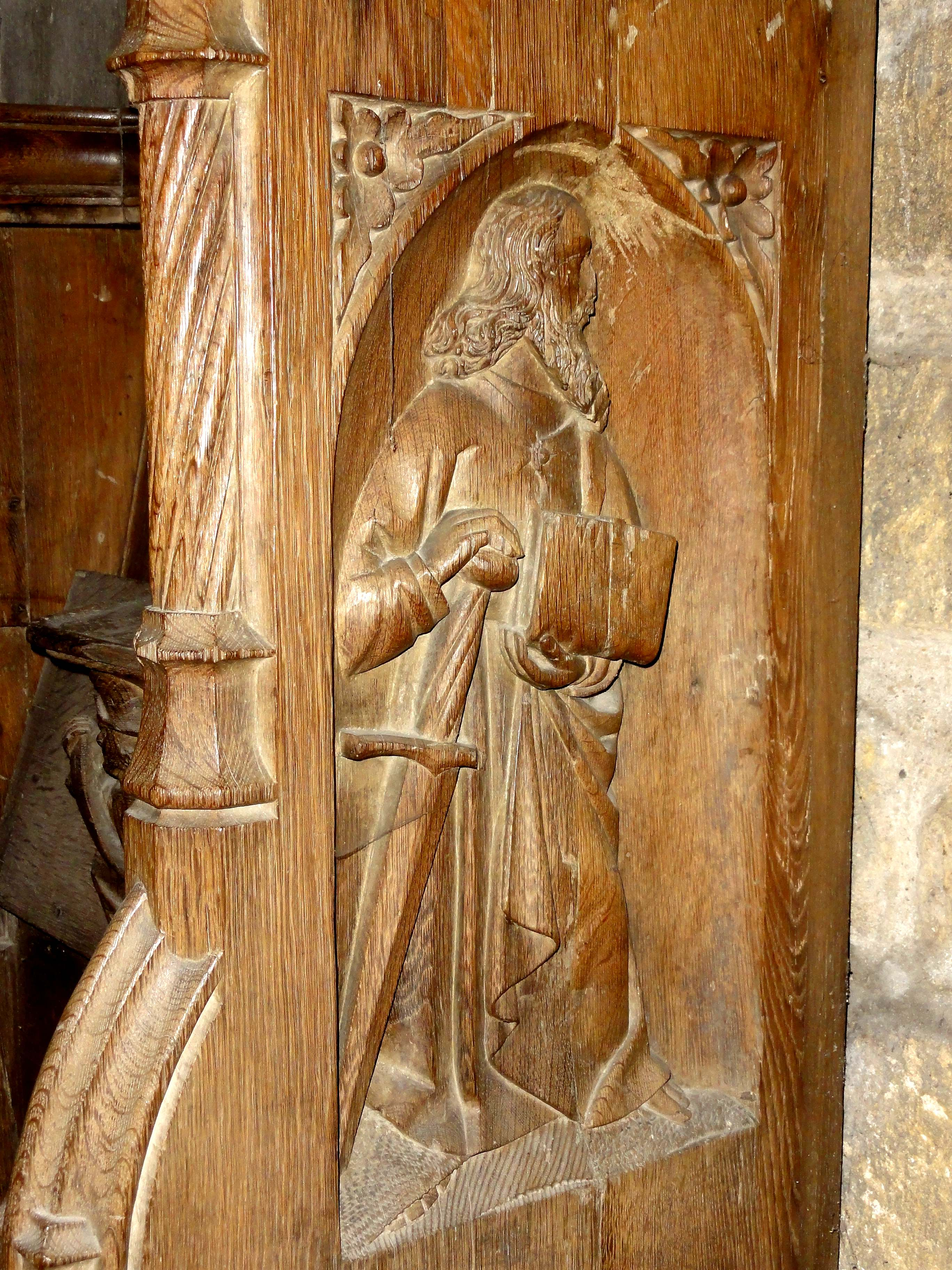
Saint Paul.

#### Miséricordes

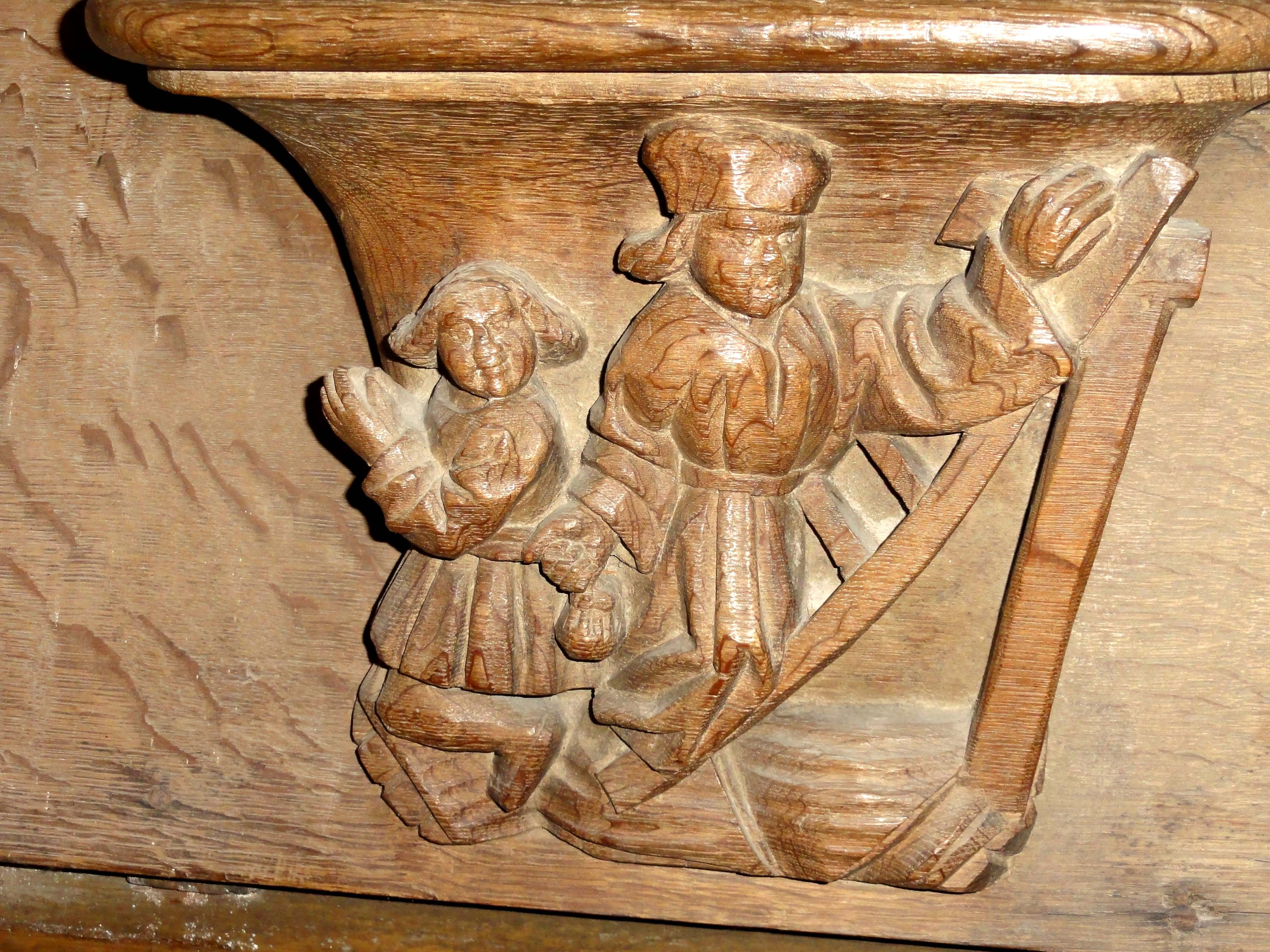
Miséricorde no 1 (2e rang, nord).

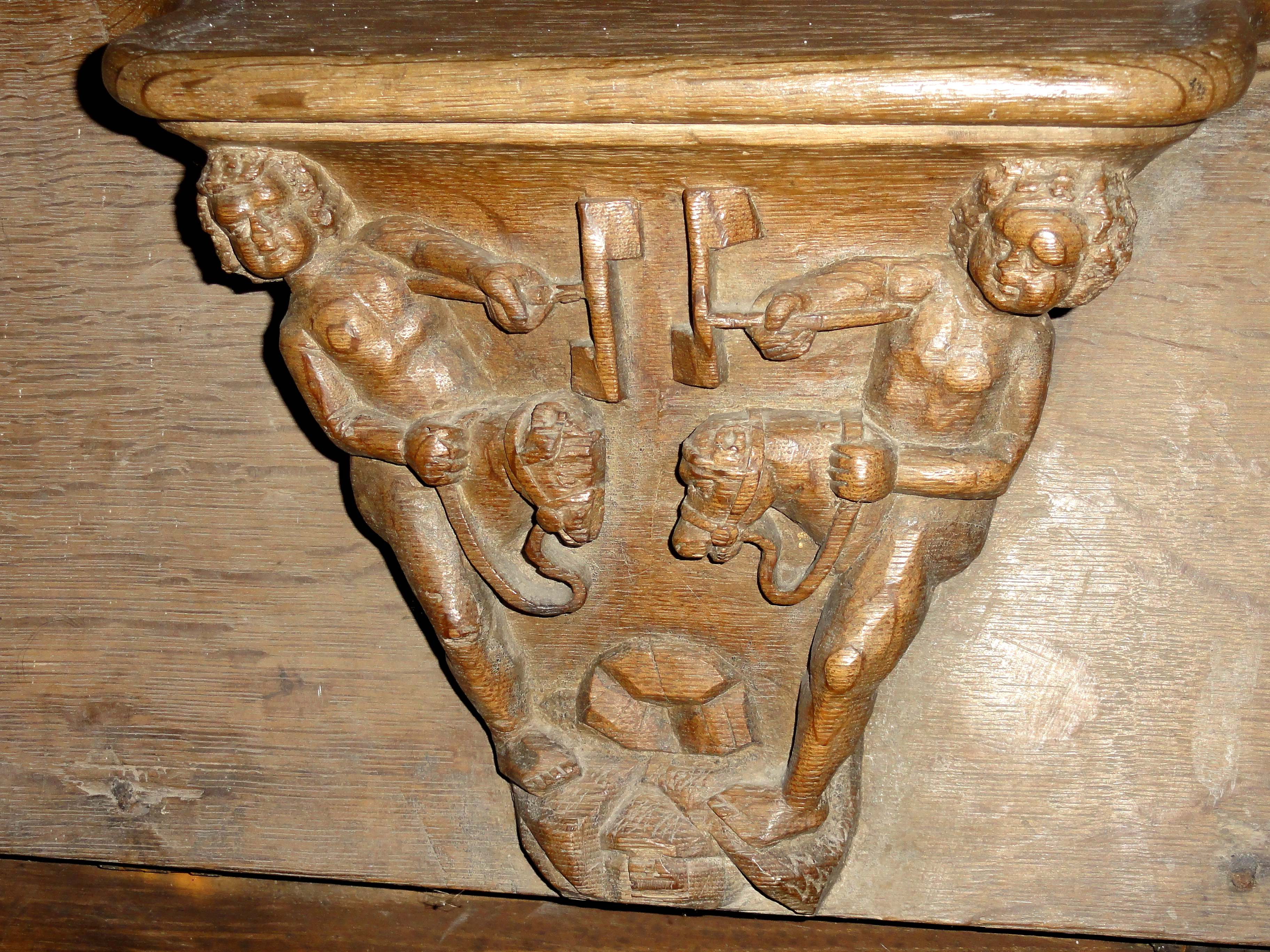
Miséricorde no 11 (2e rang, sud).

Les trente-et-une miséricordes qui subsistent (pour trente-deux stalles), sont toutes sculptées de motifs différents, que l'on peut regrouper dans trois groupes. Il y a d'abord les animaux seuls, qui n'entrent pas dans le contexte de scènes allégoriques. Les espèces réelles dominent : un coq, un lion, un âne bâté chargé d'un ballot, deux escargots, et un chameau. Une seule miséricorde est sculptée d'une chimère, qui n'a par ailleurs pas une allure effrayante. Amédée Boinet y voit du reste un veau, mais le visage est humain. Ces miséricordes sont au nombre de six. Le deuxième groupe concerne une feuille de houx et des feuilles de vigne de différentes formes, associées dans un cas à une grappe de raisin. La vigne est l'un des symboles de l'Eucharistie, et la culture de la vigne constitue longtemps la principale ressource de l'abbaye. Ce motif est récurrent sur tous les ensembles de stalles flamboyantes en Île-de-France. Ces miséricordes sont également au nombre de six. Le troisième groupe, de loin le plus important, rassemble des tâches la vie quotidienne ou les travaux des saisons, en l'occurrence un semeur avec un grand sac de grains à côté, un faucheur, un vendangeur avec une hotte sur le dos ; et les scènes allégoriques inspirées elles aussi le plus souvent de la vie quotidienne, et faisant presque toujours intervenir un ou deux humains, à l'exception d'une miséricorde représentant un diable, et d'une autre où l'on voit quatre souris ou rats. Il est parfois aléatoire de classer une miséricorde dans la première ou la deuxième sous-catégorie, car face à des représentations réalistes sans recours à des symboles, il appartient au spectateur de voir ou non un sens caché. Sur les vingt miséricordes du troisième groupe, dix-sept sont donc, souvent par précaution, classées dans la deuxième sous-catégorie. Selon Amédée Boinet, aucune miséricorde n'illustre un proverbe.
Les seize stalles potentiellement allégoriques représentent les motifs suivants. Deuxième rang, dans le sens des aiguilles d'une montre : un bourreau montant à une échelle et tire sur la corde passée autour du corps d'une deuxième personne qui semble vouloir lui résister, agenouillée et les mains jointes pour la prière (no 1, nord) ; un homme agenouillé et cachant une épée derrière lui adresse des menaces à un autre, qui apparaît, les mains jointes, à la fenêtre de sa maison (no 2, nord) ; un moine marchant d'un pas allègre, d'une façon théâtrale (no 7, nord) ; un buveur, marchant également, levant une petite chope d'une main, derrière lui un arbuste (no 8, nord) ; un homme coiffé d'un bonnet tendant un long phylactère, peut-être un prophète (no 10, nord) ; deux enfants nus, les cheveux frisés, à cheval sur un cheval bâton, brandissant d'une main un outil restant à identifier (no 11, sud) ; un homme nu marchant rapidement, tenant dans sa main droite une poule (no 12, sud) ; un homme nu, presque agenouillé, pointant du doigt la tête d'un homme en costume bourgeois qui lui tourne le dos et est en train de s'éloigner (no 13, sud) ; un noble homme agenouillé, l'épée au côté, coiffé d'un chapeau à plume et touchant une fleur de sa main droite, peut-être un chevalier galant faisant des avances à une femme (no 15, sud) ; un homme tenant un petit sac, probablement une bourse, agenouillé d'une jambe devant une femme assise qui tient un deuxième sac devant son ventre, et trinque avec une chope (no 16, sud) ; le jeu de Colin-maillard, avec une personne nue, les yeux bandés, assise sur un tabouret et tenant un bâton, et deux femmes nues qui courent autour (no 18, sud) ; trois souris ou rats ayant passablement rongé un globe terrestre ou un orbe : l'une disparaît à l'intérieur, une autre en ressort. — Premier rang, dans le sens des aiguilles d'une montre : un homme s'apprêtant à remplir un tonneau moyennant un entonnoir et un broc, peut-être un fraudeur (no 21, nord) ; un moine encapuchonné installé confortablement dans un fauteuil et raisonnant devant un orbe ou globe terrestre à force de gestes par les mains (no 23, nord) ; un paysan tenant un long bâton dont l'extrémité supérieure s'est brisée, peut-être un fléau dont la lanière de cuire manque (no 27, nord) ; un diable ailé aux pieds crochus tenant une fourche, et tournant le dos à un calvaire composée d'une simple croix sur un soubassement (no 29, sud). La miséricorde disparue aurait représenté la luxure, et aurait été enlevée par un vicaire de Mantes desservant Gassicourt vers la fin des années 1880.

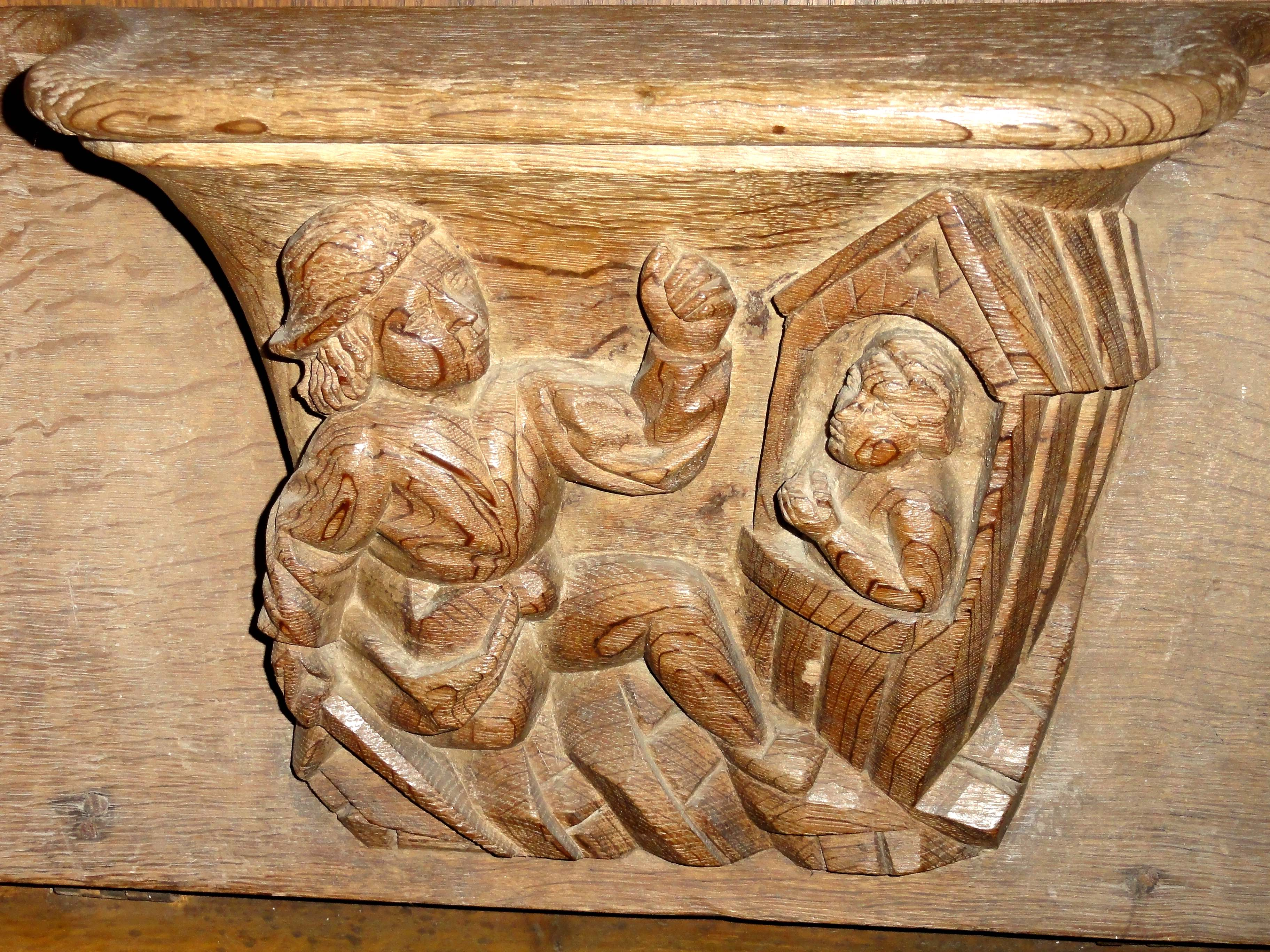
Miséricorde no 2 (nord).
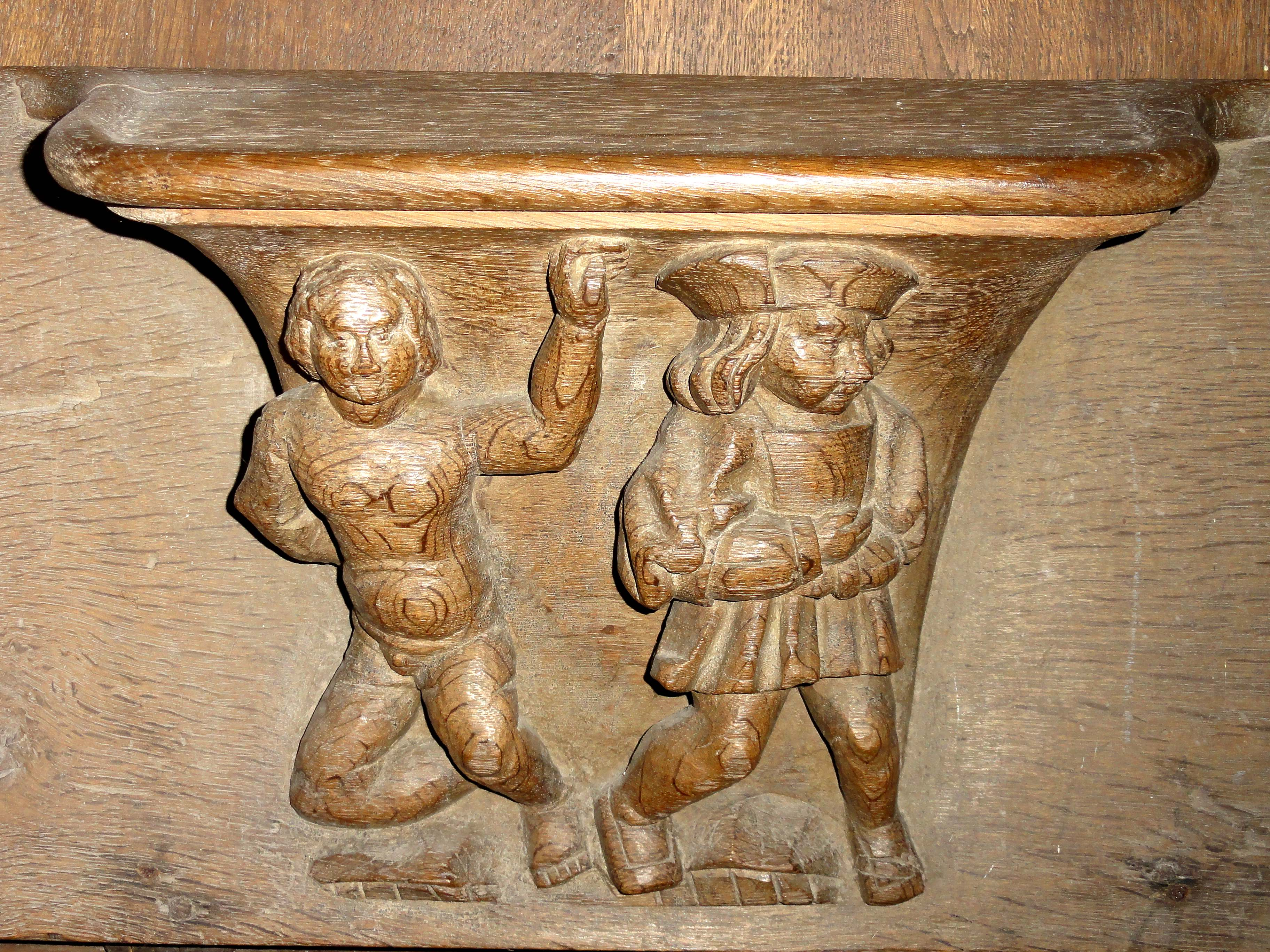
Miséricorde no 13 (sud).
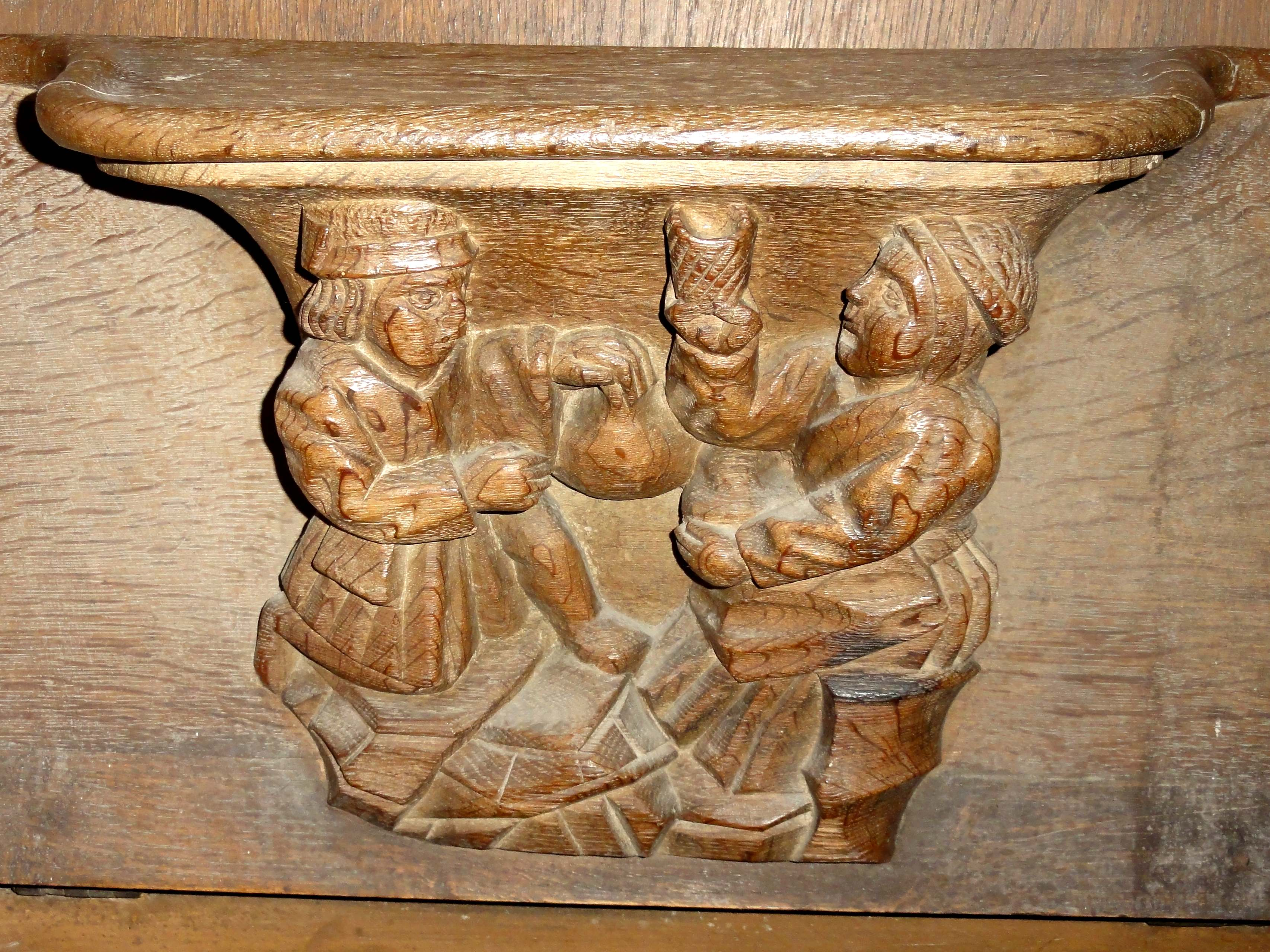
Miséricorde no 16 (sud).
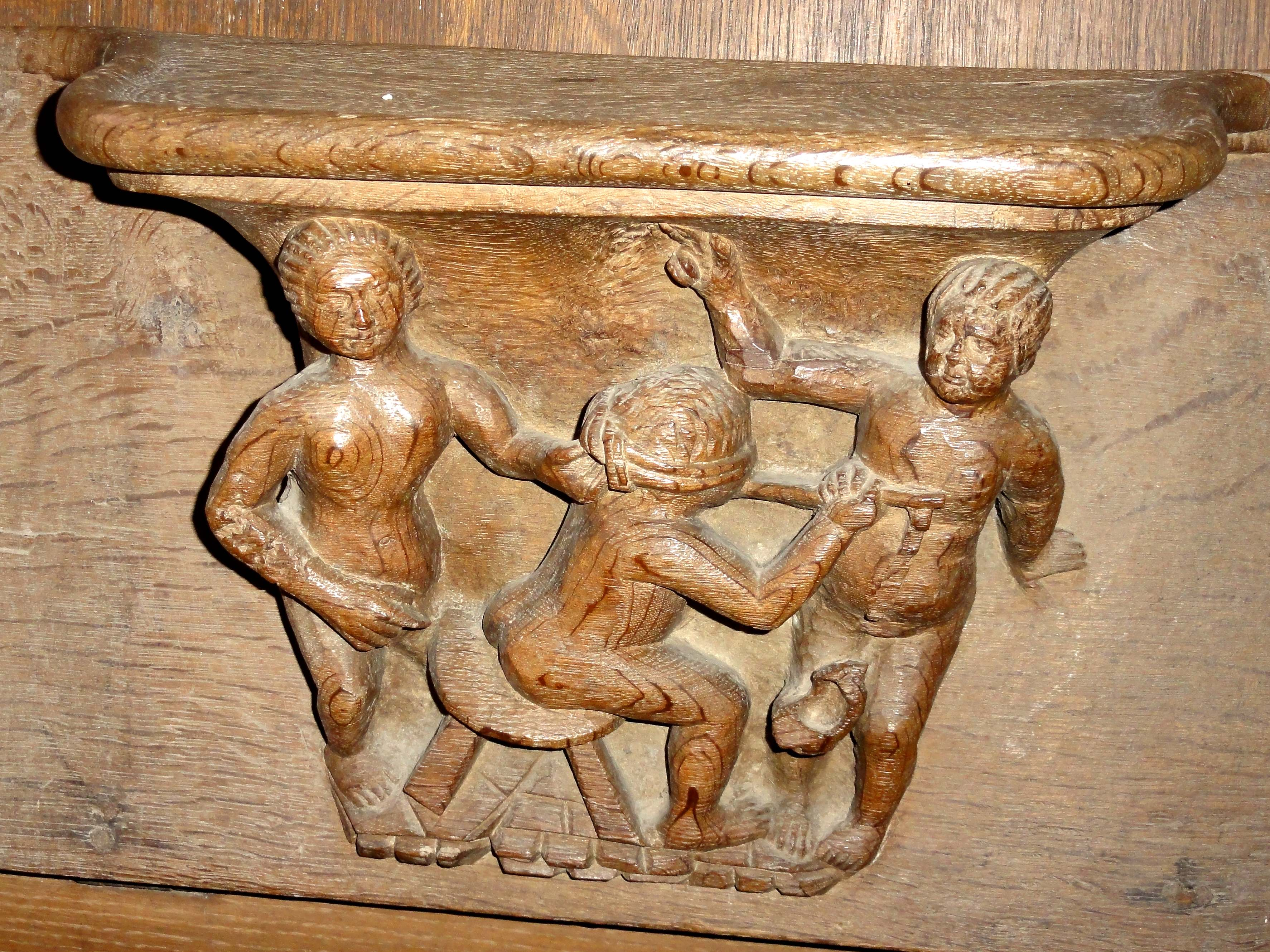
Miséricorde no 18 (sud)
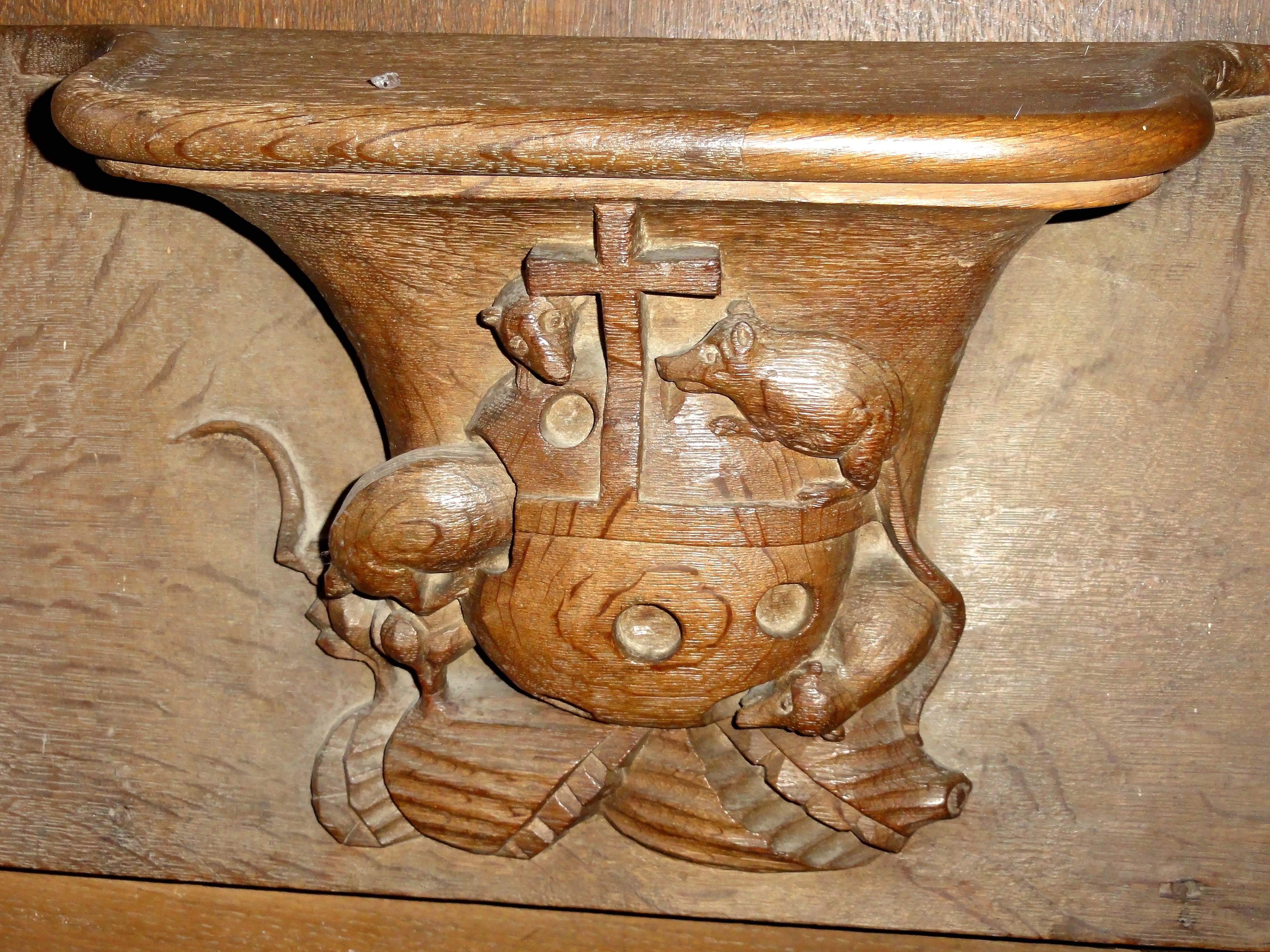
Miséricorde no 19 (sud).
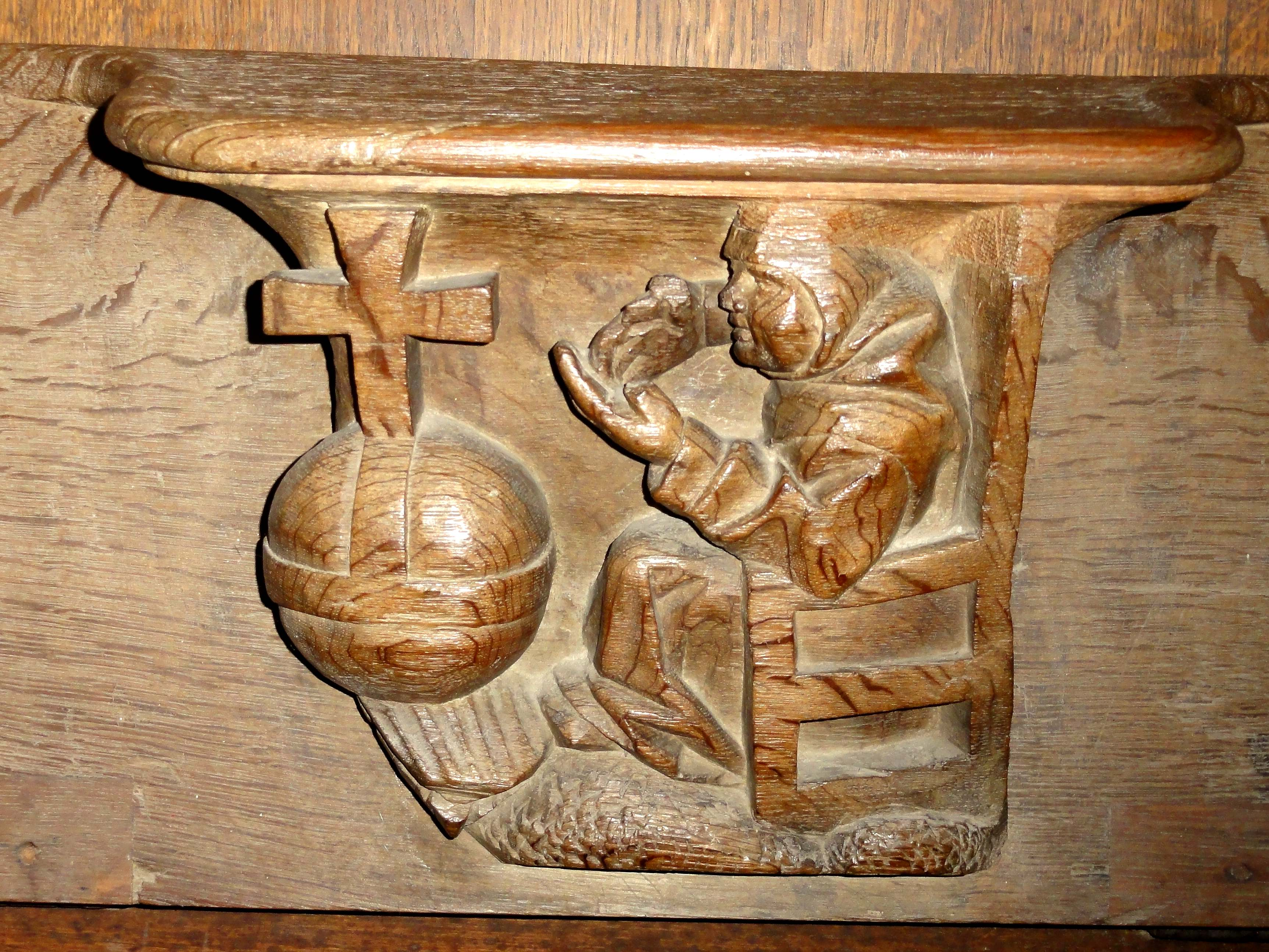
Miséricorde no 23 (nord).

#### Appuie-mains
Les appuie-mains solitaires sont au nombre de vingt. Il y a également vingt-quatre appuie-mains sculptés en bas-relief dans les parecloses ou parties basses des jouées, qui délimitent les rangées de stalles. Leur nombre important s'explique par le fait que du côté est, le premier rang de stalles comporte deux stalles individuelles. Les motifs sont les suivants : un moine chauve lisant ; un marchand de fruits ; un moine chauve avec un livre suspendu à sa ceinture ; un homme portant un tonneau sur son dos ; un homme nu avec un manteau flottant dans son dos ; un homme avec un panier ; le pélican nourrissant ses petits de sa propre chair ; une femme nue et un chien ; un dragon ailé ; un portefaix ; un homme en prière. L'on note le nombre très restreint de chimères, et l'absence d'appuie-mains illustrant un proverbe, tout comme pour les miséricordes. Par ailleurs, comme le souligne Amédée Boineau, aucun élément des stalles n'illustre directement l'histoire biblique. L'on doit toutefois admettre que les miséricordes allégoriques illustrent de manière indirecte des propos des Évangiles,.

Appuie-mains des stalles
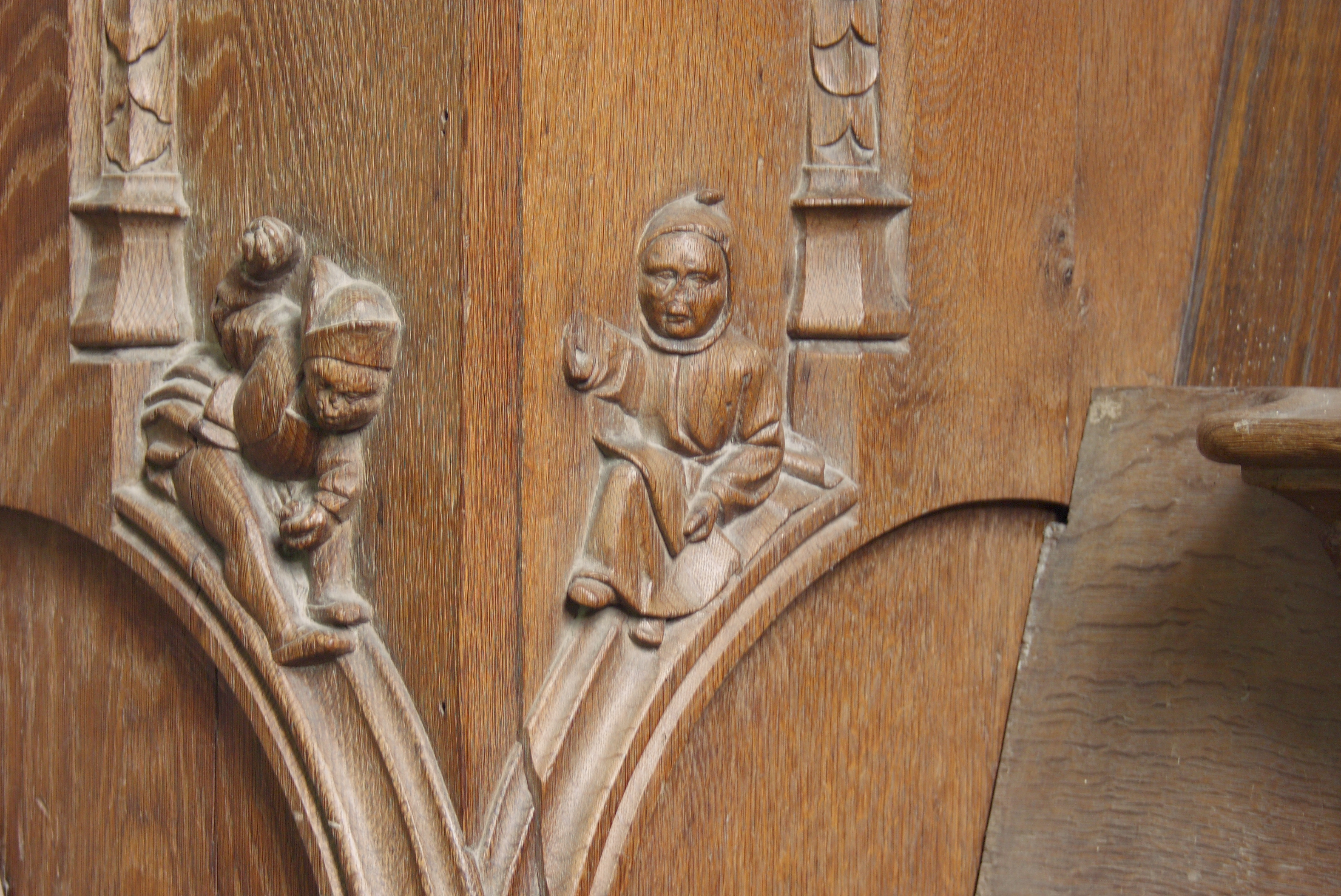
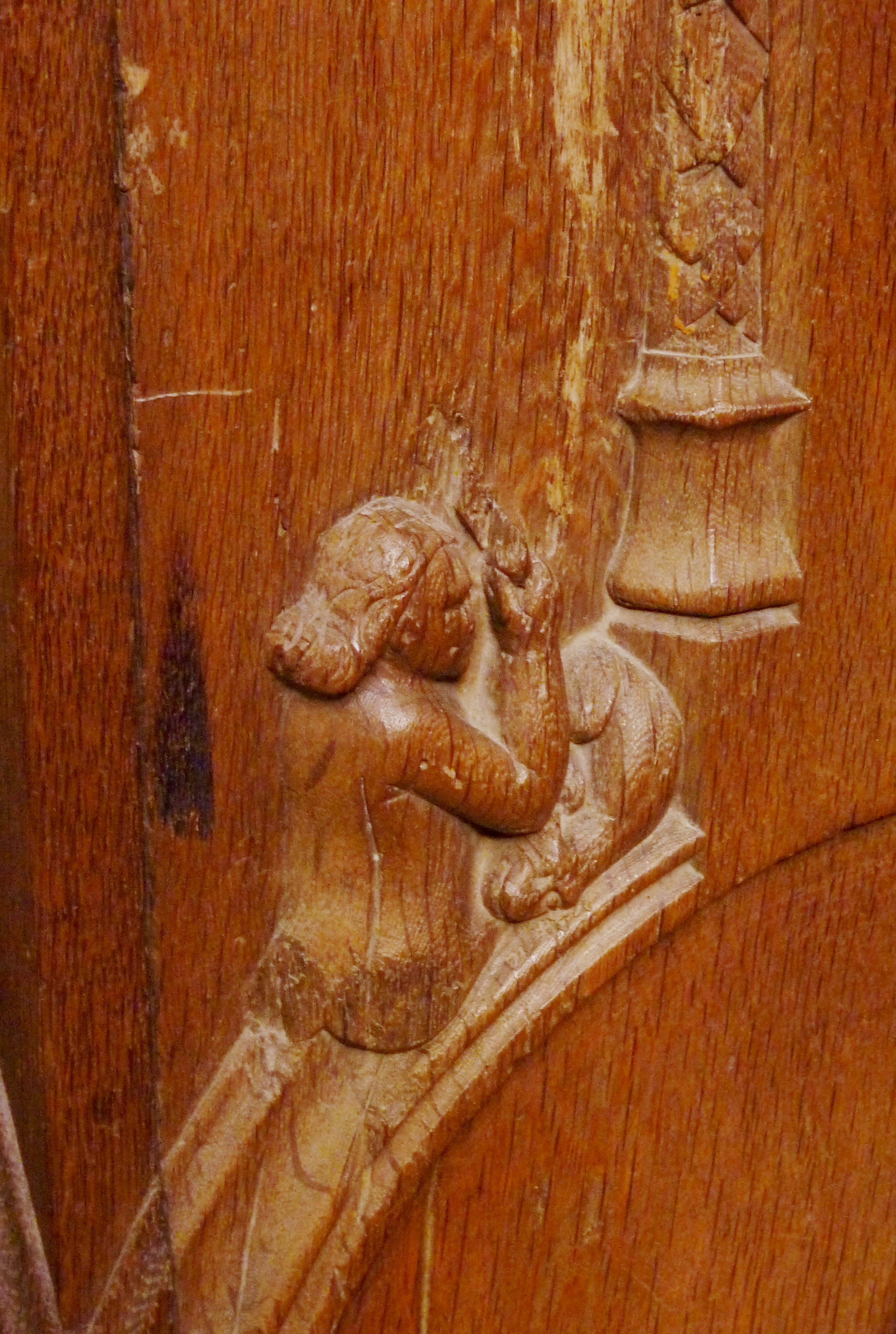
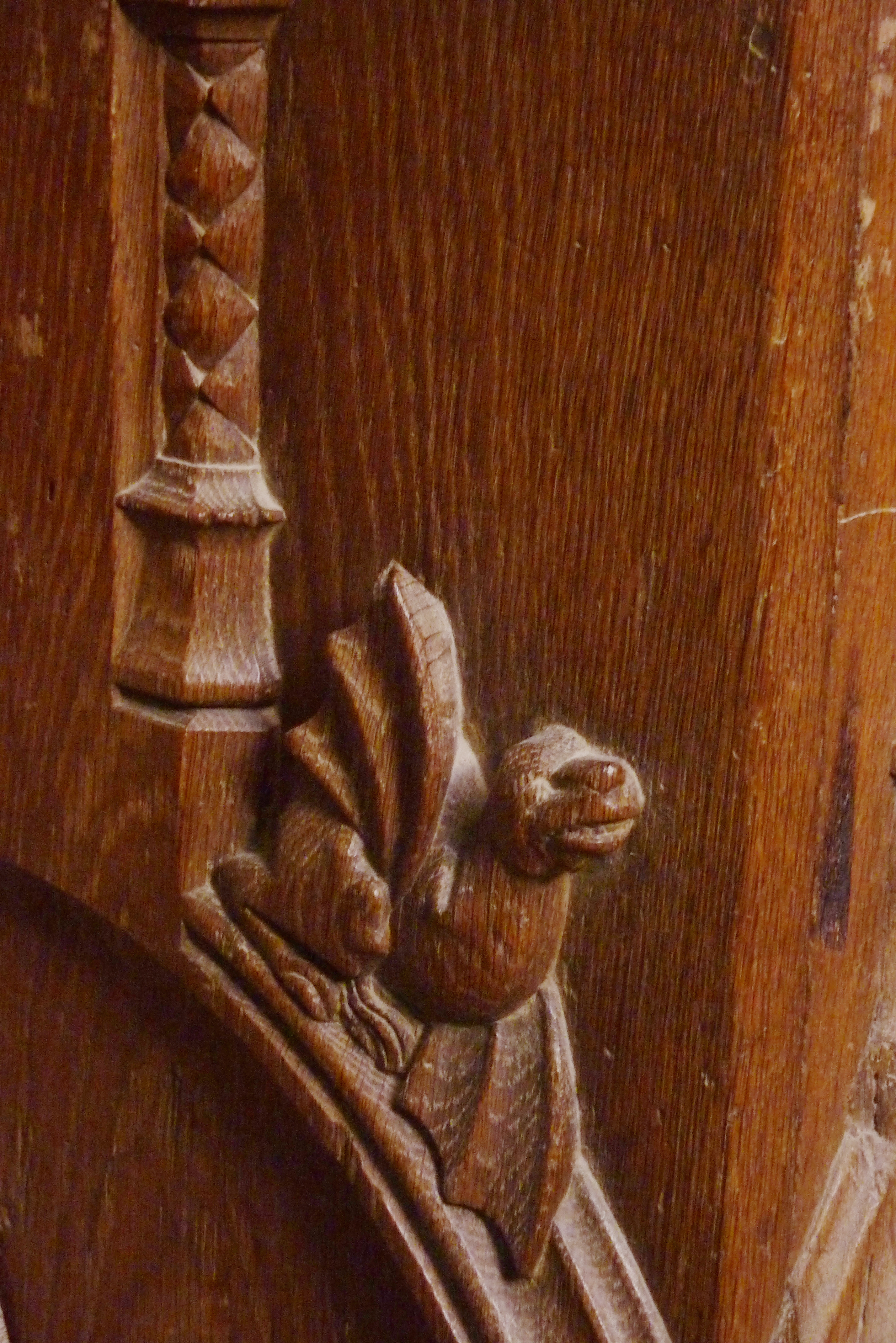
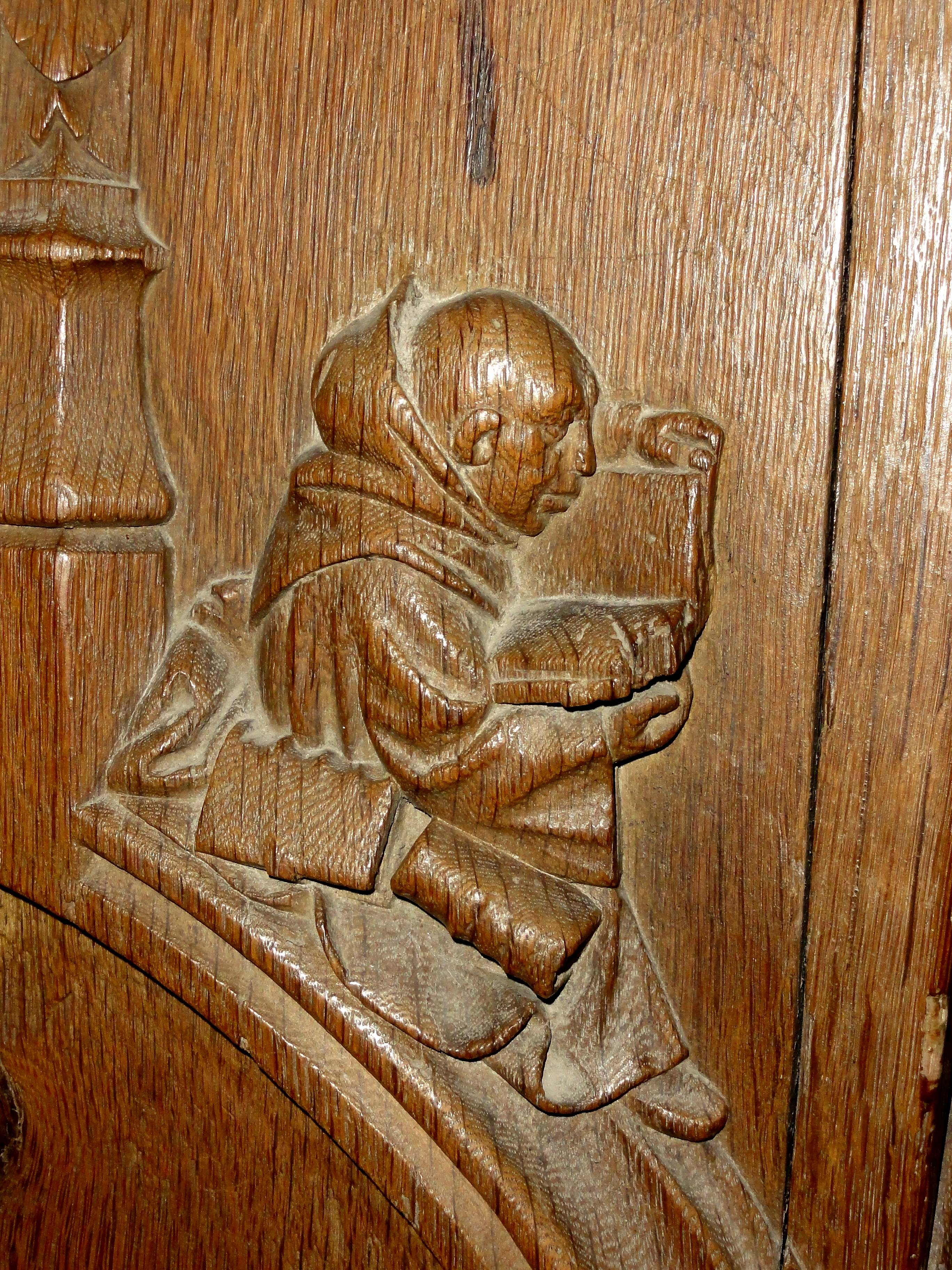
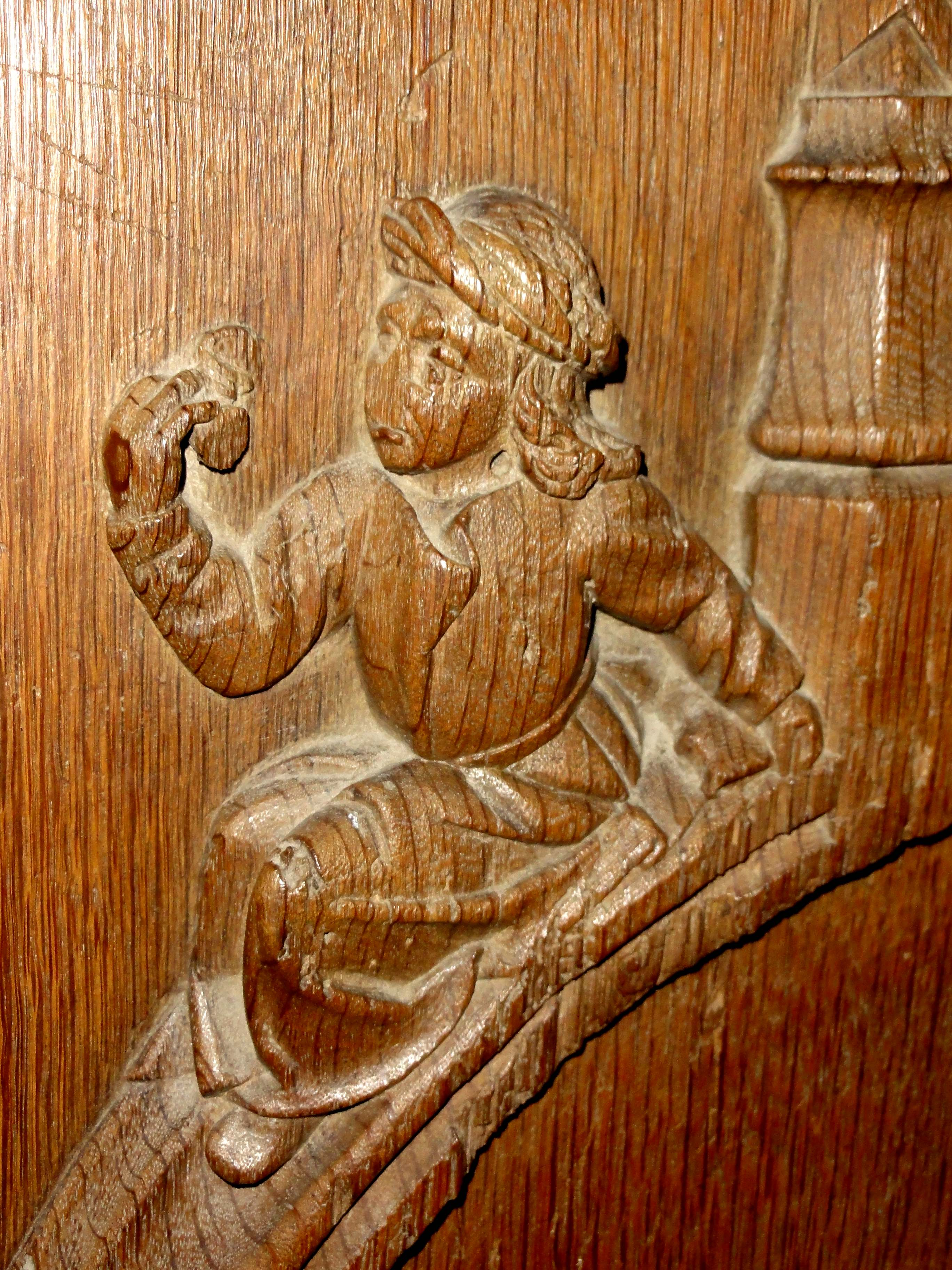

### Vitraux

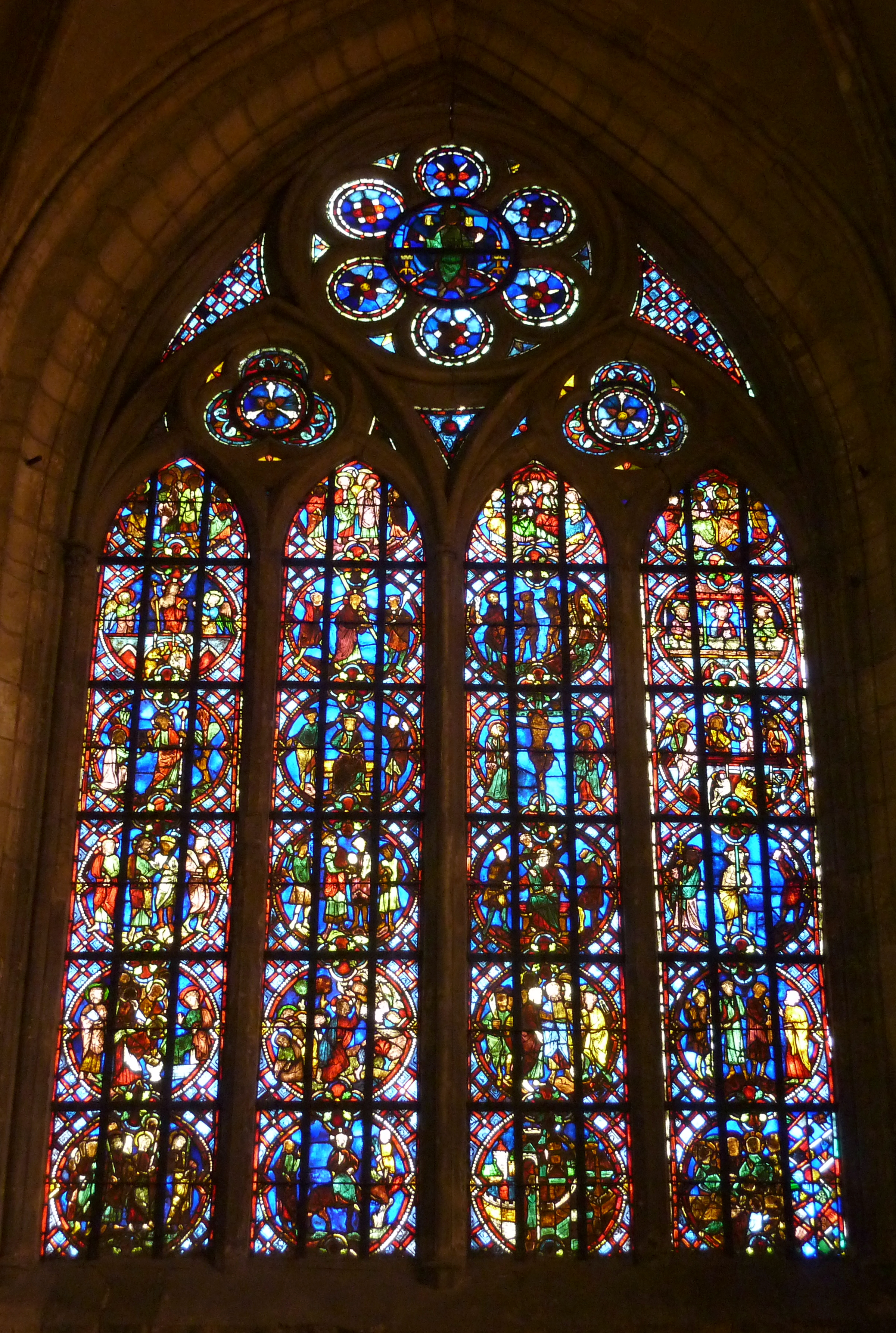
Verrière no 0 - Passion et Résurrection du Christ.

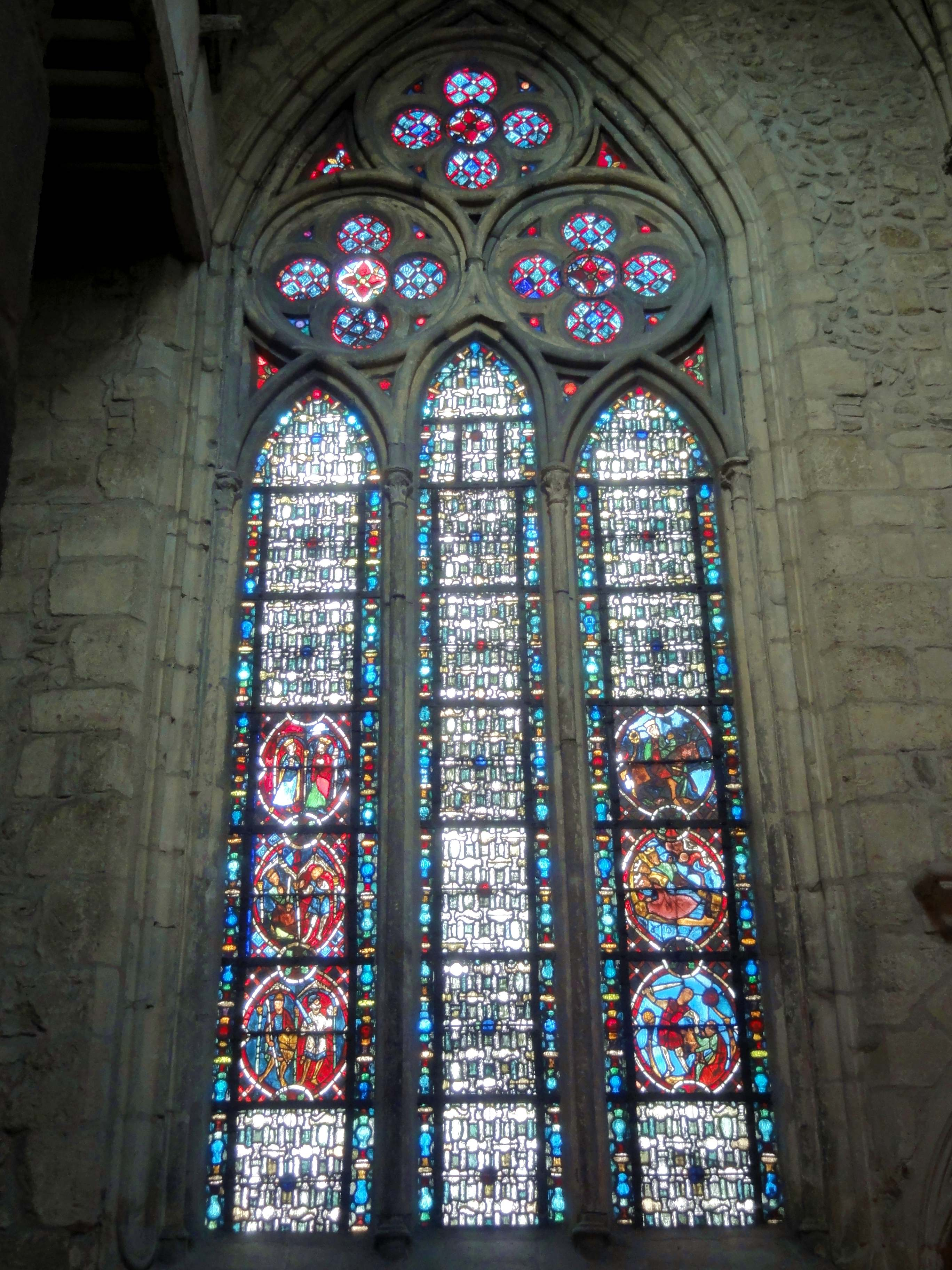
Verrière no 3, croisillon nord - Enfance du Christ.

Les cinq verrières des années 1260 / 1270 font, avec les stalles, la célébrité du lieu. Ce sont des verrières narratives composées de petits médaillons relatant chacun un épisode des Évangiles ou de la vie des saints, cas de la verrière du chevet et des verrières des croisillons, et des verrières hagiographiques représentant des effigies de saints, cas des verrières latérales du chœur. L'ensemble des vitraux du XIIIe siècle des verrières no 0 à 4 est classé au titre immeuble avec l'église (la verrière no 6 au sud du croisillon sud ne serait donc pas classée). Déposés au début de la Seconde Guerre mondiale et entreposés dans un lieu sûr, ils ont survécu aux bombardements sans subir de dégâts. Au gré des restaurations, certains médaillons ont toutefois changé de place, et la plupart des médaillons de la verrière orientale du croisillon nord (no 3) manquent et ont été remplacés par des grisailles. Au moins quatre médaillons sont conservés aux États-Unis
- La verrière du chevet (no 0) est dédiée à la Passion et la Résurrection de Jésus, et considérée comme le chef-d'œuvre de l'église. La verrière est à quatre lancettes, dont chacune compte six médaillons. L'ordre du récit est respecté sur les trois premiers rangs ; les deux derniers médaillons occupent également l'emplacement d'origine. La lecture se fait du bas vers le haut et de gauche à droite. Premier rang : des disciples se réunissant pour le dimanche des Rameaux, l'entrée dans Jérusalem, le Jérusalem céleste, la Cène ; deuxième rang : le lavement des pieds, l'Agonie au jardin Gethsémani, l'arrestation de Jésus, le salaire de Judas ; troisième rang : la marche vers le palais de Pilate, Pilate se lavant les mains, le Christ aux outrages, la flagellation du Christ ; quatrième rang : l'apparition à Marie-Madeleine, le couronnement d'épines, la Crucifixion, les Saintes Femmes au tombeau ; cinquième rang : la Résurrection, le Portement de croix, Jésus aux enfers, les disciples d'Emmaüs ; sixième rang : l'Ascension, l'élection de Matthias, la Pentecôte, le concile de Jérusalem. Les motifs des deux trilobes et des écoinçons du tympan sont purement ornementaux. L'hexalobe au sommet arbore le Christ en gloire[45].
- La verrière au nord du chœur (no 1) est hagiographique, et mesure 5,40 m de hauteur. Elle représente, sous des arcatures trilobées et dans un encadrement de fleurs de lys encadrant avec des tours de Castille, les effigies de saint Jean-Baptiste (en haut à gauche), saint Jean l'Évangéliste (en haut à droite), saint Nicolas (en bas à gauche) et saint Sulpice le Pieux, patron du prieuré (en bas à droite). Les saints sont facilement identifiables par la légende en bas de chaque panneau, et grâce à leurs attributs[46].
- La verrière au sud du chœur (no 2) est des mêmes dimensions et de la même facture que la précédente. Elle représente les effigies de saint Pierre (en haut à gauche), saint Paul (en haut à droite), saint Éloi (en bas à gauche) et saint Hugues, évêque de Grenoble. Ce dernier choix surprend : l'on s'attendrait plutôt à saint Hugues de Cluny, abbé de Cluny à l'époque de la fondation du prieuré Saint-Sulpice de Gassicourt[44].
- La verrière orientale du croisillon nord (no 3) est une verrière narrative à trois lancettes. Chacune des lancettes comportait initialement au moins sept médaillons (soit un de plus qu'au chevet) ; la lancette médiane en comportait peut-être huit. Seulement six lancettes sont conservées sur place. Elles occupent le deuxième, le troisième et le quatrième rang de la première et de la troisième lancette. Le sujet fédérateur est l'enfance du Christ. Les sujets sont deux Rois mages, Hérode et un soldat, et deux bourraux, à gauche ; et le voyage d'un mage, le sommeil des mages, et le massacre des Innocents. Si les médaillons manquants ont été remplacés par des grisailles modernes, les bordures des lancettes et les motifs ornementaux des trois quadrilobes du tympan semblent bien dater d'origine[44].
- La verrière orientale du croisillon sud (no 4) est également une verrière narrative à quatre lancettes. Elle est dédiée aux martyrs de trois diacres des débuts de la Chrétienté, saint Vincent, saint Étienne et saint Laurent, et connue comme le vitrail des trois diacres. Chaque lancette comporte sept médaillons, mais les deux premiers rangs sont purement ornementaux et paraissent modernes, car les couleurs sont plus éclatantes. Les cinq médaillons par lancette se lisent du bas vers le haut. Lancette de gauche : l'interrogatoire de saint Vincent, une séance de torture, le supplice de l'eau bouillante, le supplice du gril, l'entrée au ciel de saint Vincent ; lancette médiane : l'interrogatoire de saint Étienne, son incarcération, la visite du juge dans la prison, la lapidation de saint Étienne, et sa réception par les anges ; lancette de droite : l'interrogatoire de saint Laurent, le supplice du fouet, la crucifixion ma tête en bas, le supplice du gril, et le Christ bénissant l'âme de saint Laurent. Les trilobes au sommet représentent saint Vincent, saint Étienne et saint Laurent[47].

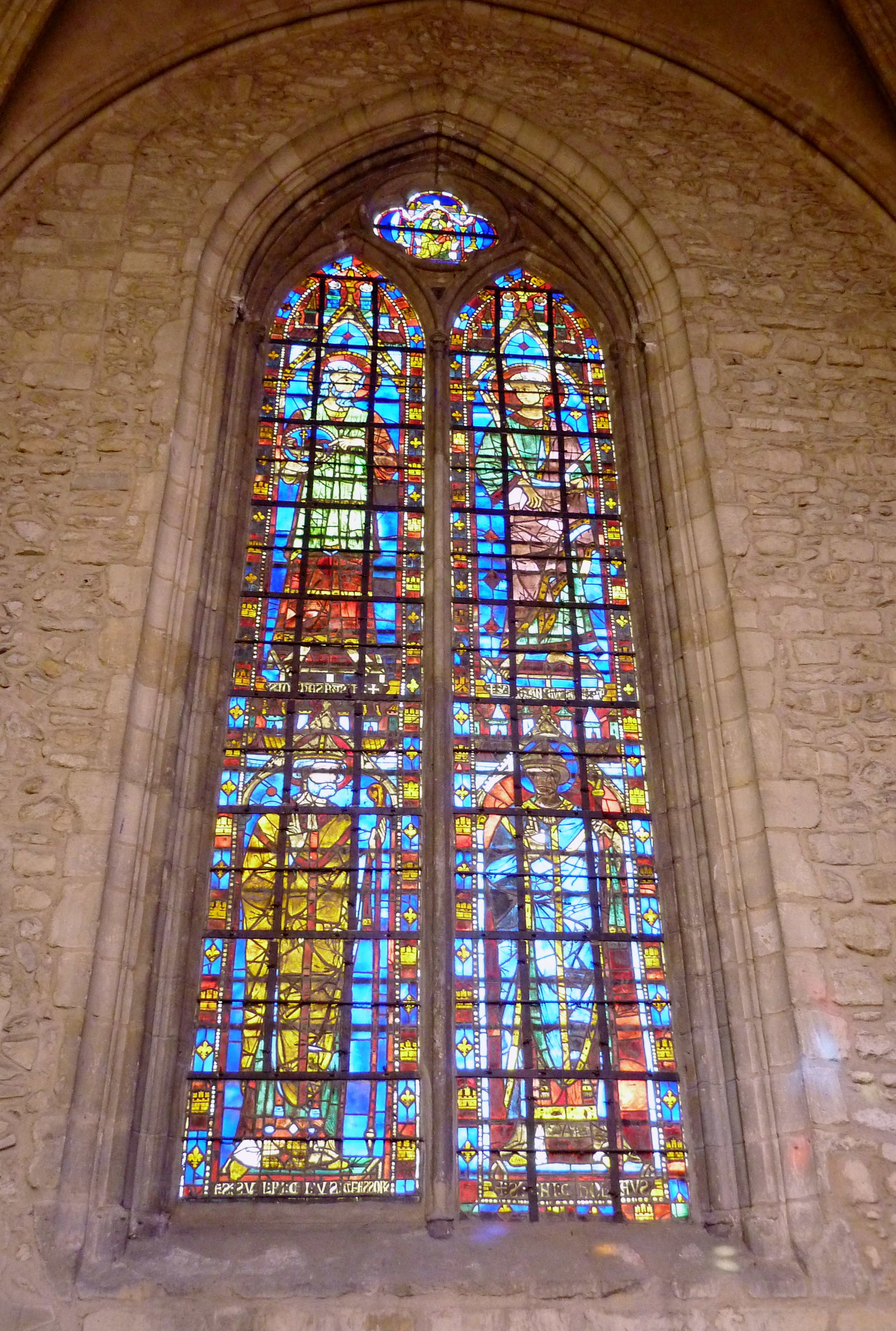
Verrière no 1, nord du chœur - quatre saints.
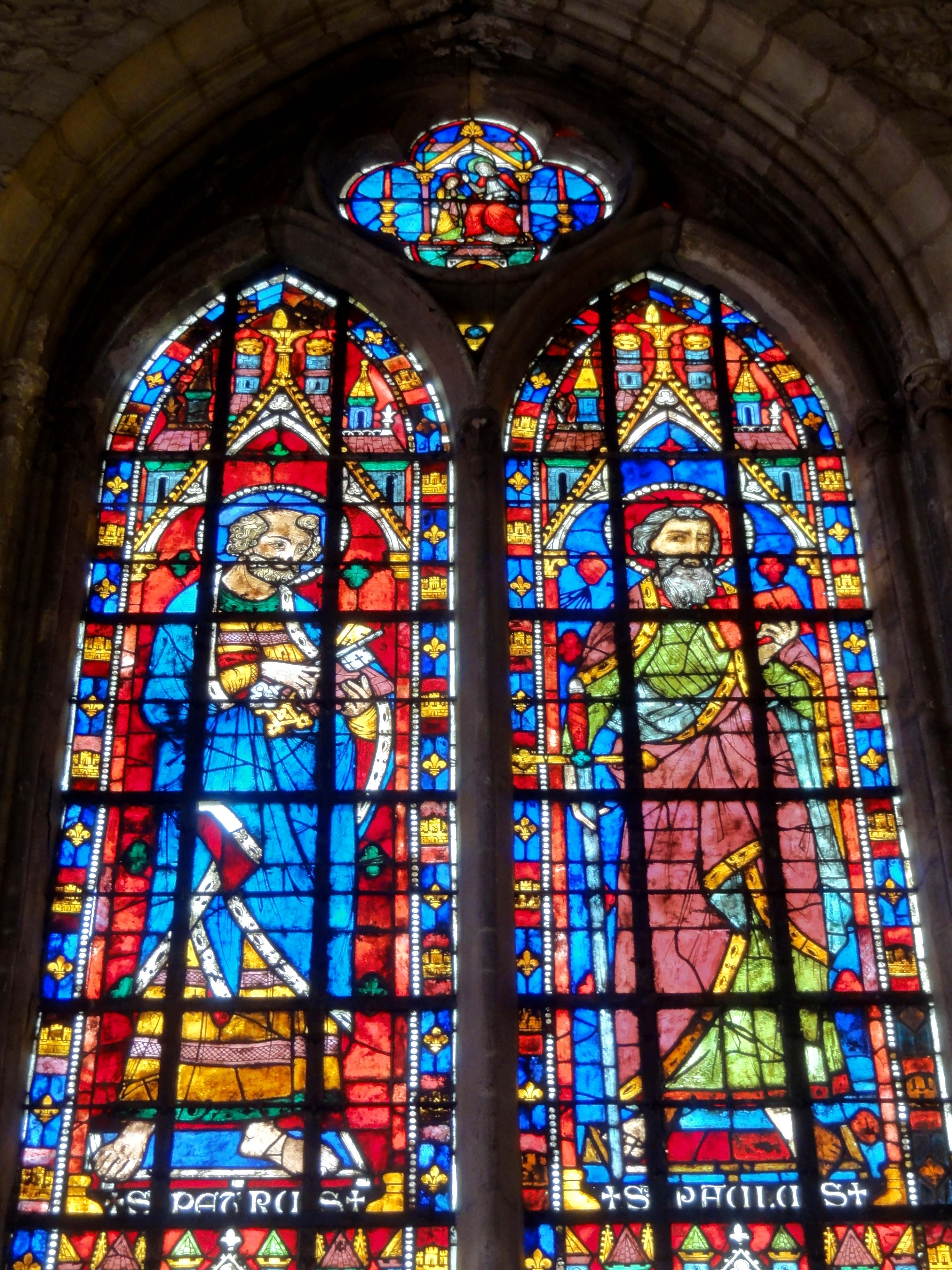
Verrière no 2, sud du chœur - saint Pierre et saint Paul.
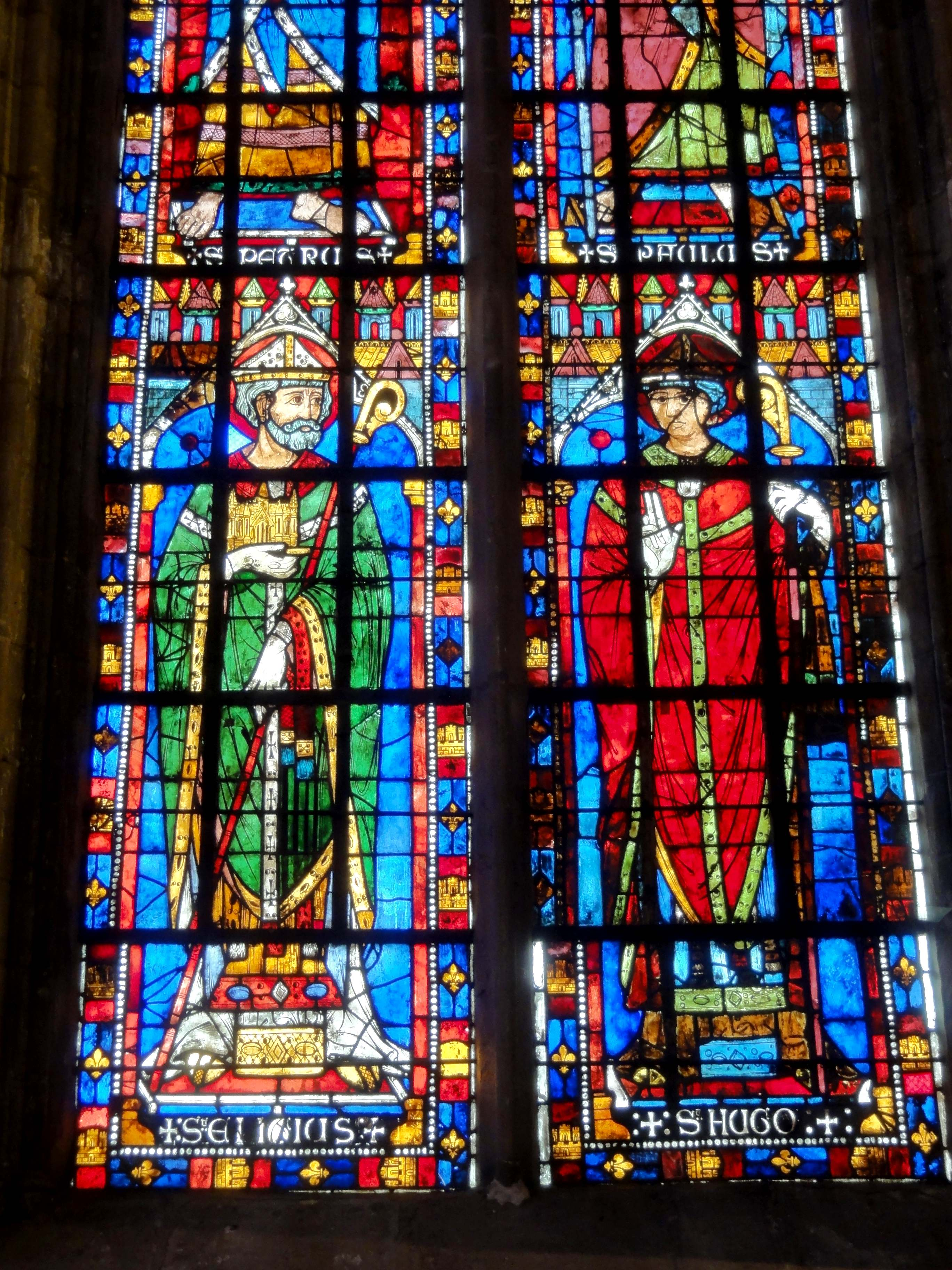
Verrière no 2, sud du chœur - saint Éloi et saint Hugues.
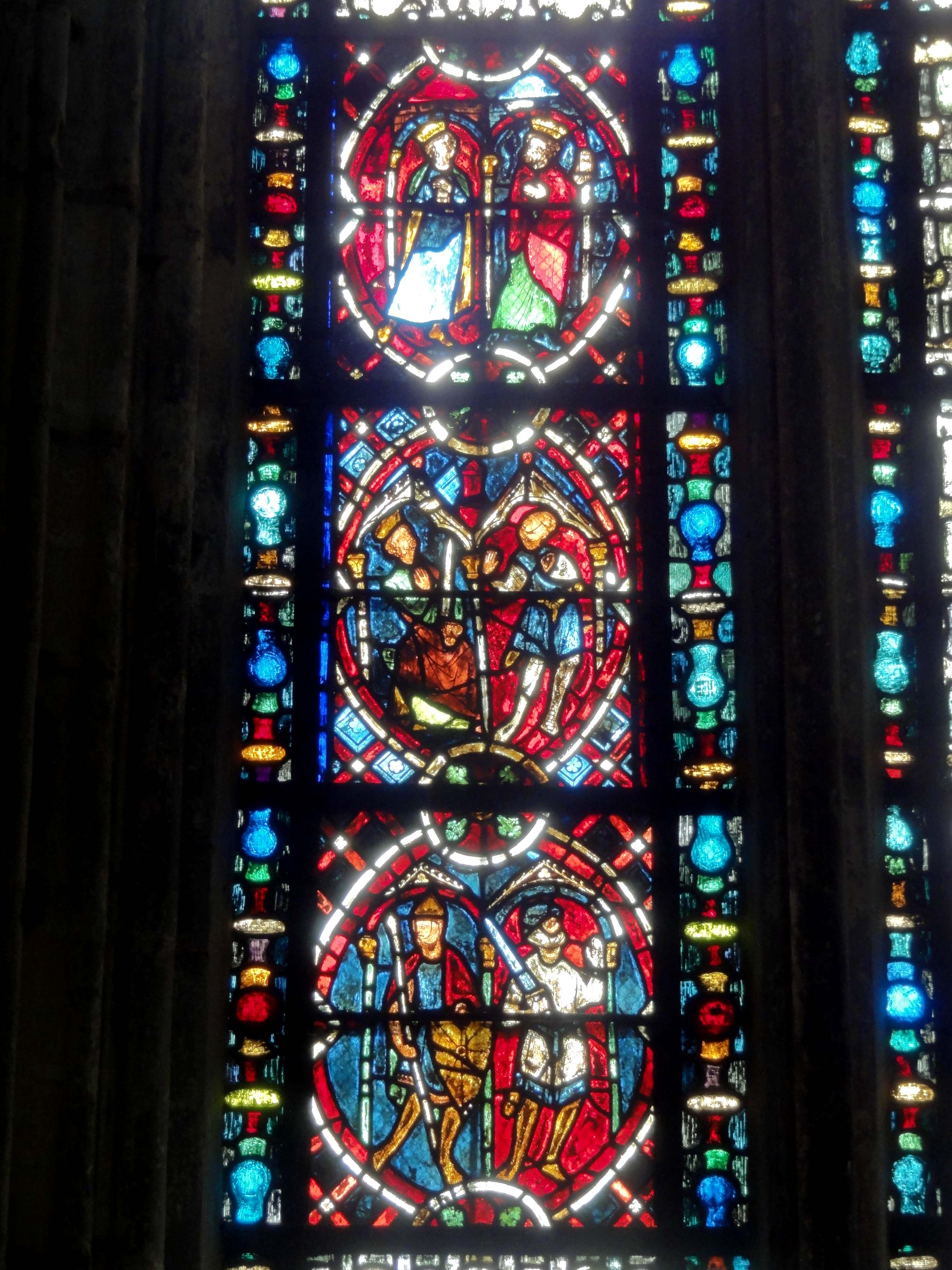
Verrière no 3, croisillon nord - lancette de gauche.
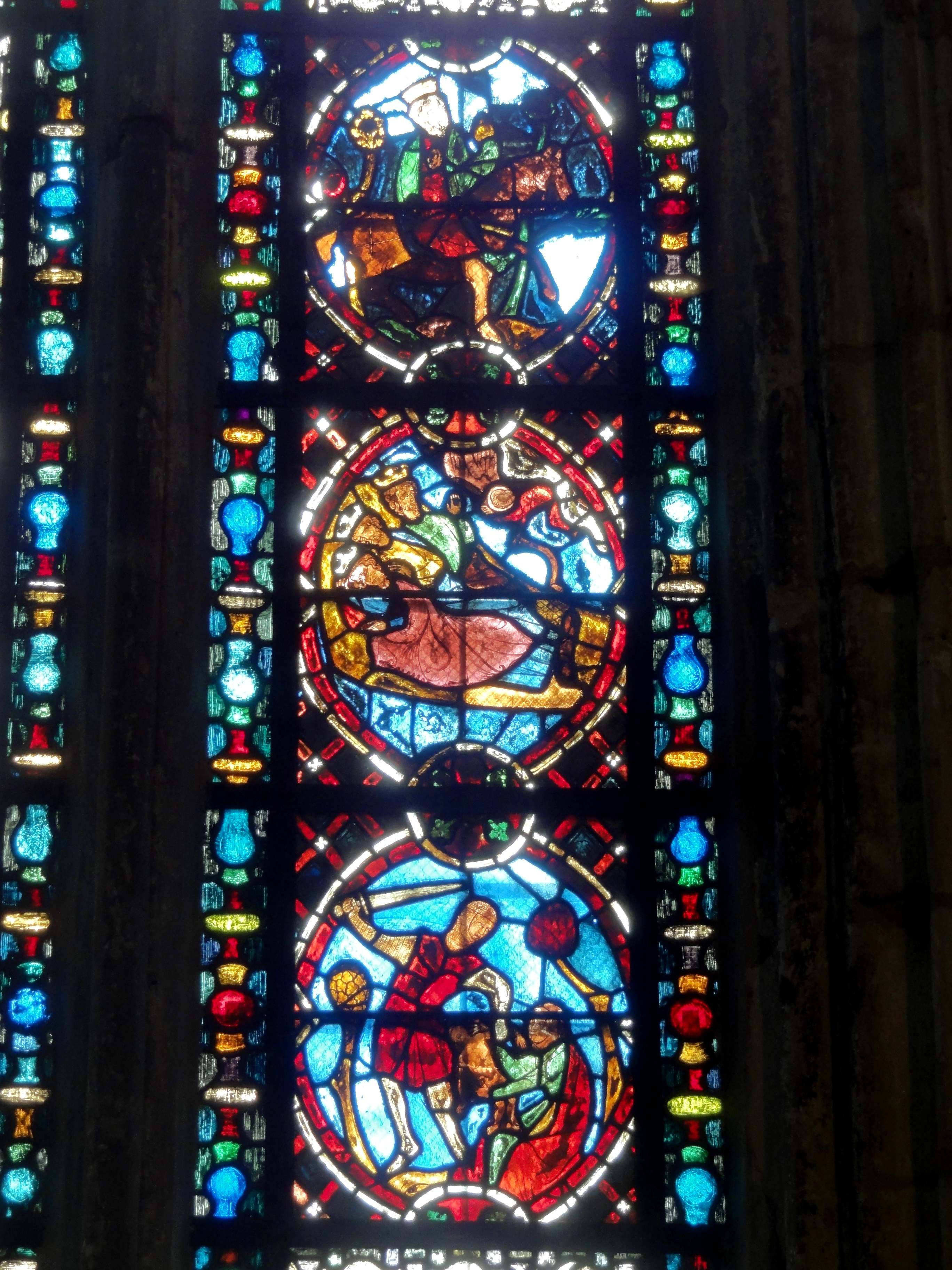
Verrière no 3, croisillon nord - lancette de droite.
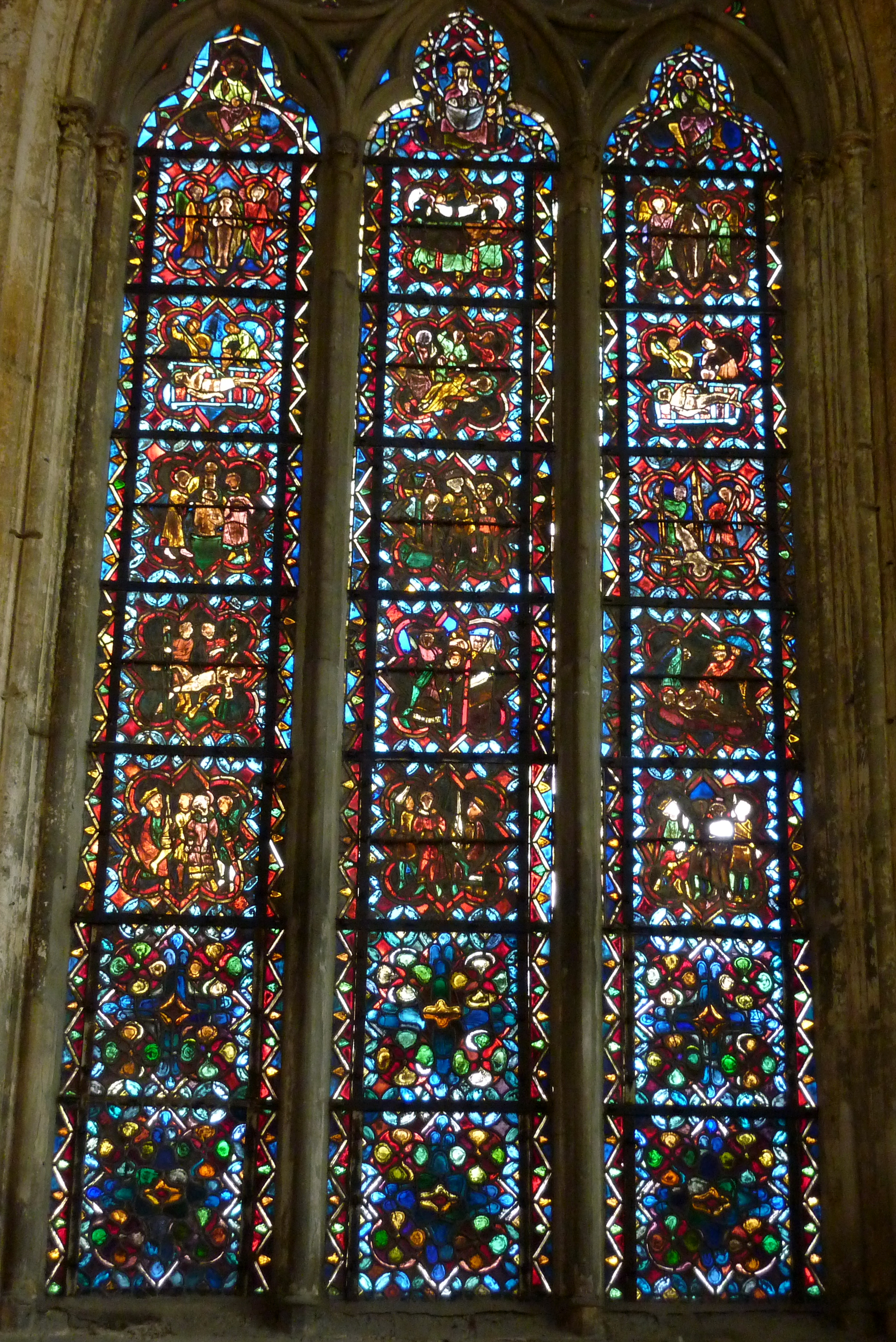
Verrière no 4, croisillon sud - vitrail des trois diacres.